# القوات المسلحة السعودية

علم القوات المسلحة السعودية

القُوَّات المُسَلَّحَة المَلكِيَّة السُّعُودِيَّة، (نص النظام الداخلي: القُوَّات العَرَبِيَّة السُّعُودِيَّة المُسَلَّحَة، المسمى الأسبق: الجَيْشُ العَرَبِيَّ السُّعُودِيَّ،) منذ نشأتها في منتصف القرن الثاني عشر الهجري (الثامن عشر الميلادي) المتصلة بإعلان قيام الدولة السعودية في قلب شبه الجزيرة العربية على يد محمد بن سعود، لعبت الجيوش العربية السعودية دورًا حاسمًا في مـد نفوذ الدولة وحدودها، ولأكثر من مرة، ما بين ساحل الخليج العربي شرقًا، إلى ساحل البحر الأحمر غربًا، وامتلاكها لموانئ بحرية، مما مكنها من الاتصال التجاري بالعالم الخارجي، وكانت الحاميات البرية والبحرية، تدخل في عداد الجند الثابت في الوظيفة العسكرية. حيث يتبين أن مفهوم الخدمة العسكرية كان حاضرًا قبل ميلاد القوانين والتوسع الإداري للدولة الحديثة التي تعتبر مرحلة تكوينها، الأهم في تاريخ القوات المسلحة، إِذ قضت أكثر من ثلاثين عامًا في معارك وحروب طاحنة، على أكثر من جبهة. ولقد كانت البداية عبارة عن قطاعات غير منظمة، قليلة التسليح والعتاد، لكنها استطاعت شق طريقها، وقد خرجت برقعة جغرافية شاسعة، فكان أن تأسس سلاح الطيران (القوات الجوية) إلى جانب تنظيم الدائرة العسكرية (رئاسة الأركان) القائمة منذ أواسط عام 1344ھ (ديسمبر 1925م) في الطائف، ثم أُقيمت (وكالة) الدفاع، فنظمت أطر الجيش العليا، وصهرت فرق المقاتلين في بوتقة عسكرية حديثة.
ينضوي تحت وصاية وزارة الدفاع كبار المساعدين التنفيذيين وقادة الأركان، والمناطق، والأساطيل، والقواعد، والكليات، إضافةً إلى وكالات وإدارات متنوّعة. وتستحوذ القوى العسكرية العاملة ضمن الوزارة على أكثر من نصف إجمالي موظفي القطاع العسكري، الواقع تحت سيطرتها المزدوجة مع وزارة الحرس الوطني، وكلاهما يتقاسمان العديد من المهام المعنيَّة بتأمين السيادة التامة للمملكة، بالتكامل مع الأجهزة العسكرية والأخرى شبه العسكرية. وعلاوة على دورها السيادي، وبالتعاون مع أجهزة الدولة المدنية، تقف القوات المسلحة بكافة أفرعها، على أهبة الاستعداد، لاستقبال وخدمة الملايين من ضيوف الرحمن لموسم الحج في كل عام.
القوات المسلحة عضو مؤسس في مجلس الخدمة العسكرية، وتُمثّل أركان الحرب العامة، البرِيّة، والبحريَّة، والجويّة، والدِفاع الجوّي، والصَّواريخ الاستراتيجيَّة، موزعة على ثمان مناطق بالقوات البرِيّة، وتضمّ أسطولين شرقي وغربي، يُشكلان البحرية، وتتضمن أسراب قتالية، تقع على سبع قواعد ضمن القوات الجوية، كما يتفرغ عن قيادة قوات الدفاع الجوي عدة مجموعات رئيسية ووحدات تنتشر في كافة المناطق، فضلًا عن سبع قواعد صَّاروخية تشكل القوات الاستراتيجية. وبتنوع كبير في مصادر التسلح بين الولايات المتحدة الأمريكية كشريك صناعي رئيسي، والمملكة المتحدة وفرنسا وروسيا والصين، ولكن بدرجات متفاوتة، إذ يصنف الإنفاق العسكري الأكبر على مستوى المنطقة، وثالث أكبر موازنة عسكرية في العالم، بما يماثل تقريبًا حجم الإنفاق العسكري للدول العربية مجتمعة. هذا النمط العالي من المصروفات مكن بدوره من عصرنة القوات السعودية، من ناحية تأهيل القوى المدربة، وتجهيزها بترسانة عسكرية، تُعدَّ من بين الأكثر تطورًا. ويُتوقع أن يتزايد في ظل جهود الوزارة الرامية إلى تحسين كفاءة الإنفاق عبر توطين صناعة نصف ما تنفقه لأغراض الدفاع، على مدى السنوات القليلة القادمة.

## التاريخ

### نشأة العسكرية

#### جيش الإخوان

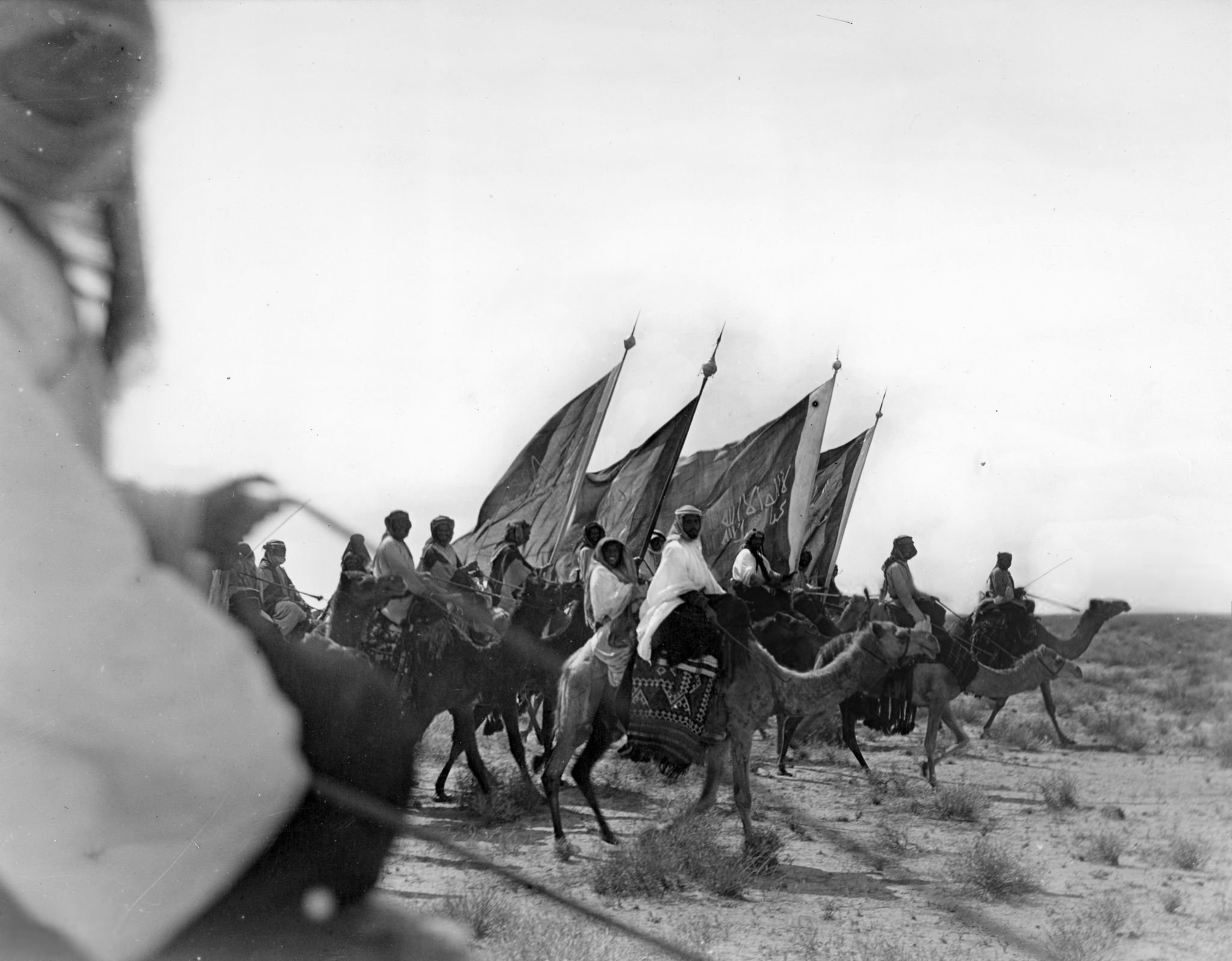
جيش الإخوان

الإخوان أوإخوان من طاع الله هم البدو الذين هجروا حياة البداوة واستقروا في الهجر لدراسة العلوم الشرعية ويستجيبون للجهاد في سبيل الله متى جاءهم النداء، ويعملون في الزراعة في أوقات السلم حتى لا يكونوا عالة على الدولة، وميزوا أنفسهم عن الآخرين بقطعة من القماش الأبيض يلفونها على رؤوسهم تسمى «معم» وهي كفن أحدهم إذا مات. بدأت تظهر قوة الإخوان عندما بدأ الملك عبدالعزيز بإنشاء الهجر ابتداء من عام 1911م ومن هنا تبدأ المرحلة الثانية من مراحل بناء القوة الحربية للملك عبدالعزيز. وعلى هذا فإن إنشاء الهجر يمثل فترة انتقال من القوة التقليدية إلى القوة شبه النظامية التي ظهرت مع الإخوان.
أما الهجر فهي أماكن أعدت لتجمع أفرادًا من البادية ليستقروا ويتركوا حياة الترحال. وكان الملك عبدالعزيز يعين بقعة من الأرض فيها ماء لقبيلة أو فخذ من قبيلة فتنزح إليها، وغالبًا ما تكون في أرض تلك القبيلة نفسها. فإذا استقرت فيها قدم لها بعض المساعدات لبناء المساكن والمساجد وحفر الآبار، وهكذا خرج مشروع الهجر إلى حيز الوجود. والهجر مهد الإخوان جيش الملك عبدالعزيز، المحاربون القدامى الذين تكونت منهم فيما بعد فرق المجاهدين النواة الأولى للحرس الوطني.
وانتشرت الهجر في فترة وجيزة حتى أصبحت وكأنها ثكنات عسكرية تغطي معظم البلاد النجدية.
استطاع الملك عبدالعزيز أن يحول الإخوان سكان الهجر إلى أكبر قوة عسكرية في جزيرة العرب. فكانوا خير معين له في تأسيس الدولة وتوحيدها، فقد بلغ عددهم عام (1344هـ / 1925م) ستة وسبعين ألفًا وخمسمائة (76.500) مقاتل. وأثناء ثورة الأدارسة سنة 1932م أشار الملك عبدالعزيز إلى أن قواته من الإخوان وغيرهم يبلغ تعدادها أربعمائة ألف مقاتل.
وعندما استقرت الأوضاع، بعد انتهاء حروب توحيد المملكة، دخلت التنظيمات العسكرية في طور جديد يتناسب مع أطوار النمو في كافة المجالات، ألغيت تشكيلات فرق الإخوان، فألحق بعضها بالوحدات العسكرية النظامية وبالشرطة، وتكونت من بعضها نواة الهجانة التي تشكلت منها فيما بعد ألوية الجهاد، النواة الأولى للحرس الوطني، وهذا لا يعني اختفاء قوة الإخوان نهائيا وإنما استمر وجودهم بعد انشقاق فريق منهم في معركة السبلة عام (1347هـ \ 1929م)، فقد شارك بعضهم في القضاء على ثورة الأدارسة وحرب اليمن عام 1934م.
ثم تكون قطاع المجاهدين عام 1347هـ من المحاربين الذين حاربوا مع عبد العزيز آل سعود، والذي كان يطلق عليهم مسمى «أهل الجهاد»، وبقي مسمى المجاهدين حتى الوقت الحالي، حيث كانوا بمثابة الجيش والأمن العام آنذاك، وبعد أن استقرت الأمور وتوحدت البلاد واستتب الأمن، بدأ عبد العزيز آل سعود في تكوين أجهزة الدولة التي تُعنى بشؤون الحكم ومنها الشؤون العسكرية، ومن بينهم المجاهدين الذين شاركوا تحت قيادته في توحيد البلاد. المجاهدين ساندوا عبد العزيز آل سعود في استعادة الرياض عام (1319هـ \ 1902). ثم انضمت إليها فرقة الإخوان بعد تأسيس الهجر من قبل عبد العزيز آل سعود، وهذه القوة لا تشكل أي أعباء مالية على الدولة إذ كانوا يتكفلون بأسلحتهم وعتادهم. وقد ساهمت تلك القوة في توحيد البلاد تحت قيادة قائدها عبد العزيز آل سعود.

### التوسع الإداري
تأسس الجيش النظامي للمملكة العربية السعودية في عام (1319هـ \ 1902م)، على يد عبد العزيز آل سعود في جهود لتوحيد البلاد في إطار دولة سعودية حديثة تعيد المناطق والأقاليم التي كانت تابعة للدولة السعودية الأولى والثانية.كان عدد الجيش العربي السعودي في بدايته ستين رجلًا فقط، قادهم عبد العزيز آل سعود في معركة الرياض عام (1319هـ \ 1902م). وباستعادة الرياض، وضع عبد العزيز آل سعود اللبنة الأولى في بناء الدولة، ومرحلة التوحيد. وتعد مرحلة ما بعد استرداد الرياض، أهم المراحل في تاريخ عبد العزيز آل سعود، إذ قضى أكثر من عشرين عامًا في معارك وحروب، على أكثر من جبهة.

#### الدائرة العسكرية
في عام 1344هـ قرر عبد العزيز آل سعود إنشاء جيش نظامي يكون ولاؤه للدولة قبل الولاء القبلي أو الإقليمي، وبمجرد أن عاد عبد العزيز آل سعود إلى الحجاز أمر بإحداث مديرية الأمور العسكرية عام (1348هـ \ 1929م) لتشرف على تلك الوحدات واستقدم من سوريا لإدارتها نبيه العظمة ومعه فوزي القاوقجي مساعدا وأمر بتشكيل أول نواة لوحدات الجيش العربي السعودي النظامي من ثلاثة قطاعات سميت أفواج المشاة والمدفعية والرشاشات وكان الفوج يتراوح ما بين 659 إلى 962 فردا وكان قطاع الرشاشات يتكون من أربع سرايا في السرية حوالي 112 فردا، وثماني قطع رشاش بعض أسلحتها من تلك التي غنمت في معارك التوحيد وقد أخذت هذه القوة النظامية تنمو تدريجيا إلى أن أسس في العام نفسه مديرية خاصة للشئون العسكرية تعني بشؤون الجند وتشرف على هذه القوة وكان مقرها الرئيسي مكة المكرمة وعدت أول نواة لتكوين الجيش النظامي. في العام نفسه صدر مرسوم ملكي بتعيين حمدي بك الياور مديرا مؤقتا لمديرية الأمور العسكرية.
وفي عام (1351هـ \ 1932م) صدر مرسوم ملكي بتوحيد أرجاء البلاد في دولة كبرى بأسم المملكة العربية السعودية، واعتبر هذا التاريخ اليوم الوطني للمملكة

##### رئاسة الأركان
في عام (1358هـ \ 1939م) ألغيت مديرية الأمور العسكرية وشكلت بدلا عنها في نفس السنة رئاسة أركان حرب الجيش مرتبطة بوكالة الدفاع فبدأت هذه الرئاسة بتنظيم الجيش وتوحيد الزي العسكري لمنسوبيه وتحديد الشارات المميزة له، كما تم تشكيل أول فرقة مدرعة سميت الفرقة الأولى المدرعة للجيش وألحقت بالحرس الملكي بالرياض بعد إتمام تدريبها، وشكلت بعد ذلك الفرقة الأولى للخيالة (الفرسان)، وشكلت أول فوج مشاة متكامل، وبعد ذلك انتقلت رئاسة هيئة أركان حرب الجيش إلى الرياض تبعا لوكالة الدفاع ونتيجة للتوسع الهائل في أعمال الدفاع وزيادة متطلباته صدر بتاريخ (1363هـ \ 1943م) مرسوم ملكي يقضي بإنشاء وزارة للدفاع لتحل بدلا عن وكالة الدفاع.

#### وكالة الدفاع
عندما زاد عدد القوات النظامية وكثرت الأعباء الإدارية والتنظيمية فوق مقدرة مديرية الأمور العسكرية، أقتضت الحاجة تشكيل وكالة للدفاع مع استمرار وجود مديرية الأمور العسكرية وذلك في عام (1353هـ \1934م) وجعل مقرها مدينة الطائف، كما عين الشيخ عبدالله بن سليمان أول وكيل لوكالة الدفاع في تشكيلها الجديد بالإضافة إلى مهامه كوزير مالية رافق ذلك أعادة تشكيل وحدات الجيش إلى سلاح المشاة، وسلاح المدفعية، وسلاح الفرسان، وشكلت منها أفواج وكتائب وألوية زودت بأفضل الأسلحة آنذاك من رشاشات ومدافع وماتحتاجه من وسائل النقل وأجهزة اللاسلكي ووزعت على أنحاء المملكة حسب الحاجة الدفاعية، وأنشئت لها مدرسة عسكرية في مدينة الطائف عام (1353هـ \ 1934م) للاستفادة منها في تخريج العسكريين وتدريبهم، إلا أنها ألغيت فيما بعد لانتفاء الحاجة إليها وبتوحيد المملكة تعددت المهام العسكرية وتنوعت اختصاصاتها فأعيد في عام (1355هـ \ 1936م) تشكيل المدرسة العسكرية في الطائف التي أصبحت مركزا للتدريب.

##### وزارة الدفاع والمفتشية

الأمير منصور بن عبدالعزيز أول وزير دفاع

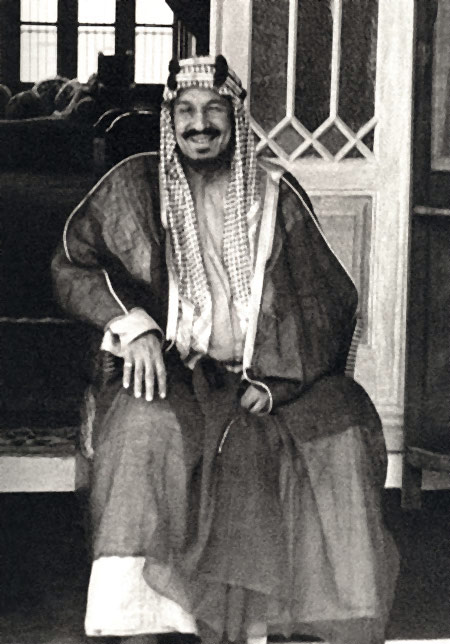
الملك المؤسس عبدالعزيز آل سعود

بعد إنشاء وزارة الدفاع والطيران والمفتشية العامة عين الأمير منصور بن عبدالعزيز أول وزير لها، عندئذ بدأ احضار الخبراء للاستفادة من خبراتهم في مجالات التدريب المختلفة، كما تم ابتعاث عدد من منسوبي الجيش العربي السعودي إلى البلاد العربية والصديقة للدراسة والتدريب، وأسست أولى المدارس للإشارة، واللاسلكي ومدرسة للصحة والإسعاف، وبهذا اكتمل تأسيس اللبنة الأولى للجيش العربي السعودي والقوات البرية.  وتم تطوير الترسانة السعودية عبر تزويدها بأسلحة حديثة، مثل بنادق «لي-انفيلد»، و«روس انفيلد» البريطانية، وجي89، وبندقية ماوزر الألمانية. ودبابات كاردن لويد تانكت، وفيكرز متوسطة مارك الثانية من شركة فيكرز. بفترة الحرب السعودية اليمنية.
وبعد وفاة الأمير منصور بن عبدالعزيز في عام (1370هـ \ 1951م) عين خلفا له الأمير مشعل بن عبدالعزيز وزيرا للدفاع في 1370هـ \ 1951م. وبتاريخ (1373هـ \ 1953م) توفي عبد العزيز آل سعود ليتولى بعد ذلك بفترة الأمير فهد بن سعود بن عبد العزيز بتاريخ (1376هـ \ 1956م) ثم تولاها من بعده الأمير محمد بن سعود بن عبدالعزيز بتاريخ (1380هـ \ 1960م). وكانت بداية التطور الحديث والعصر الذهبي للقوات المسلحة السعودية عندما صدرت الأوامر الملكية بتاريخ (1382هـ \ 1962م) بتعيين الأمير سلطان بن عبد العزيز آل سعود وزيرا للدفاع والطيران ومفتشا عاما للجيش. وعندما توسعت أعمال وزارة الدفاع والطيران تم بتاريخ (1389هـ \ 1969م) الأمير تركي بن عبدالعزيز آل سعود نائبا لوزير الدفاع والطيران والمفتش العام وفي عام (1403هـ \ 1982م) صدر الأمر الملكي بتعيين الأمير عبدالرحمن بن عبدالعزيز آل سعود نائبا لوزير الدفاع والطيران والمفتش العام ليكون الساعد الأيمن لوزير الدفاع والطيران والمفتش العام. وصدر هام (1396هـ \ 1976م) توجيهات باقرار أول تنظيم يعدل مسمى الجيش العربي السعودي إلى القوات البرية الملكية السعودية، وتمت إعادة تشكيل رئاسة هيئة أركان حرب الجيش لتصبح رئاسة هيئة الأركان العامة للقوات المسلحة السعودية حيث شكلت القوات البرية.وفي عام (1432هـ \ 5 نوفمبر 2011م) أصدر الملك عبد الله بن عبد العزيز آل سعود أمرًا ملكيًا بتعديل اسم «وزارة الدفاع والطيران والمفتشية العامة» ليصبح «وزارة الدفاع». وبعد وفاة الأمير سلطان بن عبد العزيز ولي العهد نائب رئيس مجلس الوزراء وزير الدفاع والطيران والمفتش العام وبتاريخ (9 ذو الحجة 1432 هـ \ 5 نوفمبر 2011) أصدر خادم الحرمين الشريفين الملك عبد الله بن عبد العزيز أمرًا ملكيًا بتعيين الأمير سلمان بن عبد العزيز وزيرًا للدفاع وبعد وفاة خادم الحرمين الشريفين الملك عبد الله بن عبد العزيز أصبح الأمير سلمان بن عبد العزيز ملك للمملكة العربية السعودية وأصبح الأمير محمد بن سلمان وزيرًا للدفاع خلفًا لوالده الذي بويع ملكًا للبلاد.

### قائمة الوزراء
| الوزير                                    | الفترة                         |
| ----------------------------------------- | ------------------------------ |
| الأمير منصور بن عبد العزيز آل سعود        | 3/11/1363 هـ حتى 5/8/1370 هـ   |
| الأمير مشعل بن عبد العزيز آل سعود         | 5/8/1370 هـ حتى 24/5/1376 هـ   |
| الأمير فهد بن سعود بن عبد العزيز آل سعود  | 24/5/1376 هـ حتى 3/7/1380 هـ   |
| الأمير محمد بن سعود بن عبد العزيز آل سعود | 3/7/1380 هـ حتى 22/5/1382 هـ   |
| الأمير سلطان بن عبد العزيز آل سعود        | 22/5/1382 هـ حتى 24/11/1432 هـ |
| الملك سلمان بن عبد العزيز آل سعود         | 9/12/1432 هـ حتى 2/4/1436 هـ   |
| الأمير محمد سلمان بن عبد العزيز آل سعود   | 3/4/1436هـ - 27 سبتمبر 2022م   |
| خالد بن سلمان بن عبدالعزيز أل سعود        | 27 سبتمر 2022م - الى الأن      |

## حروب القوات المسلحة

### حروب توحيد السعودية
| - معركة الرياض 1902 م - معركة الدلم 1903 م - معركة جو لبن 1903 م - معركة البكيرية 1904 م - معركة الشنانة 1904 م - معركة روضة مهنا 1906 م - معركة الطرفية 1907 م - معركة الأحساء 1913 م | - معركة كنزان 1915 م - معركة جراب 1915 م - معركة تربة 1919 م - معركة حمض 1920 م - معركة الجهراء 1920 م - معركة حجلا 1920 م - معركة النيصية 1921 م | - معركة حائل 1921 م - معركة حرملة 1923 م - معركة الطائف 1924 م - معركة مكة المكرمة 1924 م - معركة المدينة المنورة 1925 م - معركة جدة 1925 م - معركة السبلة 1929 م - معركة القاعية 1929 م - معركة أم رضمة 1929 م - معركة نقير 1929 م |

### حروب بعد تأسيس السعودية

#### الحرب السعودية اليمنية (1934)
قامت الحرب اليمنية السعودية بين مارس ومايو على فترات متقطعة بدأت منذ 1924 وكانت المرحلة الحاسمة عام 1934. وكانت حربا بين الأدارسة في جيزان والحديدة التابعة للإمارة الادريسية حينها والملك عبد العزيز آل سعود ولم تشتبك قوات الإمام يحيى حميد الدين مع الملك عبد العزيز آل سعود إلا في نجران. وتألفت القوات السعودية في تلك الفترة في غالبيتها من الجنود الغير نظاميين ويتم حشدهم من سكان المدن ومن رجال البادية. وكانت أسلحتهم قديمة تعود لفترة الحرب العالمية الأولى. وفي بداية الثلاثينيات وعلى إثر التمرد الذي قاده جيش الإخوان قامت الحكومة السعودية بإعادة تنظيم قواتها وتسليحها واستبدال الجنود الغير نظاميين من رجال البادية بقوات نظامية مدربة، وتزويدها بالمزيد من الأسلحة الحديثة والمدرعات. وكان التسليح الرئيسي للقوات المسلحة السعودية بنادق «لي-انفيلد»، و «روس انفيلد» البريطانية، و جي89، وبندقية ماوزر الألمانية. ودبابة كاردن ويد تانكت، وفيكرز ميديم مارك الثانية من شركة فيكرز. انتهت الحرب بانتصار الملك عبد العزيز آل سعود وسيطرته على نجران وجازان، وعسير، والحديدة، وحجة. واستسلام الإمام يحيى حميد الدين وقيامه بتوقيع معاهدة الطائف وكانت نتيجة معاهدة الطائف ضم نجران وجازان، وعسير للسعودية وانسحاب الجيش السعودي من الحديدة، وحجة.

#### حرب 48
مع بداية المناوشات أرسل مفتي فلسطين أمين الحسيني والهيئة العربية العليا في فلسطين مندوبًا إلى الملك عبد العزيزآل سعود رحمه الله، لطلب المساعدة، فأمر الملك بإرسال كمية من الذخيرة والبنادق إلى الثوار في فلسطين، وتبرع الشعب السعودي بمبلغ خمسة ملايين ريال سعودي. نص الصفحة. وأمر الملك عبد العزيزآل سعود بإرسال فرقة سعودية للجهاد في فلسطين وتوجهت الدفعة الأولى بالطائرات، فيما أرسلت بقية السرايا بالبواخر.وبلغ عدد ضباط وأفراد الفرقة قرابة ثلاثة آلاف ومائتي رجل، وفقًا لعدد من الكتب التي رصدت تلك المرحلة التاريخية.
وتعددت المواقع والمعارك التي شاركت فيها القوات السعودية على أرض فلسطين.
ومن أهم المواقع والمعارك التي شارك فيها الجيش السعودي في فلسطين معركة دير سنيد وأسدود ونجبا والمجدل وعراق سويدان والحليقات وبيرون إسحاق كراتيا وبيت طيما وبيت حنون وبيت لاهيا وغزة ورفح والعسلوج ووتبة الجيش وعلى المنطار والشيخ نوران. وقامت القوات السعودية بنسف أنابيب المياه. وعرقلة سير القوافل التي كانت تـُـمـوِّن تلك المستعمرات. واشتركت القوات السعودية في القتال على الخطوط الأمامية في غزة والمجدل. ودير سنيد. وأسدود. ونيتسايم جنبًا إلى جنب مع القوات المصرية.
كما حصلت معركة عين خفر قرب قناة السويس، وقام فيها 8300 جندي سعودي بالصمود والتصدي للجيش الإسرائيلي المكون من 31600 جندي بعد اشتباك ومحاصرة للجنود السعوديين لمدة 4 أيام، صمد فيها وانتصر الجنود السعوديون وانتهت المعركة بأسر 476 جنديًا إسرائيليًا و1784 شهيدًا من الجنود السعوديين.

#### ثورة 26 سبتمبر اليمنية

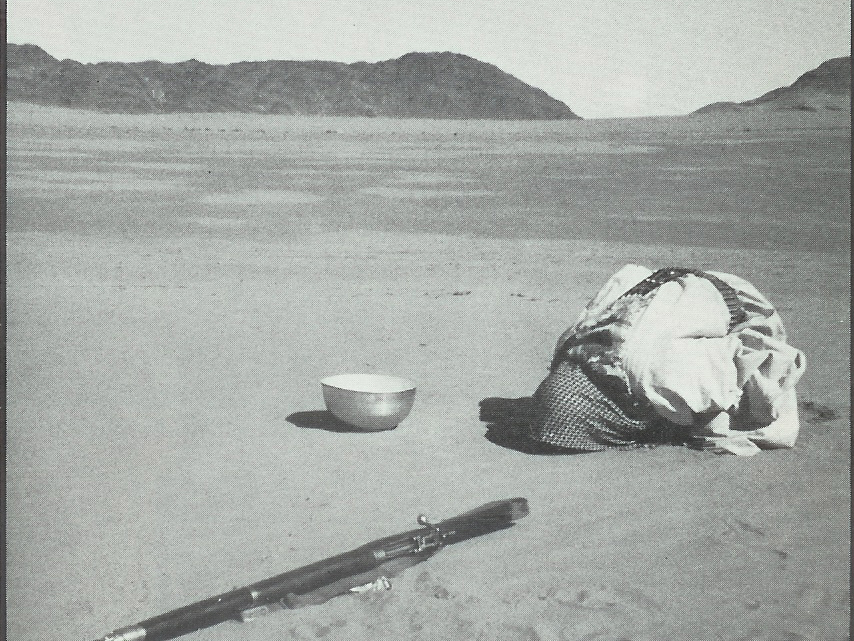
جندي يصلي في ثورة 26 سبتمبر اليمنية.

ثورة 26 سبتمبر أو حرب اليمن أو حرب شمال اليمن الأهلية هي ثورة قامت ضد المملكة المتوكلية اليمنية في شمال اليمن عام 1962 وقامت خلالها حرب أهلية بين الموالين للمملكة المتوكلية وبين المواليين للجمهوريّة العربية اليمنية واستمرت الحرب ثمان سنوات (1962 - 1970). تلقى الإمام البدر وأنصاره الدعم من السعودية والأردن وبريطانيا وتلقى الجمهوريين الدعم من مصر جمال عبد الناصر. وقد جرت معارك الحرب الضارية في المدن والأماكن الريفية. أرسل جمال عبد الناصر ما يقارب 70,000 جندي مصري وشاركت السعودية بآلاف المقاتلين من الحرس الوطني وعلى الرغم من الجهود العسكرية والدبلوماسية، وصلت الحرب إلى طريق مسدودة واستنزفت السعودية بدعمها المتواصل للإمام طاقة الجيش المصري وأثرت على مستواه في حرب 1967 وأدرك جمال عبد الناصر صعوبة إبقاء الجيش المصري في اليمن.
وقد سيطرت الفصائل الجمهورية على الحكم في نهاية الحرب وانتهت المملكة المتوكلية اليمنية وقامت الجمهورية العربية اليمنية.

#### حرب 67
في يونيو من عام 1967 امر الملك فيصل جميع القوات السعودية للتأهب والاستنفار وتم قطع جميع الاجازات واحتشدت القوات في شمال المملكة، وبعدها تم إصدار الاوامر لقوة مقدارها 20 الف جندي سعودي للتوجه للاردن للمشاركة بجانب القوات العربية.
بعد انتهاء الحرب تم امر فرقة سعودية بالبقاء والمرابطة داخل الأراضي الأردنية لتقديم الدعم والمساندة إذا لزم الامر واستمرو في ذلك لمدة عشرة سنوات قبل ان يرجعوا إلى السعودية.

#### حرب الوديعة
حرب نشبت بين المملكة العربية السعودية وجمهورية اليمن الديمقراطية الشعبية بعد أن اشتبكت القوات اليمنية الجنوبية مع القوات السعودية في مركز الوديعة على حدود البلدين في الربع الخالي في 27 نوفمبر 1969م. وقام الجيش اليمني بالهجوم على السعودية وردت السعودية بقصف جوي وهجوم بري على القوات اليمنية وانتهت بانتصار القوات السعودية وسيطرتها على الوديعة.

#### حرب أكتوبر
حرب أكتوبر أو حرب يوم الغفران هي الحرب العربية الإسرائيلية الرابعة التي شنتها كل من مصر وسوريا على إسرائيل عام 1973. بدأت الحرب في يوم 6 أكتوبر 1973 الموافق 10 رمضان 1393 هـ بهجوم مفاجئ من قبل الجيش المصري والجيش السوري على القوات الإسرائيلية التي كانت مرابطة في سيناء وهضبة الجولان.
وشاركت القوات السعودية في الحرب العربية-الإسرائيلية، ضمن الجبهة السورية، في الجولان وفي تل مرعي وخاض الجيش السعودي معارك طاحنة مع الوحدات الإسرائيلية.
وقامت السعودية بإعلان حظر نفطي لدفع الدول الغربية لإجبار إسرائيل على الانسحاب من الأراضي العربية المحتلة في حرب 1967" ، وأعلنت أنها ستوقف إمدادات النفط إلى الولايات المتحدة والبلدان الأخرى التي تؤيد إسرائيل في صراعها مع سوريا ومصر والعراق.

#### الحرب الأهلية اللبنانية
شاركت القوات المسلحة السعودية ضمن قوات الردع العربية. أرسلت هذه القوات بقيادة اللواء (المقدم في ذلك الوقت) سامي الخطيب  إلى لبنان خلال الحرب الأهلية اللبنانية في محاولة لحقن الدماء وضبط الأمن. استمر عملها حتى إتمام اتفاق الطائف في 30 سبتمبر 1989 وانتهاء الحرب الأهلية.

#### حرب الخليج الثانية

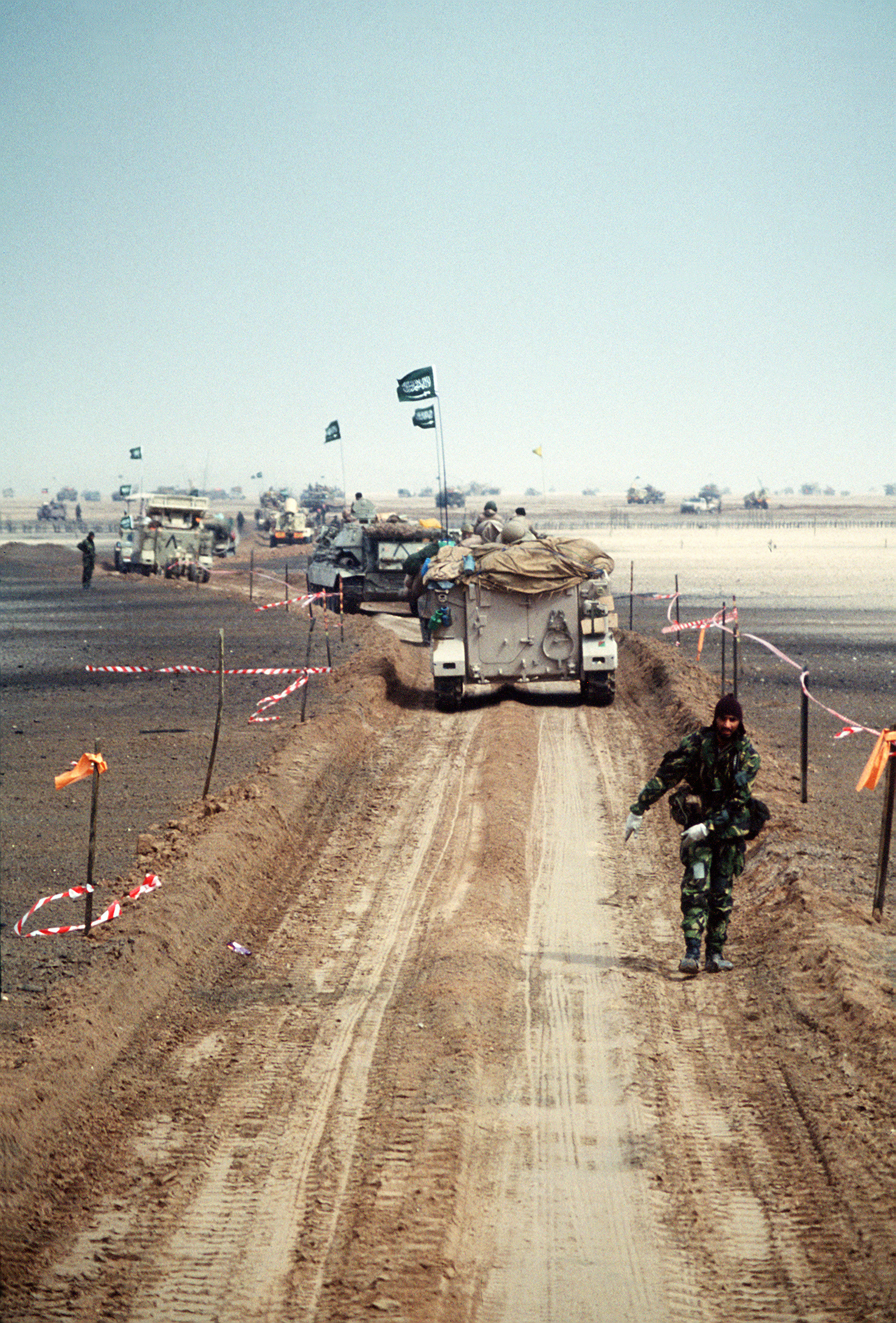
القوات البرية السعودية خلال عبورها أحد حقول الألغام.

حرب الخليج الثانية أو حرب تحرير الكويت هي حرب بدأت في 17 يناير 1991، شنتها قوات التحالف المكونة من 34 دولة بقيادة الولايات المتحدة الأمريكية ضد العراق بعد أخذ الإذن من الأمم المتحدة لتحرير الكويت من الاحتلال العراقي، الذي بدأ على إثر اتهام العراق للكويت في عام 1990 بسرقة النفط عبر الحفر بطريقة مائلة، والذي ترتب عليه فرض عقوبات اقتصادية على العراق وطالب مجلس الأمن القوات العراقية بالانسحاب من الأراضي الكويتية دون قيد أو شرط. جاء موقف المملكة العربية السعودية من بين الدول التي عارضت بشدة هذا الاحتلال وقامت بمساندة الكويت وإرسال قوات إلى الكويت. انضمت السعودية للتحالف بجيش يصل تعداده 200,000 ألف جندي واستقبلت آلاف من النازحين الكويتيين. وتعرضت السعودية للقصف من قبل القوات العراقية استعمل في القصف قنابل قنابل ذكية وقنابل عنقودية وصواريخ كروز بالإضافة إلى إطلاق صواريخ سكود على كل من مدينتي الظهران والرياض. انتصر التحالف على القوات العراقية وقام صدام حسين بسحب قواته من الكويت.

#### معركة الخفجي
هي معركة من معارك حرب الخليج الثانية حدثت بين 29 يناير و31 يناير 1991 حينما قامت القوات العراقية بحركة فاجأت توقعات قوات التحالف الدولية والتقدم مباشرة نحو المملكة العربية السعودية واحتلال مدينة الخفجي السعودية.
تطلب تحرير مدينة الخفجي حوالي 72 ساعة من القتال بين القوات العراقية من جانب وقوات التحالف الدولي ممثله في السعودية والولايات المتحدة الأمريكية من الجانب الآخر.

#### معركة مقديشو

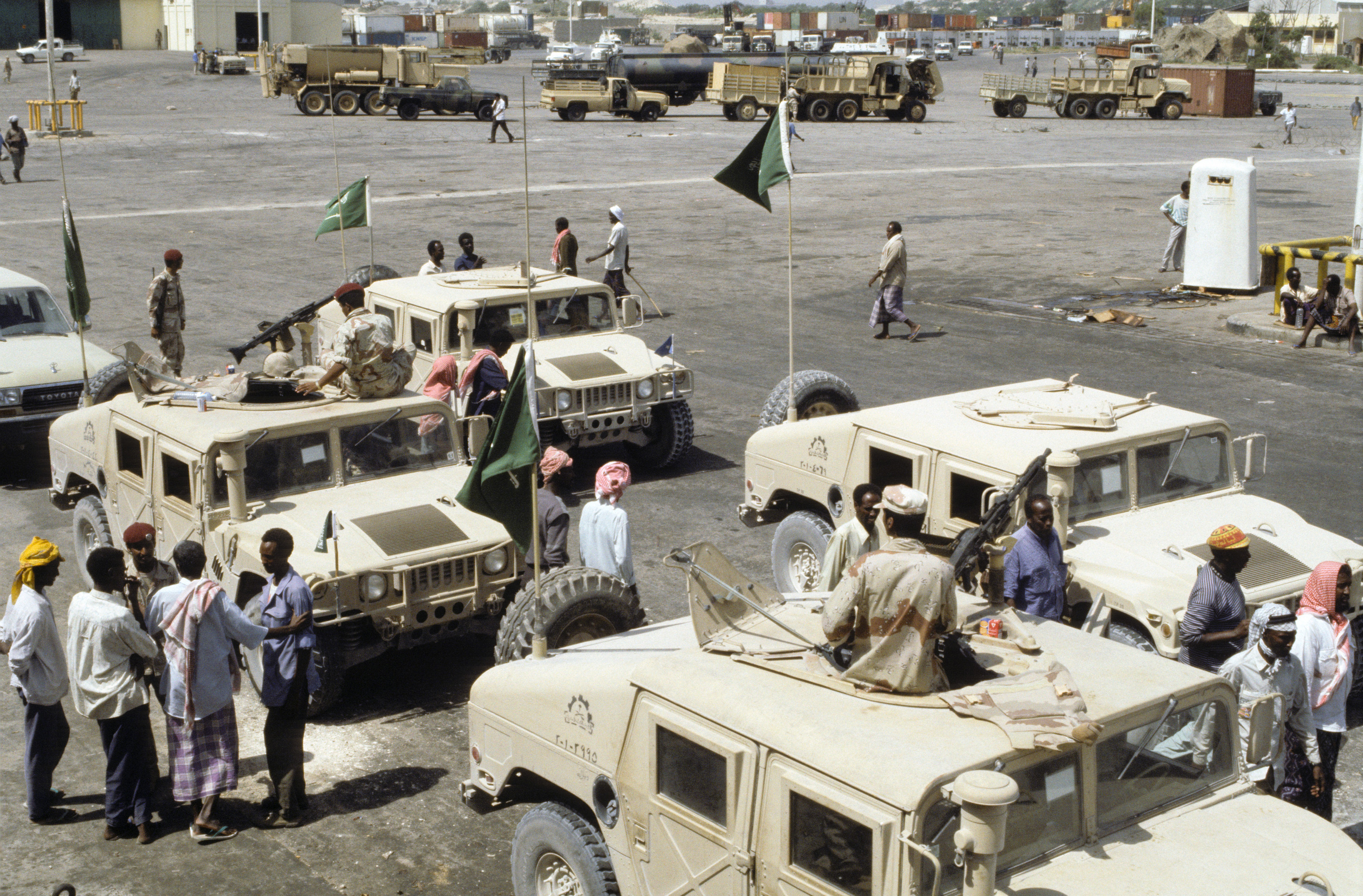
الجيش العربي السعودي في العاصمة الصومالية مقديشو.

انضمت القوات السعودية لتحالف الأمم المتحدة في الحرب الاهلية الصومالية وتحديدا في معركة مقديشو عام 1993.
عملت القوات السعودية في مهمتها لحراسة واستقبال سفن مواد الإغاثة في ميناء العاصمة البحري المقدمة من السعودية وتوزيعها على الشعب الصومالي. وساهمت في مرافقة القوافل الإنسانية والإغاثية التابعة للأمم المتحدة داخل وخارج العاصمة مقديشو، وساهمت كذلك في فتح الطرق المغلقة في العاصمة مقديشو من قبل بعض الفصائل الصومالية، علاوة على توزيع مواد الإغاثة المقدمة من هيئة الإغاثة السعودية الرسمية إلى الشعب الصومالي، مع قيامها بواجباتها في فرض الأمن وحماية نقاط مختلفة وحراستها.

#### التدخل في سوريا
بدأ في 15 مارس\آذار حراك في سوريا عُرف بانتفاضة درعا، توسع في 25 مارس\آذار لتزداد المظاهرات كمًا وانتشارًا في مدن حماة واللاذقية واحياء في دمشق، وكان الرد الأمني من النظام السوري دمويا، وتطورت الأحداث لتدخل سوريا في طور أزمة وحرب أهلية دعمت فيها السعودية المعارضة السورية المسلحة ولعب موقع إيران من الأحداث دورا أساسيا في التحركات السعودية بخصوص سوريا. وأثناء هذه الفوضى دخلت داعش سوريا وقامت باحتلال بعض الأراضي السورية وفي 23 أيلول / سبتمبر 2014: المتحدث باسم وزارة الدفاع الأمريكية (البنتاغون) يؤكد قيام القوات الأمريكية بالتعاون مع دول آخرى باستخدام المقاتلات الحربية وراجمات الصواريخ وصواريخ توماهوك في هجوم ضد داعش على الأراضي السورية. كما نقل عن مسؤولين آخرين مشاركة كل من السعودية والإمارات والأردن والبحرين والمغرب في الهجوم. إنضمت السعودية للتحالف الدولي ضد داعش ب4 مقاتلات إف15 وقامت القوات السعودية بقصف داعش حتى أصبحت السعودية والولايات المتحدة أكثر الدول قصفا لداعش منذ بدء العمليات العسكرية. أيضا قامت السعودية بتدريب المعارضة السورية.

### العمليات العسكرية ضد الحوثيين

#### حرب الخوبة

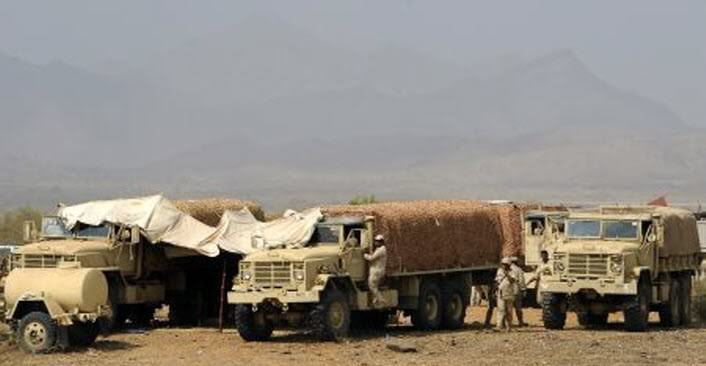
آليات شحن من نوع M923 خاصة بالجيش العربي السعودي في منطقة جازان في نوفمبر 2009 م

في 3 نوفمبر 2009م قامت قوات الحوثيين باعتداء على المملكة، وبدؤوا في التسلل بين الحدود اليمنية والسعودية بمركز الخوبة التابع لجازان وقد كشفت قوات حرس الحدود السعودي ذلك التسلل البري في جبل دخان بقرية الخوبة، وأرسلت فرقة من حرس الحدود لطردهم. واشتبكت قوات حرس الحدود حينها مع المسلحين الحوثيين في القرية، حيث أطلق المسلحون النار على قوات حرس الحدود وأهل القرية، وأعلنت القوات السعودية حربها على الحوثيين.

#### عملية عاصفة الحزم

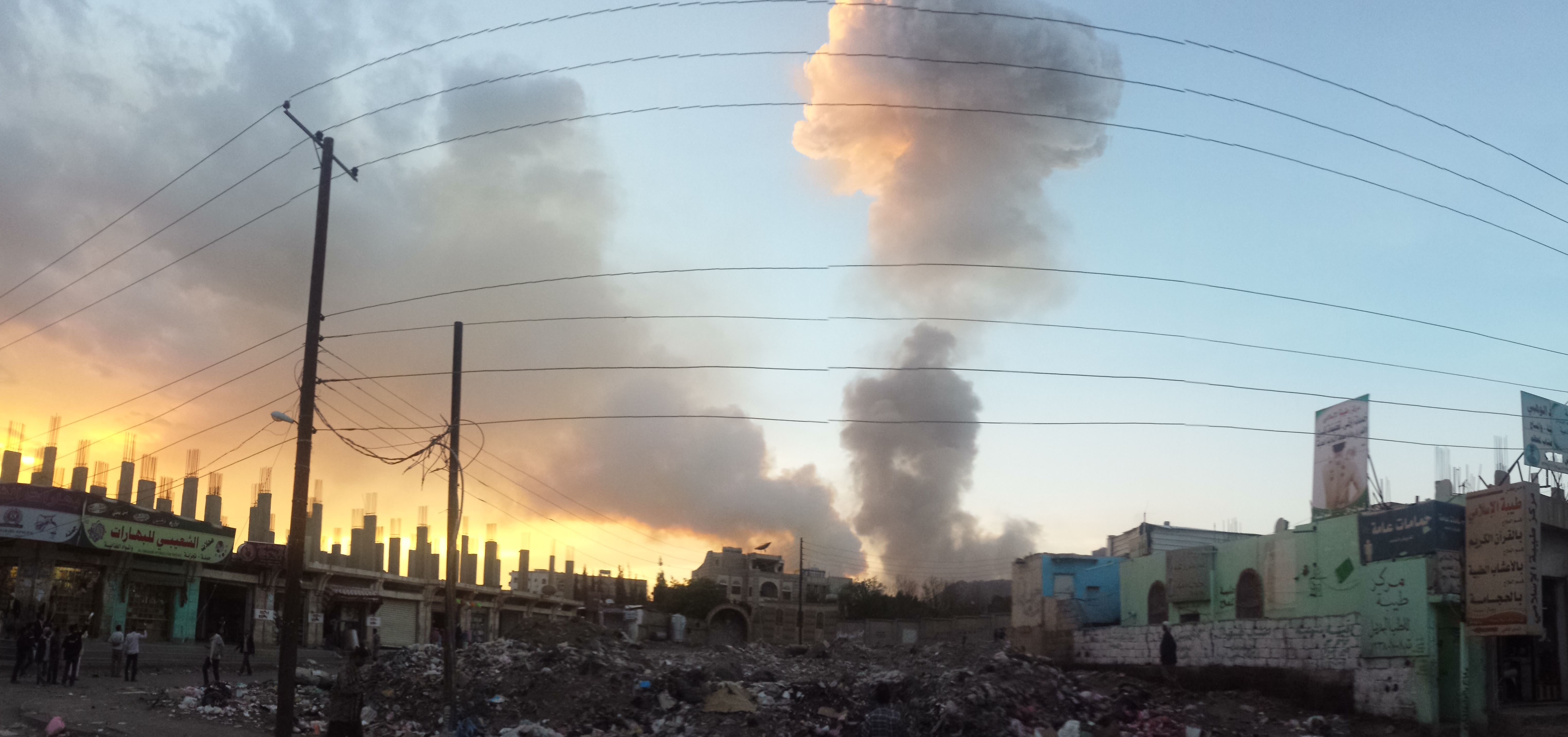
غارة جوية على مخازن الصواريخ والأسلحة في جبل نقم شرق صنعاء 11 مايو 2015.

قامت المملكة العربية السعودية بقيادة  تحالف عربي مكون من تسعة دول عربية ضد جماعة «أنصار الله» (الحوثيون) والقوات الموالية لهم ولعلي عبد الله صالح. بدأت في الساعة الثانية صباحًا بتوقيت السعودية من يوم الخميس 5 جمادى الثانية 1436 هـ - 26 مارس 2015، وذلك عندما قامت القوات الجوية الملكية السعودية بقصف جوي كثيف على المواقع التابعة لمسلحي جماعة أنصار الله والقوات التابعة لصالح في اليمن. وتعتبر عاصفة الحزم إعلان بداية العمليات العسكرية بقيادة القوات المسلحة السعودية في اليمن. عملية عاصفة الحزم تم فيها السيطرة على أجواء اليمن خلال 15 دقيقة الأولى. وتدمير الدفاعات الجوية ونظم الاتصالات العسكرية خلال الساعة الأولى من العملية. وأعلنت السعودية بأن الأجواء اليمنية منطقة محظورة. وحذرت من الاقتراب من الموانئ اليمنية. وكانت السعودية وعلى لسان وزير دفاعها قد حذرت قبل شن عمليات عاصفة الحزم من عواقب التحرك نحو عدن، وجاءت العمليات بعد طلب تقدم به الرئيس اليمني عبد ربه منصور هادي لإيقاف الحوثيين الذين بدأوا هجومًا واسعًا على المحافظات الجنوبية، وأصبحوا على وشك الاستيلاء على مدينة عدن، التي انتقل إليها الرئيس هادي بعد انقلاب 2014 في اليمن.
أعلنت قيادة التحالف نهاية عملية عاصفة الحزم في 21 أبريل 2015، وبدء «عملية إعادة الأمل». وجاء ذلك بعد إعلان وزارة الدفاع السعودية أن عاصفة الحزم أزالت التهديدات الموجهة إلى المملكة، بعد أن تمكنت من تدمير الأسلحة الثقيلة والصواريخ الباليستية.

#### عملية إعادة الأمل
بعد أن أعلنت قيادة التحالف عن انتهاء عملية عاصفة الحزم في اليمن، بدأ استئناف العملية السياسية وفق قرار مجلس الأمن الدولي رقم 2216 والمبادرة الخليجية ومخرجات مؤتمر الحوار الوطني اليمني. واستمرار حماية المدنيين من الحوثيين، أو في حال قيامهم بأعمال مماثلة لما قاموا به قبل عملية عاصفة الحزم، ومكافحة الإرهاب، وتيسير إجلاء الرعايا الأجانب، وتكثيف المساعدة الإغاثية والطبية للشعب اليمني في المناطق المتضررة، وإفساح المجال للجهود الدولية لتقديم المساعدات الإنسانية، والتصدي للتحركات والعمليات العسكرية للميليشيات الحوثية ومن تحالف معها، ومنعها من التحرك داخل اليمن، أو محاولة التغيير على أرض الواقع، وعدم تمكينها من استخدام الأسلحة المنهوبة من المعسكرات أو المهربة من الخارج، واستمرار فرض الحظر الجوي والبري والقيام بأعمال التفتيش لمنع تسليح الحوثيين تنفيذًا لقرار الأمم المتحدة.

#### السهم الذهبي
بدأت قوات التحالف منذ 14 يوليو بعملية برية في عدن أطلق عليها اسم «عملية السهم الذهبي»، حيث يشارك 1500 جندي يمني تدربوا في السعودية والإمارات في القتال الميداني، بغطاء بحري وجوي من التحالف، بالإضافة إلى 2800 جندي إماراتي وسعودي، لدعم مسلحي المقاومة الشعبية في المدينة. ودخلت تلك القوات عن طريق البحر مدعومة بمئات العربات المدرعة الإماراتية من نوع النمر ومن نوع أوشكوش إم-أي تي في ودبابات من نوع إم1 أبرامز ولوكلير التي قدمتها السعودية والإمارات العربية المتحدة، ففي 14 يوليو، تدفّقت 75 مركبةً مقاومة للألغام ومحمية من الكمائن وتضمّ نحو 600 جندي من الحدود الخارجية الغربية لعدن الصغرى واستولت على مرسى جديد في «رأس عمران»، ثم توجهت نحو الشمال الشرقي لتستولي على أنظمة الطرقات شمال مدينة عدن. وتمّ نقل 95 «مركبةً إضافية مقاومة للألغام ومحمية من الكمائن» مع 300 جندي عبر ميناء عدن إلى كريتر لتحرير «مطار عدن الدولي» والمدينة ونجحوا بنقل المعارك من عدن إلى الجوف وتعز.

## أفرع القوات المسلحة

### القوات البرية الملكية السعودية

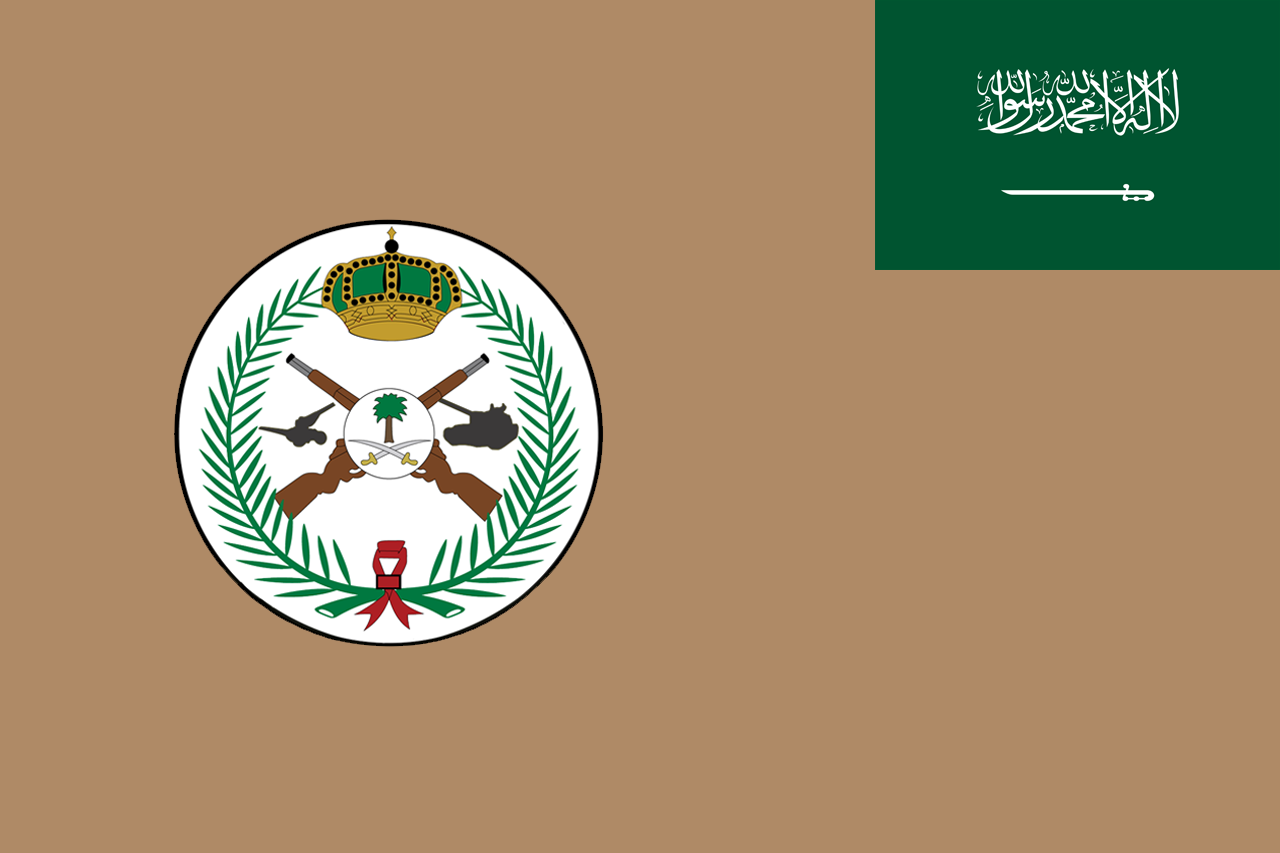
علم القوات البرية الملكية السعودية

القوات البرية الملكية السعودية هي أحد الأفرع الرئيسية للقوات المسلحة السعودية. أولى الملك عبد العزيز عناية خاصة للقوات البرية منذ البداية، قيادة وجنودًا وتسليحًا وتنظيمًا. فبعد توحيد المملكة واستقرارها على يده، بدأ تنظيم الأجهزة الإدارية والتنفيذية للدولة. فنظمت الحكومة آنذاك فرق المقاتلين وصهرتها في بوتقة عسكرية نظامية، لتحويلها إلى جيش نظامي. فتشكلت نواة الجيش العربي السعودي النظامي في عام (1344هـ \ 1925م). ثم تشكلت رئاسة أركان حرب الجيش عام (1358هـ \ 1939م). وتوالت مسيرة التطور في القوات المسلحة السعودية، التي كان يمثل عمودها الفقري الجيش العربي السعودي سابقًا، والقوات البرية الملكية السعودية لاحقًا.

#### هيئات القوات البرية
- هيئة إدارة القوات البرية

وهي من أقدم الهيئات في الجيش العربي السعودي، وكانت تسمى «إدارة الجيش». وكانت تضم في بدايتها، قبل عام 1391 هـ، رئاسة للهيئة وإدارة لخطط الأفراد والميزانية، وإدارة للسجلات العسكرية، وإدارة للشؤون العسكرية، وإدارة للبوليس الحربي، وإدارة لموسيقى الجيش، وإدارة للخدمات الطبية، وإدارة لشؤون الأفراد، وإدارة لشؤون المدنيين، وإدارة لشؤون موظفي الجيش، ومكتبًا للوعظ والإرشاد، وديوانًا للمحاكمات العسكرية، وديوانًا للسجن العسكري في الرياض.
وفي عام 1391هـ أُعيد تنظيم هيئة إدارة الجيش لتضم رئاسة الهيئة، وإدارة لخطط الأفراد، وإدارة لشؤون الأفراد المدنيين، وإدارة للشؤون الدينية، والإدارة العامة للخدمات الطبية، وإدارة للبوليس الحربي. ثم عُدِّل اسمها عند صدور التشكيل الجيد للقوات البرية في عام 1396 هـ، وضمت رئاسة للهيئة وعدة إدارات متخصصة لشؤون الأفراد، وللشؤون العسكرية، ولخطط الأفراد والتصنيف، ومركز لاستقبال وتجنيد المستجدين في الرياض، وإدارة لشؤون موظفي القوات البرية والمعهد الفني للقوات البرية. وتتولى هذه الهيئة شؤون الأفراد والموظفين والسجلات والشؤون العسكرية وما يتصل بها.
- هيئة استخبارات وأمن القوات البرية

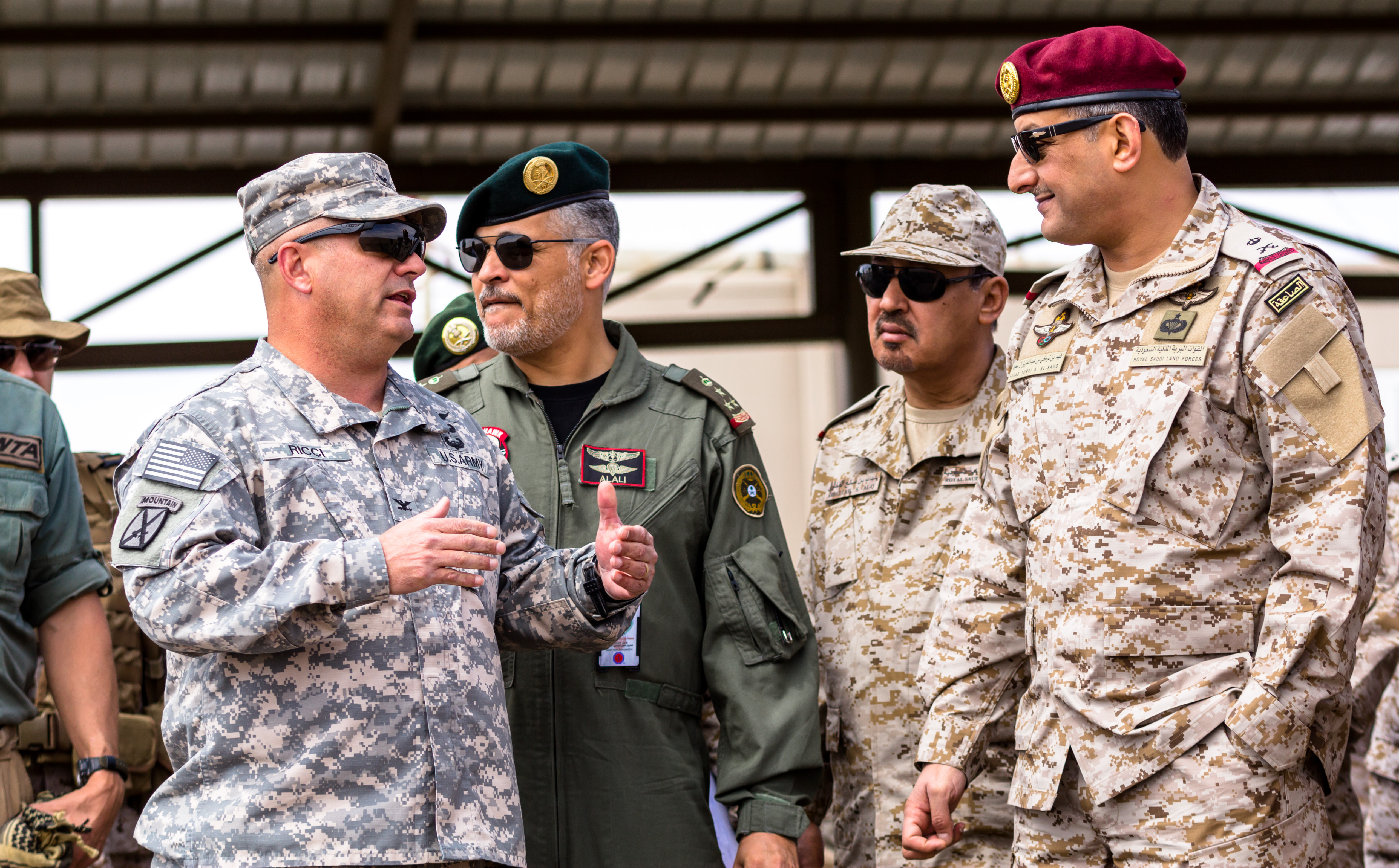
الفريق ركن فهد بن تركي آل سعود قائد القوات البرية الملكية

وهي آخر الهيئات التي شكلت في القوات البرية بعد تنظيمها الجديد في عام 1396هـ، وكان أول تشكيل لهذه الهيئة في عام 1403 هـ عبارة عن «إدارة استخبارات وأمن القوات البرية»، ثم تحولت عام 1405 هـ إلى هيئة استخبارات وأمن القوات البرية لتباشر أعمالها بتشكيل جديد مكوّن من إدارة للهيئة، وإدارة للأمن، وإدارة للاستخبارات. ولهذه الهيئة أهمية بالغة في إدارة الاستخبارات وتوفير المعلومات الأمنية للقوات البرية.
- هيئة عمليات القوات البرية

وهي المسؤولة عن التدريب والخطط والعمليات للقوات البرية. وكان أول تشكيل لها في عام 1381 هـ باسم «هيئة العمليات الحربية»، وضمت ثلاث إدارات، هي: إدارة التنظيم والتسليح، والتدريب الحربي، والخطط والعمليات. ثم عُدِّل مسماها في عام 1397 هـ إلى «هيئة عمليات القوات البرية» ليضاف إليها في عام 1411 هـ مركز عمليات، وإدارة للشؤون الرياضية التي كانت قبل ذلك قسمًا للشؤون الرياضية بإدارة تدريب القوات البرية. كما أضيفت لها مدرسة اللغات قبل أن يُغيّر اسمها إلى معهد اللغات العسكري. وكان يرتبط بهيئة العمليات الحربية سابقًا قيادة لمدارس الجيش ألغيت لاحقًا، وإدارة الثقافة والتعليم تشرف على مدارس الأبناء، أصبحت إدارة مستقلة تابعة للقوات المسلحة. كما كان يتبع لها أيضًا مدرسة للتربية البدنية، كانت موجودة في الطائف عام 1375 هـ وأُلغيت وضمت وظائفها إلى مركز ومدرسة المظليين والقوات الخاصة في عام 1398 هـ.
- هيئة الإمدادات والتموين

كانت تسمى هيئة «إمدادات الجيش»، وعندما تم تنظيم قيادة القوات البرية أعيد تشكيلها، وسميت «هيئة إمداد وتموين القوات البرية». وضم تشكيلها إدارات مختلفة، منها إدارة خطط إمدادات وتموين القوات البرية، وإدارة إحصاء المستلزمات العسكرية.

#### قيادات الأسلحة المستقلة
ترتبط بقيادات القوات البرية مباشرة أسلحة مستقلة، تتبعها تشكيلات ميدانية متعددة ومعاهد ومراكز ومدارس للتدريب. وتتكون هذه الأسلحة مما يلي:

##### الشرطة العسكرية

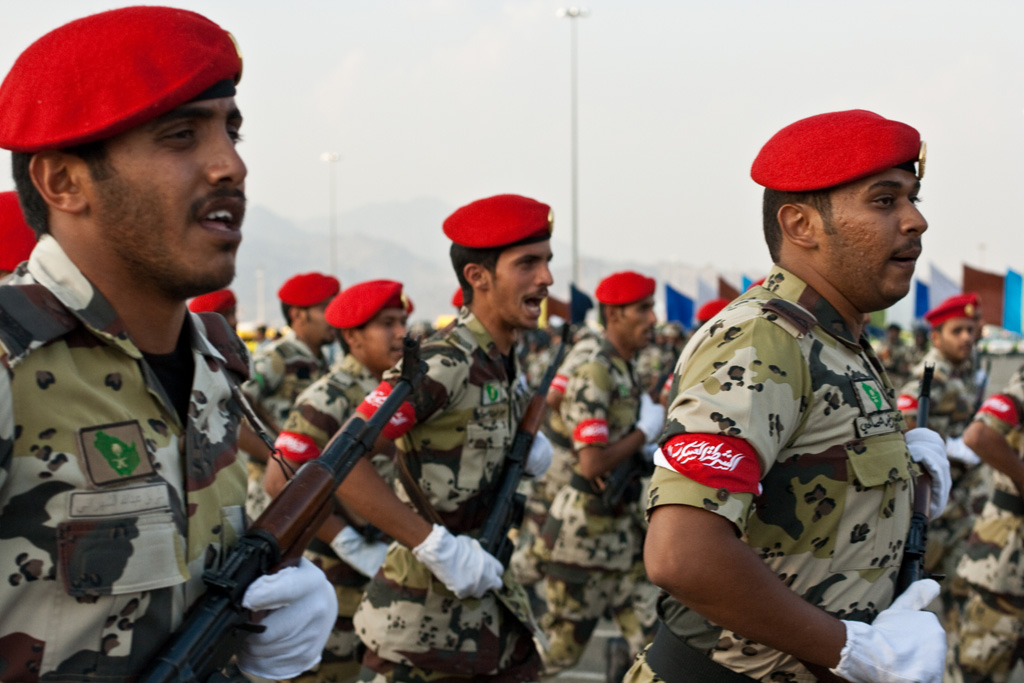
الشرطة العسكرية الخاصة قبيل موسم الحج

تعتبر الشرطة العسكرية الخاصة للقوات البرية، صمام الأمان للقوات المسلحة، إذ يقع على عاتقها مهمة المحافظة على الضبط العسكري وتطبيق التعليمات ومراقبة تنفيذ العسكريين الأنظمة واللوائح. وتعتبر الشرطة العسكرية السلطة التنفيذية بحق العسكريين المخالفين للأنظمة والأوامر، وتنفيذ الأحكام الشرعية، والعقوبات الصادرة بحقهم، والإشراف المباشر على السجون العسكرية، ومنع العسكريين والمدنيين في المناطق الخاضعة للسلطة العسكرية من ارتكاب المخالفات بأنواعها ومن دخول المناطق المحرمة.كما تتولى الشرطة العسكرية منع أعمال التدمير والتخريب، وحراسة المناطق العسكرية، وتنظيم مرور وحراسة الحملات العسكرية، إضافة إلى التعاون مع السلطات المدنية في كل ما يتعلق بالقوات المسلحة. وفي مسرح العمليات يبرز دورها كوحدة إسناد قتال، وتشارك في أمن المناطق الخلفية، وحراسة الأسرى وإخلائهم، والمحافظة على النظام والقانون، والسيطرة على خطوط المواصلات والتحركات العسكرية.

##### سلاح المشاة
كان جندي المشاة العنصر الرئيس في الجيش والنواة الأولى التي تشكلت منها القوات البرية. كانت البداية الفعلية لسلاح المشاة هي تشكيل الجيش المكون من ستين رجلًا قادهم عبد العزيز آل سعود لفتح الرياض في العام (1319هـ \ 1902م). كان أول تشكيل للمشاة النظامية في عهد عبد العزيز آل سعود في عام (1348هـ \ 1929م) عندما تم تأسيس مديرية الأمور العسكرية بمدينة الطائف التي كانت النواة الأولى لإدارة الجيش العربي السعودي، وكانت أول التشكيلات فوج المشاة، وفوج المدفعية وفوج الرشاشات. وفي عام (1353هـ \ 1934م) تشكلت وكالة الدفاع بجانب مديرية الأمور العسكرية التي بدورها شكلت الجيش على ثلاث وحدات رئيسية، وهي المشاة والفرسان والمدفعي. وفي عام (1364هـ \ 1944م) شكلت فرق تدريب المشاة بالطائف لتدريب الجيش العربي السعودي تحت مسمى فرق التدريب الأولى.

##### سلاح المدرعات

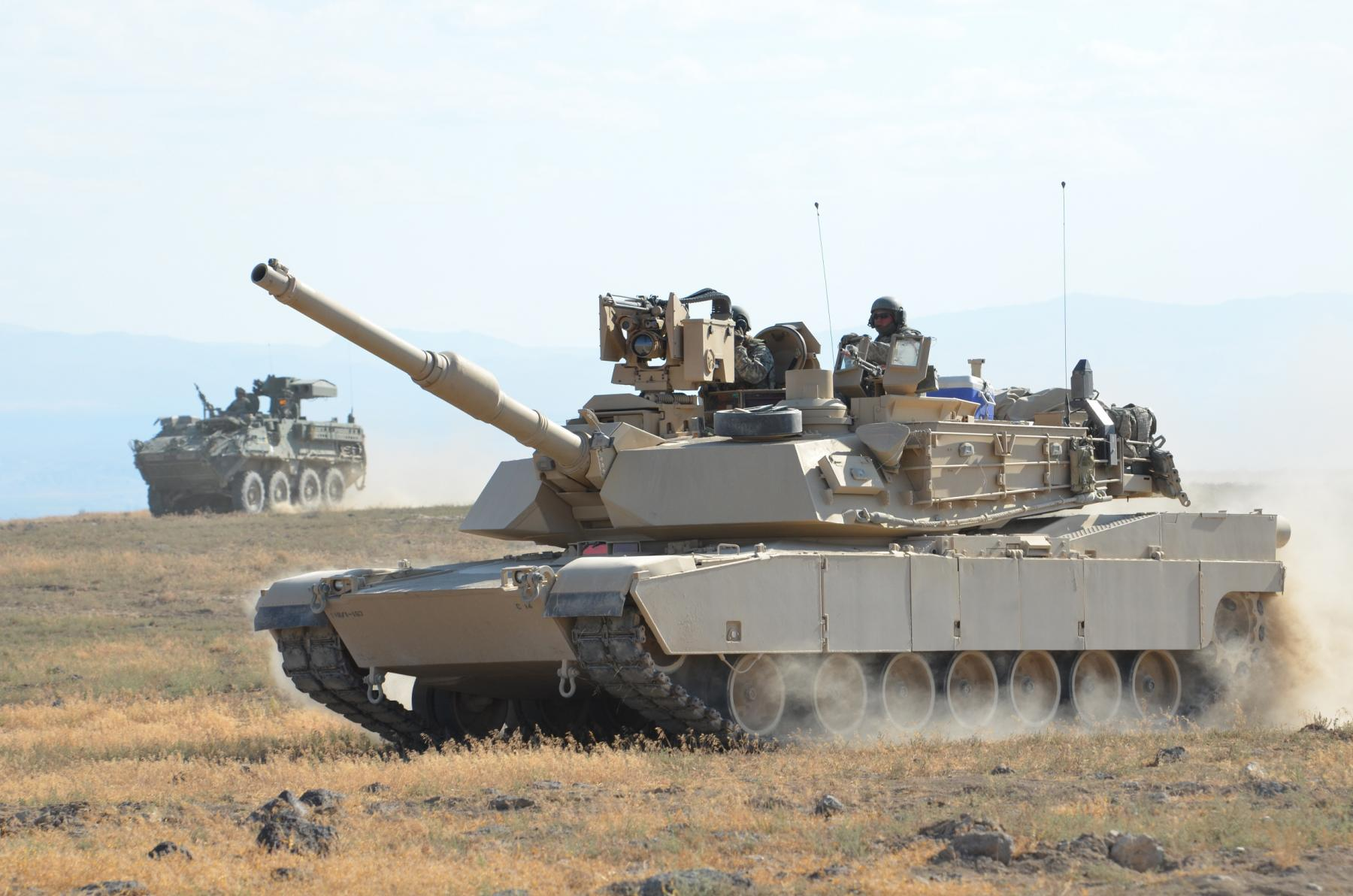
دبابة إم1 أبرامز

سلاح المدرعات أو سلاح الفرسان كان بدايته في الجيش السعودي عام 1348هـ عندما أمر عبد العزيز آل سعود بإنشاء مديرية الأمور العسكرية لتكون النواة الأولى للجيش العربي السعودي النظامي. وعندما بلغت القوات النظامية في عام 1353هـ حجمًا كبيرًا اقتضى الأمر تشكيل وكالة للدفاع بجانب مديرية الأمور العسكرية، وحينها شكل الجيش من ثلاثة فروع هي سلاح المشاة وسلاح المدفعية، وسلاح الفرسان الذي كان أول تشكيل رسمي لسلاح المدرعات، بعد ذلك بدأ تكوين نواة سلاح المدرعات بتشكيل وحدات مدرعة صغيرة مقرها مدينة الطائف، وكان تأسيسها أول قيادة لسلاح المدرعات الحديث بتاريخ 1377هـ بمسمى قيادة سلاح الفرسان. استمرت هذه القيادة حتى عام 1387هـ عندما أحدث بتاريخ 1387هـ مكتب للإشراف على مشروع تحديث وتطوير الوحدات المدرعة، وذلك بجلب أحدث المعدات في ذلك الوقت من الأسلحة الفرنسية المختلفة، وعين على إدارتهالأمير عبد الرحمن الفيصل بن عبد العزيز، إلا أنه تم في عام 1392هـ دمج مكتب المشروع مع قيادة سلاح الفرسان، وتغيّر المسمى إلى سلاح المدرعات، وفي عام 1411هـ كلف المقدم الركن آنذاك خالد بن بندر بن عبدالعزيز بالإشراف على تطوير وتحديث وحدات سلاح المدرعات، حيث تم إدخال الدبابة إم1 أبرامز ومدرعة البيرانا السويسرية للخدمة في سلاح المدرعات. وقد أصبح فيما بعد قائدًا لسلاح المدرعات برتبة لواء ركن، ليستمر العمل على تطوير وتحديث جميع وحدات وتشكيلات سلاح المدرعات المختلفة للقوات البرية الملكية السعودية وتزويدها بأحدث المدرعات الموجودة في العالم، بالإضافة إلى تدريب الضباط والأفراد على استخدامها القتالي والفني لتواكب التطور العالمي في هذا المجال ولتكون قادرة على أداء مهماتها بفاعلية، ومازال هذا السلاح يشهد تطورا سريعا ويحظى بامكانات متفوقه من ناحية التدريب والعتاد وقد اهتم هذا السلاح منذ نشأته على خلق القيادات الشابه من خلال خلق الفرص التدريبيه على أحدث المعدات سواء داخل المملكة أو خارجها.

##### سلاح المدفعية

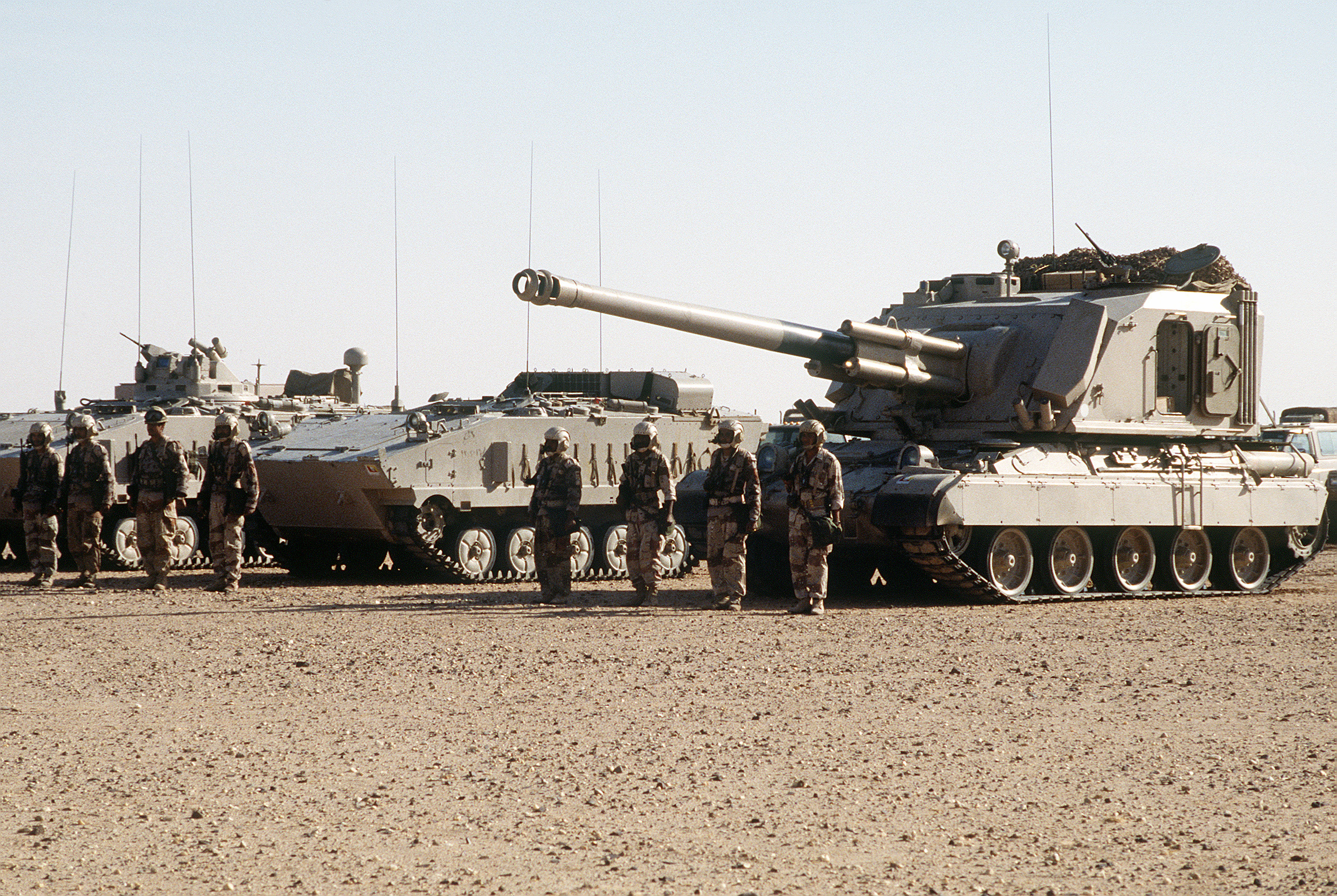
هاوتزر عيار 155 مم، GCT.

من خلال المعارك التي خاضها عبد العزيز آل سعود لتأسيس المملكة العربية السعودية استطاع الاستيلاء على بعض المدافع العثمانية المصنوعة من البرونز فاستخدمها كأطقم وليس كوحدات أو تشكيلات نظامية. في عام 1348هـ أمر بإنشاء مديرية الأمور العسكرية التي كانت بداية غرس النواة الأولى للجيش العربي السعودي النظامية. وفي عام 1353هـ بلغت القوات النظامية حدًا اقتضى معه الأمر تشكيل وكالة للدفاع بجانب مديرية الأمور العسكرية التي تكونت من ثلاثة فروع هي سلاح المشاة وسلاح المدفعية وسلاح الفرسان، ويعتبر ذلك أول تشكيل رسمي لسلاح المدفعية. وبعد إنشاء رئاسة أركان حرب الجيش عام 1358هـ - 1359هـ ثم وزارة الدفاع والطيران عام 1363هـ، بدأت النهضة الشاملة في كافة قطاعات الجيش.

##### طيران القوات البرية

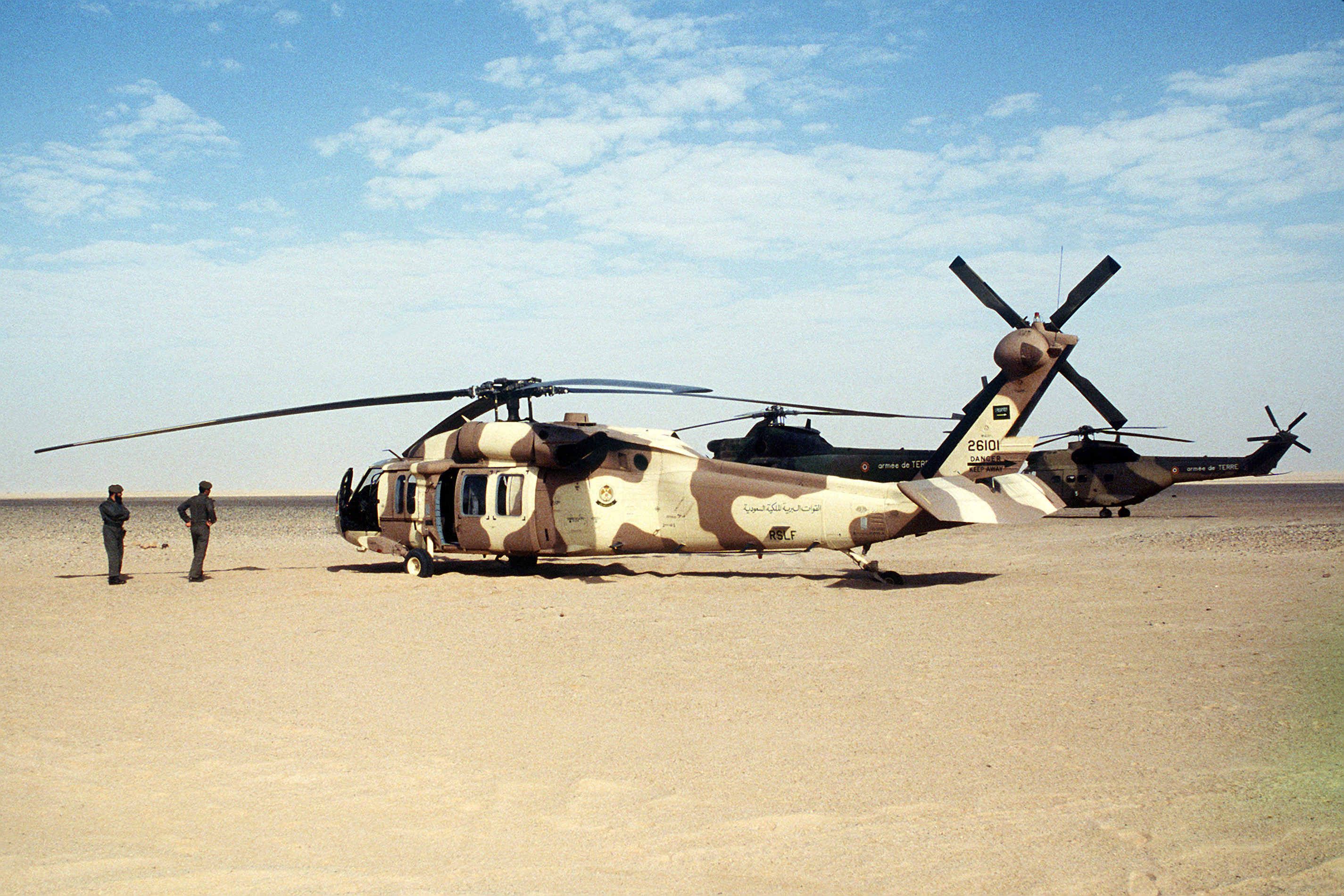
مروحية بلاك هوك تابعة لسلاح طيران القوات البرية الملكية السعودية

مرّ طيران القوات البرية بمراحل تاريخية جعلت منه أهم أسلحة القتال بالقوات البرية، وذلك بفضل توجيهات وزير الدفاع والطيران والمفتش العام الأمير سلطان بن عبد العزيز آل سعود، ونائبه الأمير عبدالرحمن بن عبدالعزيز. وكان لهيئة عمليات القوات البرية دور فاعل في إعداد نواة التأسيس الأولى للطيران، عندما تم ابتعاث مجموعة من ضباط القوات البرية لدراسة الطيران العمودي في الولايات المتحدة الأميركية. وفي 1400هـ صدرت الموافقة على تأسيس مكتب مشروع الطيران في عمليات القوات البرية، وتزويد طيران القوات البرية بطائرات عمودية متطورة. وفي عام 1402هـ جرى فيه تحويل مكتب مشروع الطيران إلى قيادة طيران الجيش بسبب ازدياد مهمات هذه القيادة وتوسعها، وعدّل مسماها ليصبح قيادة طيران القوات البرية اعتبارًا من 1417هـ، ومنذ ذلك الوقت وطيران القوات البرية يشهد تطورًا كبيرًا. وحاليًا يتبع هذا السلاح معهد متكامل.

##### سلاح الإشارة
سلاح الإشارة يأخذ على عاتقه مهمة تأمين اتصالات القوات البرية ورئاسة هيئة الأركان العامة والإدارات المرتبطة بها في السلم والحرب، وتطوير وسائل الاتصال المختلفة بما يتواكب مع تقنية الاتصالات العسكرية الحديثة على المستوى العالمي. وكانت أول نواة لسلاح الإشارة بدأت مع توحيد البلاد في عهد الملك عبد العزيز، عندما برزت الحاجة إلى وسائل اتصال عسكرية تنقل الأوامر والتعليمات والمعلومات والقرارات الحاسمة في الوقت المناسب من القيادات العليا إلى جميع الوحدات والتشكيلات حسب التسلسل القيادي أو العكس، وعمل السلاح على تطوير أنظمة الاتصالات في القوات البرية بإدخال السنترالات الرقمية الحديثة المتصل بشبكات الألياف البصرية التي تعد أحدث طريقة لنقل الاتصالات السلكية، كما يقوم السلاح بتطوير أنظمة الاتصالات التكتيكية وذلك بإدخال أجهزة حديثة ذات ميزات متعددة تحتوي على خاصية التشفير ومقاومة الحرب الإلكترونية. ويعمل سلاح الإشارة على استخدام أنظمة الأقمار الاصطناعية للربط بين مراكز الاتصال في المناطق العسكرية لتوفير أكبر قدر من سرعة الاتصال.

##### سلاح المهندسين
سلاح المهندسين من الأسلحة الفاعلة في الحروب الحديثة، حيث يعمل على تسهيل حركة القوات البرية وتعطيل حركة القوات المعادية، وذلك بما يملكه من أجهزة ومعدات يستطيع بواسطتها بناء الجسور، وشق الطرق في المناطق الجبلية الوعرة، واكتشاف وتطهير الناطق الملوثة، وزراعة حقول الألغام وفتح الطرق فيها حتى تتمكن قوات البرية من عبورها إلى الهدف، وقد ظهرت فاعلية هذا السلاح جليًا خلال الحرب التي قامت بين العرب وإسرائيل في عام (1393هـ \ 1973م). وكذلك في حرب تحرير دولة الكويت في عام 1411هـ. وكانت بداية تأسيس سلاح المهندسين في عام 1362هـ عندما شكلت إدارة شعبة الإنشاءات، وأوكلت مهمة صيانة مباني الجيش إليها وكان مقرها بمدينة الطائف. وفي عام 1366هـ عدل المسمى من إدارة شعبة الإنشاءات إلى سلاح المهندسين الملكي السعودي، وفي عام 1374هـ تم نقل سلاح المهندسين الملكي السعودي من الطائف إلى الرياض مع انتقال وزارة الدفاع والطيران إليها، وأصبح من الأسلحة المساندة التي تتبع هيئة الإمدادات والتموين. وفي عام 1375هـ تم تشكيل أو فوج للمهندسين بالطائف، ثم أعيد تنظيم سلاح المهندسين في عام 1380هـ ليصبح من أسلحة إسناد القتال ومكونًا من قيادة السلاح بالإضافة إلى إدارة الأعمال الهندسية بالرياض، ومدرسة سلاح المهندسين بالطائف وفروع للمهندسين في المناطق وفوج المهندسين بالطائف. ونظرًا لأهمية سلاح المهندسين في المساندة القتالية في الميدان، تمت في عام 1386هـ مراجعة تشكيل سلاح المهندسين وإضافة معدات المهندسين الثقيلة إلى فروع وسرايا المهندسين الميدانية. ومع بداية عام 1391هـ تم إحداث عدد من وحدات المهندسين، بالإضافة إلى عدد من وحدات إزالة القنابل في جميع مناطق المملكة، وبعض فرق الإطفاء. وفي عام 1397هـ تم تحويل وحدات المهندسين إلى وحدات آلية، وفي عام 1402هـ أدخلت الجسور متوسطة العوارض، والجسور المحمولة على الدبابات، وحصائر الطرق والمطارات المحمولة، بالإضافة إلى معدات زراعة الألغام وأجهزة الكشف على الألغام ومعدات فتح الثغرات ودبابات المهندسين لإزالة الموانع والاستحكامات الخرسانية. وتوالى التطوير ليتم في بداية عام 1418هـ إحداث إدارة جديدة للوقاية من أسلحة التدمير الشامل 1428هـ تشكيل مختبر الوقاية من أسلحة التدمير الشامل بقاعدة الإمدادات والتموين بالخرج .

##### سلاح الصيانة
سلاح الصيانة من أهم الأسلحة في القوات البرية لما يقوم به من مسؤولية تجاه صيانة الأسلحة والمعدات والأجهزة والآليات، والمحافظة على جاهزيتها لتعمل في مختلف الأحوال والظروف بكفاءة عالية، وفقًا لنظام المستويات بدءًا من الصيانة الوقائية والصيانة المباشرة ثم العامة إلى مستوى القواعد الرئيسية، وتعتبر أول نواة لسلاح الصيانة كانت في عهد عبد العزيز آل سعود، عبارة عن ورش صغيرة تفي بمتطلبات ذلك الوقت إلى أن تم في عام 1369هـ إحداث تشكيل جديد يرتبط بهيئة الإمدادات وتموين الجيش سمي مساعد هيئة الإمدادات والتموين للصيانة والنقل، وفي عام 1375هـ تم فصل سلاح النقل عن سلاح الصيانة. ولكن بقي سلاح الصيانة بالتزاماته الفنية تجاه أعمال الصيانة والتموين الفني وبخاصة تزويد الجيش العربي السعودي بالمعدات والآليات وبقطع الغيار وفق أحدث الأساليب فقد تم في عام (1382هـ \ 1963م) وضع برنامج لإدارة آليات الجيش بالاستفادة من خبرات سلاح المهندسين الأمريكي، وتم توقيع اتفاقية لتنظيم أعمال صيانة الأسلحة والعربات والآليات والتموين بقطع الغيار، ويعد سلاح الصيانة أول من استخدم الحاسب الآلي في المملكة العربية السعودية لصالح القوات البرية في عام (1386هـ \ 1966م) لإدارة أعمال التموين الفني آليًا للتزود بالمواد الرئيسية وقطع الغيار والكراسات الفنية ليكون بذلك أول من أدخل هذا النظام بعد شركة أرامكو السعودية ووزارة المالية، وفي عام (1968م \ 1388هـ) تم تركيب حاسب آلي من نوع آي بي إم 360 في قسم التموين، وتم تحويل العمل إلى النظام الآلي ليدار مركزيًا من قيادة سلاح الصيانة، واقتصر استخدام الحاسب الآلي على أعمال التموين الفني وبعض الأعمال الإدارية بسلاح الصيانة ولخدمة أفرع القوات البرية من ناحية أعمال الصيانة والتموين.

##### سلاح النقل
يلعب سلاح النقل دورًا مهمًا جدًا في القوات البرية، إذ أنه المسؤول عن تأمين نقل الأفراد، والمعدات، والأسلحة، والنقل الإداري، ومختلف أصناف التموين، والمشاركة بالمهام الإنسانية، والإسهام في مهمة الحج، وشهد سلاح النقل تطورات مهمة منذ تأسيسه أسهمت في الوصول به إلى مستوى عالي من التقدم. القوات البرية الملكية السعودية: أسلحة القوات البرية سلاح النقل</ref>

##### سلاح التموين

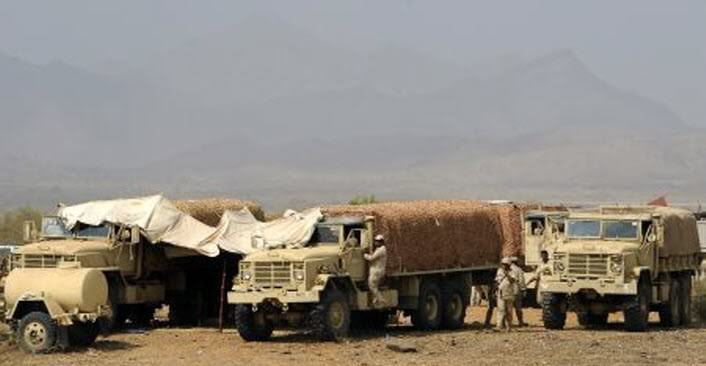
شاحنات لنقل الإمدادات

سلاح التموين هو المعني بتوفير معظم أصناف التموين لكافة وحدات القوات البرية وتقديم الإسناد الإداري للتشكيلات القتالية أثناء العمليات الحربية. كانت بداية سلاح التموين بالجيش السعودي عبارة عن سرايا تموين خاصة لخدمة الألوية في بعض المناطق العسكرية، وعندما توسعت قاعدة القوات البرية شكلت في عام 1369هـ إدارة للتموين والمهمات في منطقة الرياض، وفي عام 1377هـ تم إحداث أول تشكيل فني وإداري لهذا السلاح بمدينة الرياض على نطاق أوسع سمي بقيادة سلاح التموين والمهمات، وذلك لمواكبة التطور الشامل للجيش العربي السعودي. وبتاريخ 1392هـ تمت إعادة تنظيم السلاح، وأنشئت له عدة فروع في الناطق العسكرية، وتم تنفيذ هذا التنظيم الجديد ابتداء من 1405هـ، وكان آخر تعديل على تنظيم سلاح التموين والمهمات في 1410هـ، ولم تمض مدة طويلة حتى تم تغيير مسمى سلاح التموين والمهمات إلى اسمه الحالي سلاح التموين وذلك بتاريخ 1413هـ ويتولى سلاح التموين تموين تشكيلات ووحدات القوات البرية بكافة احتياجاتها من أصناف التموين، والتي تضم الإعاشة والملابس والتجهيزات والمعدات والأدوات المكتبية والمنزلية، والمحروقات، ومتطلبات الفرد الشخصية والذخيرة، ومواد البناء، والمنتجات النهائية الرئيسية، والتجهيزات الطبية، وقطع الغيار، ومواد المساندة غير العسكرية.

##### وحدات المظليين وقوات الأمن الخاصة
تتمتع وحدات المظليين وقوات الأمن الخاصة بمكانة خاصة في القوات البرية الملكية السعودية، إذ أن المنتسبين إليها ينتقون من النخبة المهيأة لتنفيذ أصعب المهام وأدقها.وبالتأكيد فإن حرب القوات الخاصة ذات نوع وشكل مختلف، ويعتبر منسوبوا هذه القوات من العناصر المؤهلة التي تسند إليها أصعب المهام وأكثرها حساسية لتنفذها بسرعة وخفة حركة ودقة متناهية، معتمدين في ذلك على ما تلقوه من تدريب يعتمد بالدرجة الأولى على قوة التحمل ومواجهة الصعاب والاستعداد الدائم للعمل تحت مختلف الظروف والبيئات.

#### الإدارات والأقسام المستقلة
يرتبط بقيادة القوات البرية عدة إدارات، وهي:
- إدارة شؤون ضباط القوات البرية.
- إدارة المشتريات الداخلية للقوات البرية.
- إدارة شؤون موظفي القوات البرية.
- إدارة التخطيط والميزانية والمتابعة للقوات البرية.
- إدارة تفتيش القوات البرية.
- الإدارة العامة للشؤون المالية والميزانية للقوات البرية.
- الإدارة الطبية للقوات البرية.
- إدارة الشؤون الدينية للقوات البرية.
- إدارة تدريب القوات البرية.وهي مستقلة حديثا عن هيئة العمليات
- إدارة الحاسب الآلي للقوات البرية (إدارة تقنية المعلومات).

#### المدن العسكرية

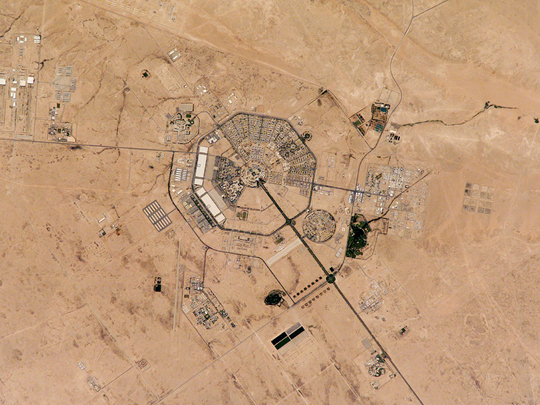
مدينة الملك خالد العسكرية

- مدينة الملك فيصل العسكرية: أنشئت بالقرب من مدينة خميس مشيط في المنطقة الجنوبية في عام 1391هـ.
- مدينة الملك عبد العزيز العسكرية: أنشئت في المنطقة الشمالية الغربية، وافتتحها الملك فيصل في عام 1393هـ.
- مدينة الملك خالد العسكرية: أنشئت بالقرب من مدينة حفر الباطن في المنطقة الشمالية، وقد وضع حجر أساسها الملك خالد في عام 1396هـ.
- مدينة الملك فهد العسكرية: أنشئت في المنطقة الشرقية، وافتتحها الأمير سلطان بن عبد العزيز في عام 1409هـ.

#### رتب القوات البرية الملكية السعودية
| الأفراد (قتالي) | لاتوجد رتبة |           |      |           |      |          |            |      |      |          |  |  |  |  |
| اللقب           | جندي        | جندي أول  | عريف | وكيل رقيب | رقيب | رقيب أول | رئيس رقباء |      |      |          |  |  |  |  |
| الضباط          |             |           |      |           |      |          |            |      |      |          |  |  |  |  |
| اللقب           | ملازم       | ملازم أول | نقيب | رائد      | مقدم | عقيد     | عميد       | لواء | فريق | فريق أول |  |  |  |  |
| الضباط (قتالي)  |             |           |      |           |      |          |            |      |      |          |  |  |  |  |
| اللقب           | ملازم       | ملازم أول | نقيب | رائد      | مقدم | عقيد     | عميد       | لواء | فريق | فريق أول |  |  |  |  |
|                 |             |           |      |           |      |          |            |      |      |          |  |  |  |  |

### القوات الجوية الملكية السعودية

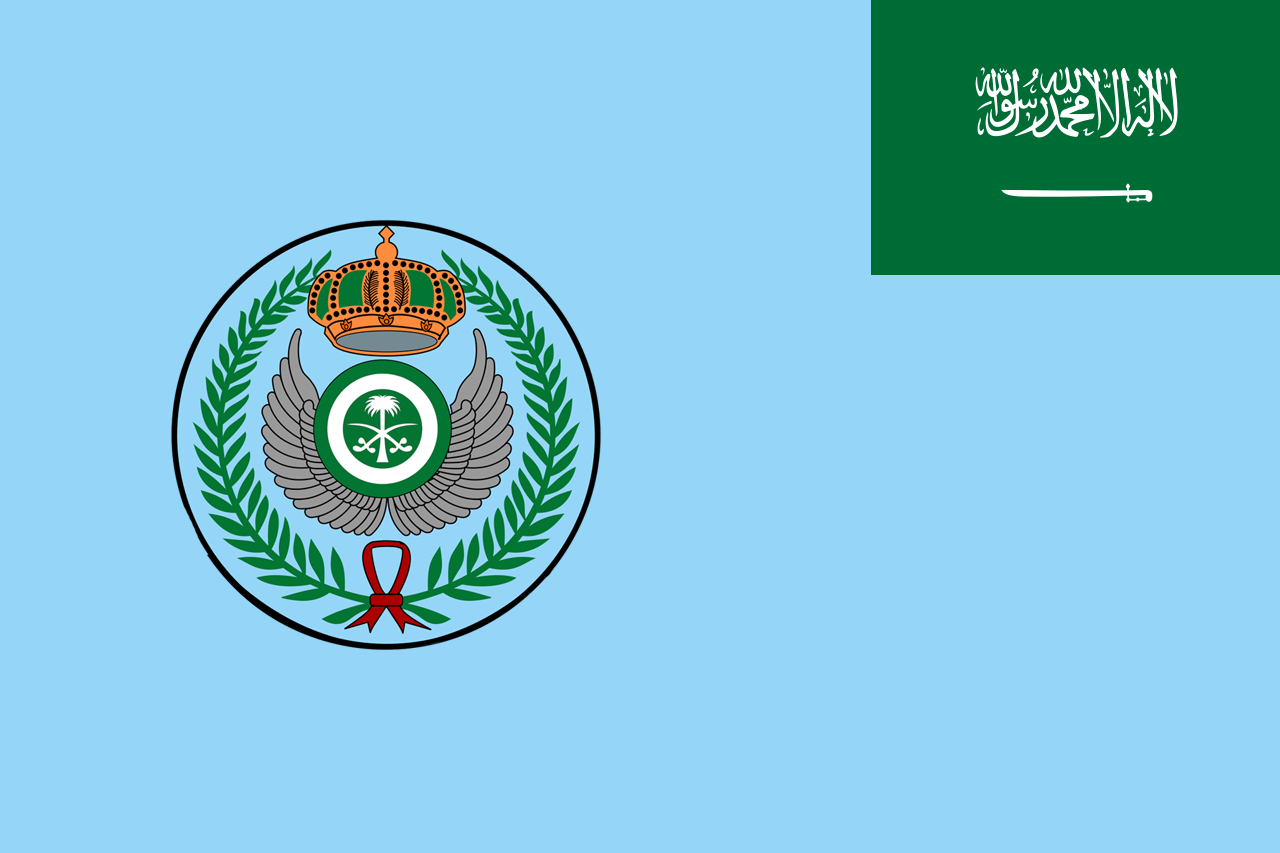
علم القوات الجوية الملكية السعودية

تعد القوات الجوية الملكية السعودية إحدى القوات الرئيسية التي تشكل القوات المسلحة للمملكة العربية السعودية وترتبط بهيئة الأركان العامة بوزارة الدفاع. احتضنت جزيرة دارين في المنطقة الشرقية أول مطار في تاريخ السعودية والذي تم إنشاؤه منذ الحرب العالمية الأولى وتحديدا عام 1331هـ  وكانت تهبط فيه طائرة واحدة أسبوعيا تأتي من البحرين كما احتضنت أول قوة جوية للمملكة بعدد وعتاد متواضع جدا بقيت هناك لسنوات حتى أمر عبد العزيز آل سعود بنقل هذه القوة إلى مدينة جدة مع افتتاح مدرسة للطيران هناك أشرف على إدارتها عدد من المدربين والطيارين البريطانيين تحت إمرة ناظر الطيران الشيخ فؤاد حمزة، استقبلت المدرسة حينها عددا من الطلبة اختير منهم 6 لدراسة الطيران و12 للميكانيكا و12 لدراسة ميكانيكا محرك الطائرات وذلك في العام 1349هـ \ 1930م إذ كانت مدة الدراسة للفنيين 6 أشهر وللطيارين فترة تتجاوز السنة الا ان هذه المدرسة لم يكتب لها الاستمرار طويلا بسبب صعوبات واجهتها من أهمها عائق لغة إنجليزية اللغة الرئيسية لتعليم الطيران إذ تم إغلاقها بعد فترة حتى أعيد افتتاحها في عام 1355هـ \ 1936م في نفس المكان تنفيذا للمرسوم الملكي الصادر بذلك وأوكلت القيادة آنذاك للقائد سعيد كردي وجلب لها مدربين من روسيا.
وبحسب بعض المؤرخين والرحالة الاوروبيين الذين وثقوا تاريخ السعودية ومنهم عبدالله فيلبي وغلوب باشا فإن عبد العزيز آل سعود قد بدأ بإرسال البعثات إلى خارج السعودية قبل هذا التاريخ بقليل لتعلم الطيران بشقيه الحربي والمدني إذ أرسلت أول بعثة إلى إيطاليا عام 1354هـ لدراسة فن الطيران
وعند عودتهم منحوا رتبة ملازم أول طيار وقد كانوا نواة القوات الجوية الملكية السعودية وفي تلك السنة أهدت الحكومة الفرنسية إلى عبد العزيز آل سعود طائرة فرنسية الصنع لحمل الركاب، كما أهدت الحكومة البريطانية إلى عبد العزيز آل سعود ثلاث طائرات بريطانية الصنع سنة 1356هـ \ 1937م فتعاقدت الحكومة السعودية معها على إنشاء مطار جدة الذي كان يعرف بمطار عباس بن فرناس وتم الانتهاء منه عام 1358هـ وبعد الحرب العالمية الثانية تسلمت المملكة 14 طائرة من طراز داكوتا وأخرى من طراز بريستول وكانت معظمها تعمل على الرحلات الداخلية بالإضافة إلى إنشاء خط طيران منتظم بين السعودية وكل من مصر وسوريا ولبنان.
وفي سنة 1368هـ ابتعثت مدرسة أعمال المطارات بجدة وبعد حوالي سنتين من افتتاحها مجموعة من الطلبة إلى إنجلترا بعد أن أكملوا تدريبهم الأول في مطار الحوية على طائرات إنجليزية الصنع من طراز تايجر ماوث الحقت بهم دفعة أخرى في عام 1369هـ. وتبعهم بعد ذلك مجموعة أخرى إلى الولايات المتحدة الأمريكية. وفي تلك الفترة كان الملك فيصل وهو أحد عشاق الطيران ومن المشجعين عليه لدرجة أنه كان يرافق المدربين في طيرانهم أثناء التدريب رئيسًا لجمعية الطيران، وكان الهدف من تأسيس هذه الجمعية هو إيجاد سلاح للطيران قادر على حماية أجواء السعودية والدفاع عن أراضيها.

يوروفايتر تايفون تابعة للقوات الجوية الملكية السعودية

وفي عام 1371م قبل وفاة عبد العزيز آل سعود بقرابة عامين ومع بداية تخرج الدفعتين الأولى والثانية من بريطانيا أعلن تشكيل القوات الجوية الملكية السعودية المعاصرة بصورة رسمية تكون تابعة لمكتب شؤون الطيران بوزارة الدفاع.
ورفع حينها أول علم لالقوات الجوية الملكية السعودية الحديث على سارية أول حظيرة التي أنشئت في جدة عام 1371هـ والتي تعتبر النواة الأولى لتدريب وتخريج الطيارين والفنيين بالسعودية. وظلت هذه المدرسة تمارس دورها ومشوارها العلمي حتى سنة 1383هـ في عهد الملك سعود حصلت السعودية على عدد من الطائرات من بينها طائرات شيمبنك، وطائرات تي-6 تكسان وطائرات تي-34 وطائرات دوغلاس سي-47 سكاي ترين وطائرات تي-28 تروجان وطائرات دي هافيلاند فامباير، وافتتحت مدارس سلاح الطيران في جدة، والتي خرجت عددا من الدورات ثم نقلت إلى الظهران تحت مسمى جديد هو «وحدة تدريب القتال». عند تخريج الدفعة الثامنة من طلابها إذ قام الملك فيصل في أول عهد له عام 1384هـ البدء بالتخطيط لإيجاد كلية تتسع لأعداد كبيرة من الطلبة السعوديين وبمستويات عالية من التدريب قام الملك فيصل برسم خطة لسلاح الطيران الجوي الملكي السعودي تتواءم مع روح العصر ومقتضياته، شملت أسلحة وأجهزة متطورة ، فكان إعلان إنشاء كلية الملك فيصل الجوية عام 1387هـ والتي تم افتتاحها بعد ثلاث سنوات وتحديدا في 1390هـ.
وفي عهد الملك خالد حصلت السعودية على أحدث الطائرات والنُظم والمعدات في العالم، عن طريق إبرام عدد من المشاريع مع الدول الغربية الصديقة، وتوج ذلك بالحصول على طائرات نورثروب إف-5 وطائرات إف-15 إيغل. وفي عهد الملك فهد شهد تضاعف في أعداد الطائرات عن طريق إبرام عدد من العقود والمشاريع، وشمل ذلك الحصول على طائرات بوينغ إي-3 سينتري، وطائرات التورنيدو، بنوعيها الدفاعي والهجومي، وعدد من طائرات النقل، وطائرات الاستطلاع، وطائرات البحث والإنقاذ، والطائرات المخصصة في مجال التدريب، كما تم في عهده تطوير وتحديث مراكز القيادة والسيطرة والاتصالات التي ضاهت في تقنيتها ما لدى الدول المتقدمة.

#### مرحلة التطور

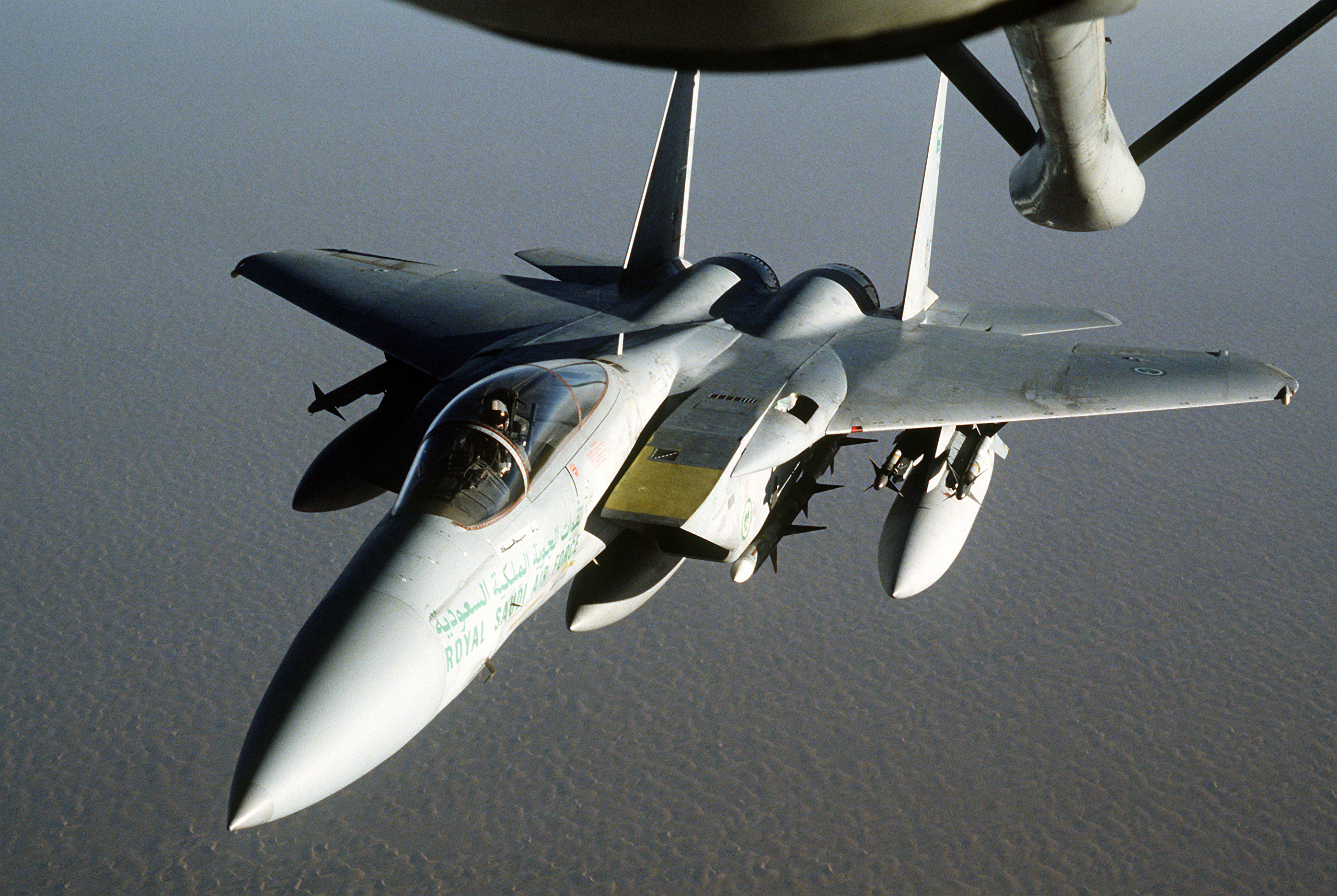
إف-15 إيغل القوات الجوية الملكية السعودية خلال التزود بالوقود من طائرة طراز كيه سي-135 فوق الخليج العربي

في عام 1384 هـ ومع بداية عهد الملك فيصل بن عبد العزيز بدأ التركيز على حماية الأجواء والأراضي السعودية حيث قام برسم خطة لسلاح الطيران الجوي الملكي السعودي توائم روح العصر ومقتضياته، شملت أسلحة وأجهزة متطورة وكان لابد من إيجاد الرجال القادرين على استخدام هذه الأسلحة والأجهزة المتطورة، فكان إعلان إنشاء كلية الملك فيصل الجوية وذلك أثناء تخريج الدفعة السادسة والعشرين من طلبة كلية الملك عبد العزيز الحربية في 7/3/1387 هـ بخطاب ألقاه سمو الأمير سلطان بن عبد العزيز. ولقد كان ذلك اليوم إيذانًا لعهد جديد وتطوير عام في حياة القوات الجوية، وقد تم افتتاح كلية الملك فيصل الجوية أثناء الاحتفال بتخريج الدفعتين الأولى والثانية من طلبتها في 15/3/1390 هـ على يد الملك فيصل بن عبد العزيز.
خلال حرب الخليج الثانية أدى طيارو السعودية ما يقارب 12,500 طلعة جوية من ضمن 100,000 طلعة جوية طيلة مدة الحرب) ومنها قيام الطيار عائض الشمراني بإسقاط طائرتين عسكريتين عراقيتين في عشر ثوان وحاز على هذه المهمة وسام الملك عبد العزيز من الدرجة الأولى وحصل أيضا على عدة أوسمة على مستوى العالم.

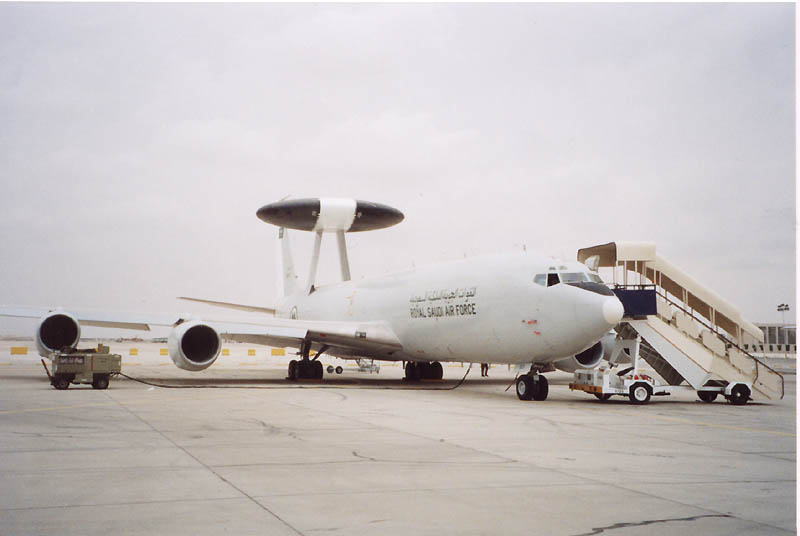
طائرة بوينغ إي-3 سينتري إنذار مبكر وتحكم وسيطرة وقيادة جوية

اما في المجال الاستعراضي تعد مجموعة صقور السعودية المكونة من 7 طائرات عسكرية تعتبر واحدة من أميز فرق الاستعراضات الجوية في العالم وقد شاركت في العديد من المناسبات والمسابقات وحازت على جوائز عديدة، وفي عام 2011 م دخلت الصقور السعودية موسوعة غينيس للأرقام القياسيه لتنفيذها أكبر شعار وطني وهو شعار المملكة (سيفين ونخله).
تعد القوات الجوية الملكية السعودية إحدى القوات الرئيسية التي تشكل القوات المسلحة للمملكة العربية السعودية وترتبط بهيئة الأركان العامة ثم بوزارة الدفاع.
ودور القوات الجوية من بين هذه القوى توفير القوة الجوية اللازمة للدفاع عن أجواء المسلحة الأخرى في توطيد حرية وأمن واستقرار وسلامة المملكة وبالتالي تنظيم وتدريب وإعداد الوحدات للاستمرار في حالات الدفاع والتعرض وعمليات القتال الجوية الضرورية لهزيمة قوات العدو وتضم هذه القوات عددًا من القواعد الجوية وزعت على مناطق مختلفة وتتبعها أيضًا كلية الملك فيصل الجوية، ومعهد الدراسات الفنية، وكلها تنطوي تحت قيادة القوات الجوية التي تديرها وتشرف عليها.
وتقوم القوات الجوية بعمليات الإسناد بالإمدادات للقوات البرية ومن ثم القيام بعمليات البحث والإنقاذ في السلم والحرب وإخلاء الجرحى عن طريق الجو، ونقل القوات المحمولة جوًا وتمويناتها إلى منطقة الهدف، بطريقة مباشرة وسريعة ومجال أقرب مما ينتج عنه في النهاية مضاعفة طاقة وحركة الحرب. ويوجد في المملكة العربية السعودية سبع قواعد جوية مختلفة في مهامها وهي: قاعدة الملك عبد الله في جدة، قاعدة الملك عبد العزيز في الظهران (شرق المملكة)، قاعدة الملك فهد الجوية بالطائف، قاعدة الملك فيصل الجوية بتبوك، قاعدة الملك خالد الجوية بخميس مشيط، قاعدة الرياض الجوية، قاعدة الأمير سلطان الجوية بالخرج (أكبر قاعدة جوية بالشرق الأوسط)، ويتلقى منسوبوا القوات الجوية الملكية السعودية تدريبات عاليه أخرجت كفاءات عاليه في مجال الطيران عن طريق كلية الملك فيصل الجوية أو في المجالات الفنية عن طريق معهد الدراسات الفنية للقوات الجوية بالظهران والذي يقوم بتدريس الفنيين على جميع تخصصات الطيران الفنية في جميع مجالاتها العملياتية، والإلكترونية، والصيانة.

#### القواعد الجوية
- قاعدة الملك عبد العزيز الجوية في الظهران
- قاعدة الملك سعود الجوية في حفر الباطن
- قاعدة الملك فيصل الجوية في تبوك
- قاعدة الملك خالد الجوية في خميس مشيط
- قاعدة الملك فهد الجوية في الطائف
- قاعدة الملك عبد الله الجوية في جدة
- قاعدة الملك سلمان الجوية في الرياض
- قاعدة الأمير سلطان الجوية في الخرج

#### رتب القوات الجوية الملكية السعودية
| الأفراد         | لاتوجد رتبة |           |      |           |      |          |            |      |      |          |  |  |  |  |
| اللقب           | جندي        | جندي أول  | عريف | وكيل رقيب | رقيب | رقيب أول | رئيس رقباء |      |      |          |  |  |  |  |
| الأفراد (قتالي) | لاتوجد رتبة |           |      |           |      |          |            |      |      |          |  |  |  |  |
| اللقب           | جندي        | جندي أول  | عريف | وكيل رقيب | رقيب | رقيب أول | رئيس رقباء |      |      |          |  |  |  |  |
| الضباط          |             |           |      |           |      |          |            |      |      |          |  |  |  |  |
| اللقب           | ملازم       | ملازم أول | نقيب | رائد      | مقدم | عقيد     | عميد       | لواء | فريق | فريق أول |  |  |  |  |
| الضباط (قتالي)  |             |           |      |           |      |          |            |      |      |          |  |  |  |  |
| اللقب           | ملازم       | ملازم أول | نقيب | رائد      | مقدم | عقيد     | عميد       | لواء | فريق | فريق أول |  |  |  |  |
|                 |             |           |      |           |      |          |            |      |      |          |  |  |  |  |

#### نشيد القوات الجوية الملكية السعودية
نشيد القوات الجوية الملكية السعودية:

### القوات البحرية الملكية السعودية

علم القوات البحرية الملكية السعودية

بدأ الإعداد لتأسيس القوات البحرية، بابتعاث الضباط والأفراد لتدريبهم وتأهيلهم، منذ فترة الخمسينيات الميلادية، وحتى نهاية الثمانينيات. وحين اكتمل خط التأهيل، نهضت القوات البحرية بكافة متطلبات تأهيل الفرد وبنائه، وصيانة المُعدات. وقد أُنجز هذا العمل على المراحل التالية:

#### مرحلة الابتعاث للخارج
كان الابتعاث بوجه خاص إلى دولتي مصر وباكستان، كما ابتُعث أفراد وضباط إلى الولايات المتحدة الأمريكية وفرنسا، حتى تم اكتمال مراحل التدريب الأساسية والمتقدمة، ثم تولت القوات البحرية أداء المهام، الخاصة بالتدريب والتأهيل والبناء في الداخل.

#### مرحلة شراء المعدات وتأهيل الأفراد عليها
يعتبر هذا المشروع اللّبنة الأساسية، التي رسّخت أقدام القوات البحرية كأحد فروع القوات المسلحة، المنوط بها مهام تتعدى حدود مياه الدولة البحرية الإقليمية. وقد دفع هذا المشروع القوات البحرية خطوات للأمام منذ السبعينات. وكان قد سبقه شراء معدات وزوارق من ألمانيا الاتحادية. ويُعد هذا المشروع خطوة مهمة نقلت القوات البحرية إلى الأمام، من ناحيتي التدريب والتطبيق العلمي. فسهّل ذلك التعامل مع المعدات المتطورة التي تم شراؤها من الولايات المتحدة الأمريكية، من خلال مشروع تطوير القوات البحرية، من منظومات الأسلحة على المستوى الكمي والكيفي (مثل الوحدات السطحية، والدفاع الجوي، وتحت السطح، والمشاة). كما تم بناء قاعدتين بحريتين على ساحل البحر الأحمر والخليج العربي، لإيواء الوحدات الجديدة. وقد أصبحت تلك القواعد مقرًا للعاملين في القوات البحرية بما تشتمل عليه من مرافق وخدمات، ومراكز أبحاث، ومدارس عسكرية ومدنية، ومستشفيات وإسكان لمنسوبي الأساطيل، مما يجعلها مدنًا عسكرية كاملة، تخدم القوات البحرية وتساندها، ليس حاضرًا فقط، وإنما في المستقبل أيضًا.

#### مرحلة التطوير الثانية
نقلت هذه المرحلة القوات البحرية للأمام، وقفزت بها خطوات متقدمة، وأعطتها ذراعًا أطول من ذي قبل. وقد أمنت متطلبات القوات البحرية المستقبلية، منذ مطلع الثمانينيات، حتى عام (2000). ومشروع مع الحكومة الفرنسية (البحرية الوطنية)، تحت اسم «مشروع الصواري»، وتم بموجبه الحصول على التدريب وعلى السلاح، من فرقاطات مقاتلة ضد الأهداف الجوية السطحية، وتحت السطحية. وكذلك تزويدها بالبعد الرابع، وهو الطيران البحري العمودي، إضافة إلى سفن الإمداد والتموين، التي يسرّت للوحدات البحرية إمكانية البقاء والإبحار لآلاف الأميال، بدلًا من الدخول للموانئ الصديقة، أو الأجنبية للتزود بالوقود والماء والإعاشة، أو حتى قطع الغيار وأعمال الصيانة. ولذا، نجد أن القوات البحرية أخذت نصيبها من التطور والتقدم. كما تم بناء قواعد مساندة لها في كل من رأس مشعاب، والدمام، والقضيمة، نظرًا للحاجة المستقبلية لمثل هذه القواعد، ولأهميتها في تأمين متطلبات القوات البحرية العلمية، والإسناد الإداري والتمويني والعملياتي. ويتم تخريج ضباط القوات البحرية من كلية الملك فهد البحرية

#### الأساطيل البحرية

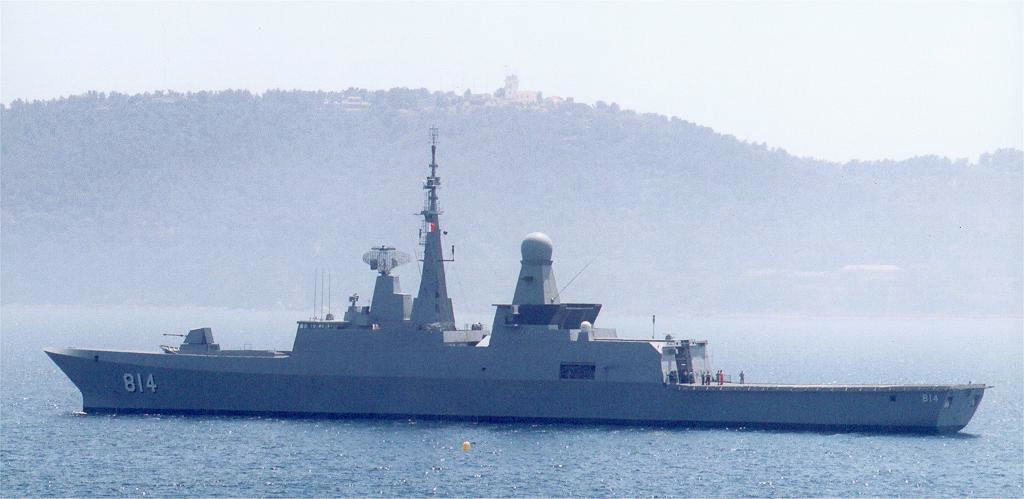
الفرقاطة مكة التابعة للقوات البحرية الملكية السعودية

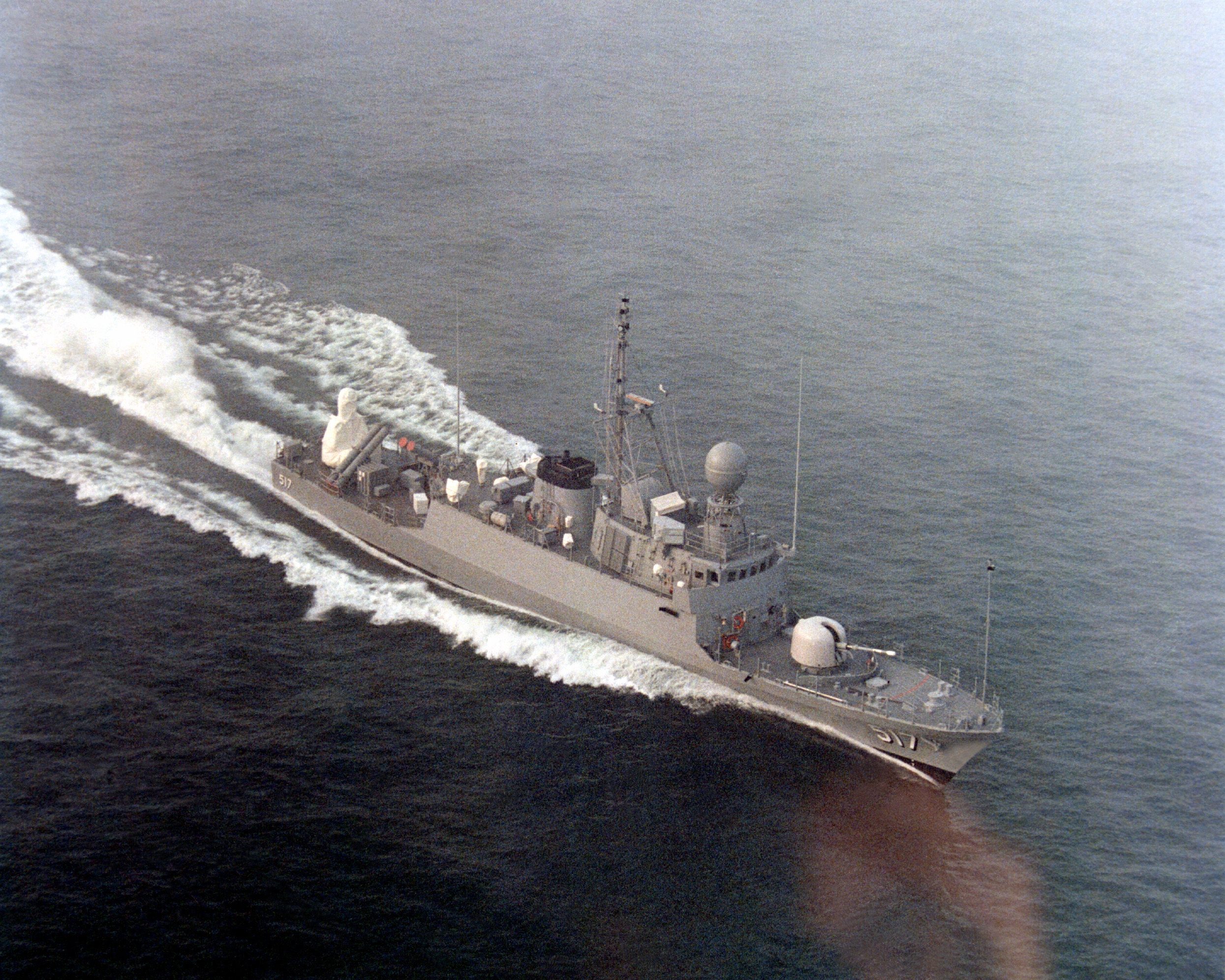
الزورق "فيصل"

- الأسطول الشرقي: قاعدة الملك عبد العزيز البحرية، في الجُبيل افتُتحت في 22 نوفمبر 1980 م.
- الأسطول الغربي: قاعدة الملك فيصل البحرية في جدة افتُتحت 1983.
- الأسطول الجنوبي: تحت الإنشاء في جيزان.

#### طيران البحرية

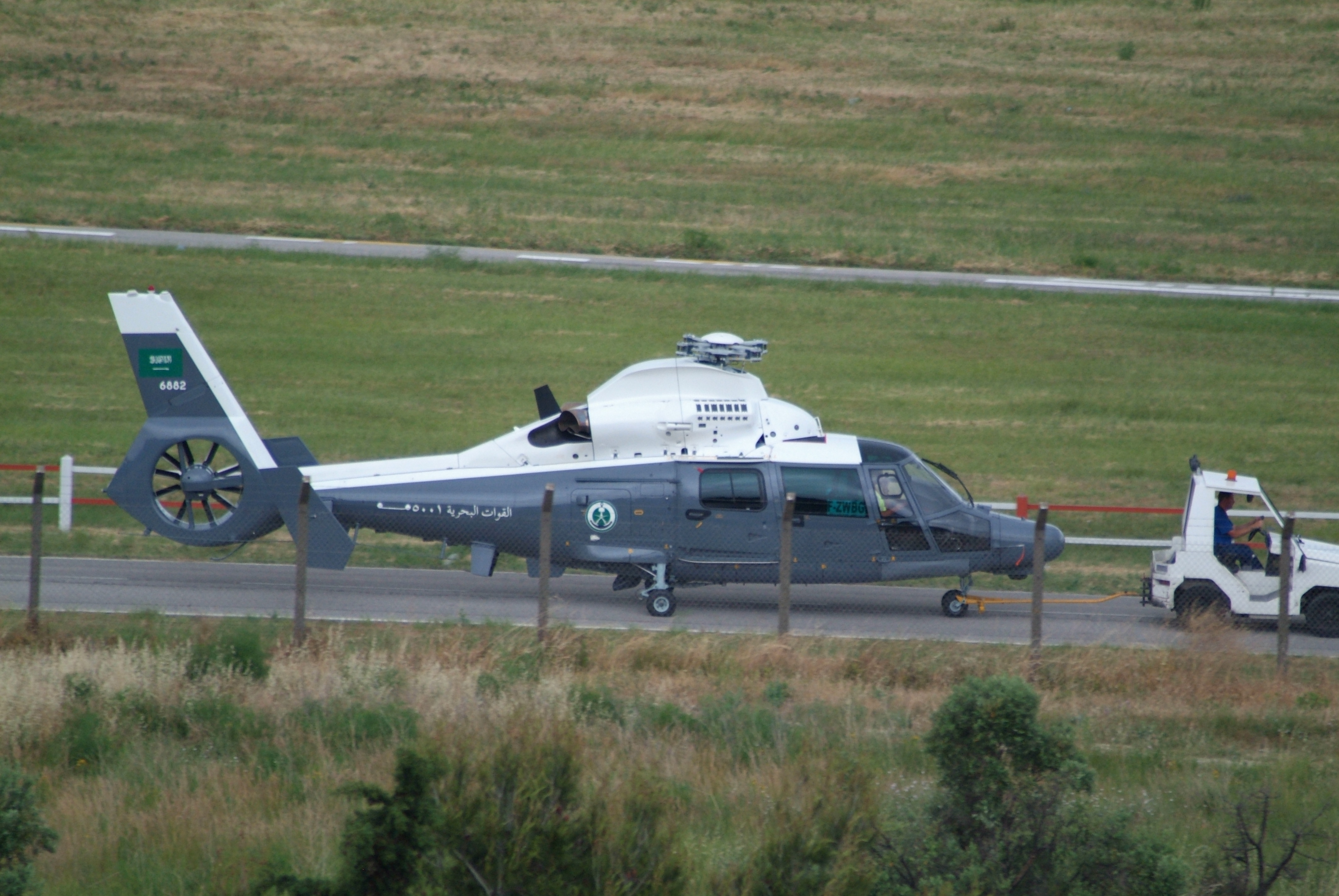
طائرة يوروكوبتر إيه إس 565 بانثر التابعة للقوات البحرية الملكية السعودية

ضمن مشروع التطوير الثاني، تم تزويد القوات البحرية بعدد من الطائرات العمودية، لتُساند السفن في تنفيذ المهام البحرية المنوطة بها. كما إن عددًا من هذه الطائرات، تُشارك في عمليات البحث والإنقاذ.
في أواخر عام 1400هـ. تم الاتفاق على تنفيذ مشروع التطوير للقوات البحرية. ويتضمن المشروع تزويد القوات البحرية، بعدد من سفن التموين والسفن الحربية، وعدد من الطائرات العمودية، التي تستخدم في البحث والإنقاذ، وبعض المهمات الأخرى. وقد اكتمل المشروع تقريبًا، ووصلت أول سفينة إلى المملكة بقيادة طاقم من الضباط والأفراد السعوديين، من منسوبي القوات البحرية.
وفي أواخر عام 1405هـ استُلمت أول طائرة عمودية ضمن مشروع (الصواري 1) بقيادة طيارين وفنيين سعوديين. وكان ذلك برفقة الفرقاطة الأولى (سفينة جلالة الملك المدينة). ومع اكتمال وصول جميع طائرات المشروع، بدأ العمل في جناح الطيران البحري الأول في قاعدة الملك فيصل البحرية بالغربية.
وكان ذلك في بداية شهر محرم من عام 1406هـ. ومع ازدياد عدد الطيارين والفنيين المؤهلين على هذا النوع من الطائرات، الذين أصبحوا يتلقون تدريبهم داخل المملكة، أُنشئت مدرسة التخصصات الفنية لطيران القوات البحرية، وبدأ العمل بسرب الطيران البحري الثاني في الأسطول الشرقي، في شهر صفر من عام 1408هـ. وفي شهر جمادى الثاني من عام 1409هـ، تم إنشاء إدارة شؤون الطيران، بقيادة القوات البحرية في الرياض.
وفي 5 جمادى الثاني 1411هـ، اعتمد تشكيل جناح الطيران البحري الثاني في الشرقية. وفي بداية عام 1416هـ تم استلام مشبهين للطائرات العمودية السوبر بوما والدولفين، لأغراض التدريب. وتم تركيبها في كلٍ من الأسطولين الغربي والشرقي.
| نوع الطائرة                    | الدولة الصانعة   | النوع          | الطراز             | في الخدمة | ملاحظات |
| ------------------------------ | ---------------- | -------------- | ------------------ | --------- | ------- |
| يوروكوبتر إيه أس 332 سوبر بوما | فرنسا            | ASW helicopter | B1, M1, F1S1, F1S2 | 20        |         |
| يوروكوبتر إيه إس365 دوفين      | فرنسا            | SAR helicopter |                    | 24        |         |
| إس إتش-60 سي هوك               | الولايات المتحدة |                | SH-60/MH-60        | 10        |         |

#### وحدات الأمن البحرية الخاصة
وحدات الأمن البحرية الخاصة قوات على مستوى تدريب قتالي عالي يتمتع منسوبيها بمواصفات جسمانية وتكتيكية من خلال تطبيقاتها
العسكرية الخاصة وتضم الكثير في وحداتها من الزوارق والمعدات الخاصة نواظير ومظلات وقناصه واقتحام وطائرات بدون طيار ومعدات أخرى تمكنها من اداء مهامها البحريه.
تنقسم إلى ثلاثة اقسام رئيسية
- الضفادع البشرية
- الصاعقة
- الإزالة

يقع مقر قيادتها الرئيسي بالاسطول الشرقي راس الغار
وتعبر استثنـائية لكونها واحدة من أفضل الوحـدات المسلحة في السعـودية وأكثرها تخصصًا ودقة لصرامتها
في معايير القبول ومتطلباتها التدريبية.
- مدرسة وحدات الأمن البحرية الخاصة

تأسست مدرسة مشاة البحرية، ووحدات الأمن البحرية الخاصة، عام 1400هـ، ومقرها مركز تدريب المستجدين ومشاة
البحرية، في جدة في ذلك الوقت. وكانت نواة للمدرسة الحالية ثم زودت بأحدث الأسلحة والتجهيزات مثل المدرعات البرمائية، ومدافع الهاون والرشاشات الثقيلة.
وتدربت هذه الوحدات داخل المملكة وخارجها. وأهم واجبات هذه الوحدات، المشاركة في تنفيذ مهام وواجبات
القوات البحرية، وعمليات البحث والإنقاذ.
وتقدم المدرسة لمنسوبيها عددًا من الدورات في مجال الغوص، وصيانة المعدات؛ وكذلك دورات على المدرعات
البرمائية والزوارق الفائقة السرعة. وتم مؤخرًا تدعيم القوات البحرية بعدد من قانصات الألغام الحديثة، وقد أنضم
عدد منها إلى أسطول القوات البحرية الملكية السعودية.

#### رتب القوات البحرية الملكية السعودية
| الأفراد         | لاتوجد رتبة |           |      |           |      |          |             |      |      |          |  |  |  |  |
| الأفراد (قتالي) | لاتوجد رتبة |           |      |           |      |          |             |      |      |          |  |  |  |  |
| اللقب           | جندي        | جندي أول  | عريف | وكيل رقيب | رقيب | رقيب أول | رئيس رقباء  |      |      |          |  |  |  |  |
| الأفراد         | لاتوجد رتبة |           |      |           |      |          | لاتوجد رتبة |      |      |          |  |  |  |  |
| اللقب           | جندي        | جندي أول  | عريف | وكيل رقيب | رقيب | رقيب أول | رئيس رقباء  |      |      |          |  |  |  |  |
| الضباط          |             |           |      |           |      |          |             |      |      |          |  |  |  |  |
| اللقب           | ملازم       | ملازم أول | نقيب | رائد      | مقدم | عقيد     | عميد        | لواء | فريق | فريق أول |  |  |  |  |
| الضباط (قتالي)  |             |           |      |           |      |          |             |      |      |          |  |  |  |  |
| اللقب           | ملازم       | ملازم أول | نقيب | رائد      | مقدم | عقيد     | عميد        | لواء | فريق | فريق أول |  |  |  |  |
| الضباط          |             |           |      |           |      |          |             |      |      |          |  |  |  |  |
| اللقب           | ملازم       | ملازم أول | نقيب | رائد      | مقدم | عقيد     | عميد        | لواء | فريق | فريق أول |  |  |  |  |
|                 |             |           |      |           |      |          |             |      |      |          |  |  |  |  |

### قوات الدفاع الجوي الملكي السعودي

علم قوات الدفاع الجوي الملكي السعودي

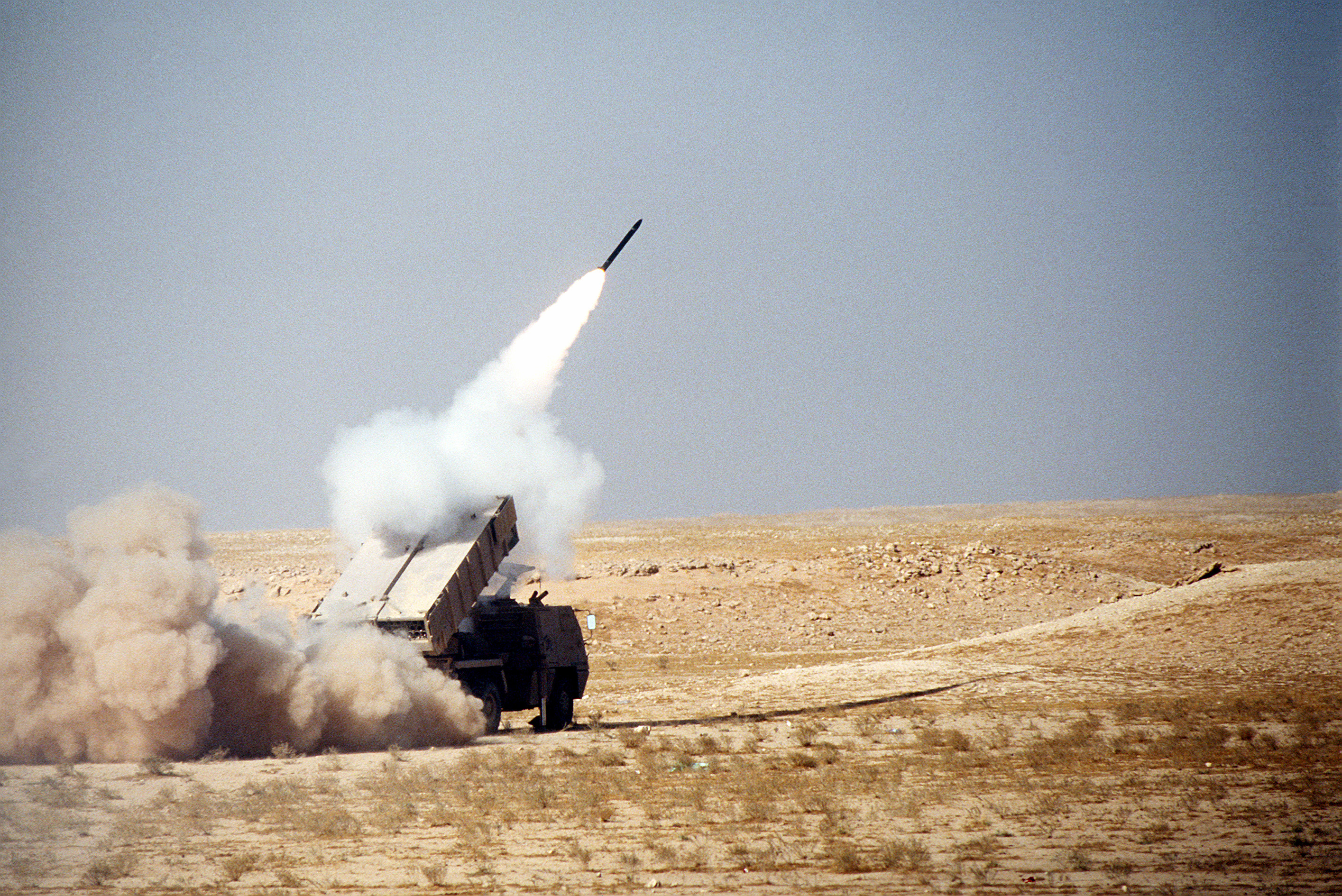
Astros II MLRS تابعة لقوات الدفاع الجوي الملكي السعودي

كانت نشأة الدفاع الجوي، في عام 1955 م، ضمن تشكيل سلاح المدفعية. وكان تسليحه، آنذاك، مدافع خفيفة عيار 30 مم ومدافع عيار 40 مم، وبعد فترة انضمت للخدمة مدافع ثقيلة 120 مم و90 مم المضادة للطائرات.
وفي عام 1966 م، تقرر فصل الدفاع الجوي عن سلاح المدفعية، وأصبح سلاحًا مستقلًا بذاته، وذلك بعد أن اتسعت تشكيلاته وزادت مهامه. وفي العام نفسه دخلت منظومة الدفاع الجوي الصاروخي إم آي إم-23 هوك.
وفي عام 1983 م، تقرر أن يتبع الدفاع الجوي رئيس هيئة الأركان العامة مباشرة، وذلك كمرحلة انتقالية لتشكيل القوة. وفي عام 1984، صدر الأمر السامي، بأن يكون الدفاع الجوي قوة مستقلة رابعة باسم «قوات الدفاع الجوي الملكي السعودي» نظرًا إلى اتساع مناطق مسؤولياتها، وتشعب علاقاتها مع أفرع القوات المسلحة الأخرى، ويتم تخريج ضباط قوات الدفاع الجوي من كلية الملك عبد الله للدفاع الجوي

#### المهمة
إن مهمة قوات الدفاع الجوي هي تأمين الحماية الجوية للمملكة العربية السعودية، وذلك باستخدام أرقى ما وصلت إليه التقنية الحديثة من أنظمة للدفاع الجوي وذلك بالأشتراك مع القوات الجوية.
حيث أثبتت التجارب أنه كلما كانت قوات الدفاع الجوي قوية وفعالة، كلما تعززت السيطرة الجوية الذاتية أضعفت فرص العدو لإحراز أي مستوى من التفوق الجوي.

#### الأقسام
وتنقسم قوات الدفاع الجوي بشكل عام إلى التالي:
- 1- قيادة قوات الدفاع الجوي.
- 2- قوة الصواريخ الإستراتيجية
- 3- مجموعات قوات الدفاع الجوي التي تمثل التشكيلات للوحدات الموزعة في أنحاء المملكة.
- 4- كلية الملك عبد الله للدفاع الجوي.
- 5- معهد قوات الدفاع الجوي.
- 6- قاعدة الصيانة والإسناد الفني.
- 7- مركز ومدرسة قوات الدفاع الجوي.[121]

#### قوة الصواريخ الإستراتيجية

صواريخ من طراز دونج فينج (دي اف - 3) في مسيرة عرض في ختام المناورات العسكرية التي حملت اسم سيف عبد الله.

هي قوة سرية أًنشئت في أواسط الثمانينات من مشروع الصقر الصاروخي الإستراتيجي وهي أهم فروع قوات الدفاع الجوي الملكي السعودي وتمتلك وتمتلك حوالي 100 صواريخ بالستية ويتخرج ضباط هذه القوة من كلية الملك عبد الله للدفاع الجوي.

##### أول ظهور للعلن
في نهاية مناورات «سيف عبد الله» 1435، وبعد ظهور صواريخ «باتريوت» و «شاهين»، ظهرت المفاجأة، حيث تم عرض سلاح الردع «رياح الشرق»، القادر على حمل رؤوس نووية، أمام العالم لأول مرة منذ 27 عاما. وذكر موقع ديبكا فايل القريب من أجهزة الاستخبارات الإسرائيلية أن المملكة العربية السعودية استعرضت مؤخرا مجموعة من الصواريخ من طراز دونج فينج (دي اف- 3) الصينية الصنع، التي تتميز بقدرتها على حمل رؤوس نووية.وزعم الموقع أن السعودية تعتبر أولى الدول في الشرق الأوسط التي تعرض علنا صورايخ بعيدة المدى العابرة للقارات، التي تمكنت من شرائها من الصين قبل 27 عاما.وأشار الموقع الإسرائيلي أن القوات السعودية استعرضت هذه الصواريخ في قاعدة حفر الباطن في المنطقة الشرقية من المملكة، في قطاع الحدود المشتركة مع الكويت والعراق، وذلك في ختام المناورات العسكرية التي حملت اسم سيف عبد الله يوم الثلاثاء 29 أبريل 2014م. ويصل المدى المؤثر لصواريخ دي اف – 3 إلى 2650 كيلو متر، ويمكن لهذه الصواريخ أن تحمل رأسا نووية واحدة، وتتراوح القدرة التدميرية لهذه الصواريخ بين واحد إلى ثلاثة ميجا طن. وتشير مصادر الاستخبارات الإسرائيلية إلى أن عرض الصواريخ النووية، يتضمن توجيه رسالة شديدة الوضوح إلى كل من الولايات المتحدة وإيران خلال المرحلة التي تسبق التوصل إلى اتفاق بين الجانبين بشأن البرنامج النووي لإيران، وهو ما يعني بوضوح أن لدى السعودية صواريخ نووية، يمكن استخدامها في حالة اندلاع نزاع مسلح مع إيران، وذكرت ديبكا فايل أيضا، بأنه خلال الزيارات الأخيرة التي قام بها مسئولون سعوديون إلى الصين، تمت مناقشة إمكانية حصول الرياض على نسخة أخرى من صواريخ دونج فينج 21(دي اف 21) التي يصل مداها إلى 1700 كيلو متر، بالإضافة إلى منظومة الرادار المصاحبة لتلك الصواريخ.

##### رؤوس نووية
وحسب بي بي سي، ذكر بعض الخبراء بأن السعودية قدمت مساعدات مالية لبرنامج الأسلحة النووية الباكستانية، وعليه فإنه من المُرجح والممكن أنها تلقت ولديها بالفعل أسلحة نووية من باكستان.

##### المعدات
القذائف أرض ـ أرض 
رياح الشرق
النوع:DF-3A
- المدى الأقصى: 2800 إلى 4000 كيلومتر
- الطول: 24 متر
- القطر: 2.24 متر
- الوزن: 64 ط

النوع:DF-M1
- المدى: 1900 إلى 2500 كيلومتر
- الطول:18,5 m
- القطر:1,25 m
- الحمولة:M-11

النوع:CSS-5
- المدى: 1770 - 2500 كيلومتر
- الطول: 10.7 متر
- القطر: 1.4 متر
- الوزن: 14,700 كيلوغرام
- السرعة: 10 ماخ

النوع:CSS-6 DF-15
- المدى: 5000 إلى 6500 كيلومتر

النوع:DF-11
- المدى: 900 إلى 1500 كيلومتر
- الطول: 11.25 متر
- القطر: 2.6 متر
- الوزن: 8400 - 9300 كيلوغرام

منظومة صواريخ غوري الباكستانية

##### قواعد الصواريخ الاستراتيجية
- قاعدة الوطح في منطقة الوطح على بعد 201 كم من العاصمة السعودية الرياض. تم رصد القاعدة عن طريق صور ساتلية التقطت في يوليو 2013 مورصد المحللون الذين فحصوا الصور إثنتين من منصات إطلاق الصواريخ ووجدوا عليها علامات تشير إحداها إلى الشمال الغربي نحو تل أبيب والمنصة الثانية إلى الشمال الشرقي باتجاه طهران.[126]
- قاعدة السليل هي أول منشأة صاروخ باليستي السعودي بنيت 1987-1988 بالقرب من بلدة السليل 450 كم شمال الرياض .[127][128]
- قاعدة 511 تبعد حوالي 70-90 كم جنوب الرياض
- قاعدة 533 تابعه لمحافضة رنية[129]
- قاعدة 566 تبعد تقريبا 750 كم من الشمال الغربي للرياض .
- قاعدة 522 في وادي الدواسر.[130]
- قاعدة 544 في محافظة الدوادمي تبعد تقريبًا 300 كم عن العاصمة الرياض [131]

## الخدمات الطبية للقوات المسلحة
أدى تنظيم القوات العسكرية بالمملكة العربية السعودية إلى إنشاء طبابه الجيش بالطائف عام 1367هـ، وكانت عبارة عن مستوصف يتسع لعشرة أسرة، وفي عام 1370هـ، أصبح مسماها «الصحة العسكرية» وفي عام 1371هـ، تم افتتاح مستشفى الأمير منصور العسكري بالطائف بسعة 36 سريرًا. وتمت زيادة السعة إلى مائة 100 سرير بنهاية العام، وفي عام 1373هـ، تم افتتاح مستشفى الأمير مشعل بالخرج، وفي عام 1373هـ تم افتتاح مستشفى القوات المسلحة بالرياض. وفي 29 ذو الحجة 1392هـ صدر أمر من قبل وزير الدفاع بتعديل المسمى إلى الإدارة العامة للخدمات الطبية للقوات المسلحة. واتسعت خدماتها لتشمل جميع القوات المسلحة وأصبحت ذات ميزانية مستقلة اعتبارا من العام المالي 1394هـ /1395 هـ.
ثم بدأت السعودية بالتوسع بافتتاح عدد من المدن الطبية والمراكز الصحية والمستشفيات لمنسوبيها من القوات العسكرية بمختلف القطاعات.
ففي عام 12 محرم 1399هـ، افتتح الملك خالد بن عبد العزيز آل سعود، مدينة الأمير سلطان الطبية العسكرية في الرياض.المدينة مجهز بتسعمائة وعشرون سريرا. وتحتوي على الركن الجنوبي الغربي المخصص بوجه عام للمرضى الذين يحتاجون الرعاية المطولة أو الذين ليست حالاتهم حادة. ومبنى (111) والذي يشمل الجناح الملكي. ويعمل في مدينة الأمير سلطان الطبية العسكرية بالرياض حوالي 7179 موظف من جنسيات متعددة. وفي عام 17 ذو الحجة 1403هـ، تم افتتاح مستشفى كلية الملك عبد العزيز الحربية في الرياض. ويستوعب 34 مريضا منوما ويقدم الرعاية الطبية للأسرة والمجتمع وعلاج الأسنان وخدمات الإسعاف والطوارئ على مدى 24 ساعة للذين يتمتعون بأحقية العلاج فيه.
وفي عام 8 مايو 1979م، افتتح الأمير سلطان بن عبدالعزيز آل سعود مستشفى المؤسسة العامة للصناعات العسكرية في الخرج، وهو مجهز بواحد وسبعين سريرا ويعمل فيه حوالي 285 موظفا.

## إدارة الشؤون الدينية للقوات المسلحة
وأنشأت القوات المسلحة السعودية إدارة الشؤون الدينية لتتولى التوجيه والإرشاد والتوعية الإسلامية، وتوفير جميع احتياجات أقسام وأفرع وملحقات القوات المسلحة من مساجد ومراكز ومعارض دينية
وتعمل على رفع الجاهزية في أقسام الشؤون الدينية في جميع المناطق ضباطًا وأفرادًا ومدرسين، ورفع الروح المعنوية وتقوية الوازع الديني لمنسوبي القوات المسلحة، والعناية بالمساجد التابعة لها في المناطق من خلال إنشاء وترميم وصرف جميع الاحتياجات، إضافة إلى عدد من النشاطات مثل توعية الجاليات وإقامة المعارض والدورات. وعملت إدارة الشؤون الدينية للقوات المسلحة على تقسيم مهامها فأنشأت الأقسام التالية:

### قسم التوعية
أدركت إدارة الشؤون الدينية للقوات المسلحة أن التوعية من أهم العوامل التي توصل إلى جنودها المعلومات الدينية الصحيحة، وبالتالي توصلهم إلى الطريق القويم الذي أراده الله سبحانه لعباده، فأنشأت قسم التوعية الذي يعتبر الشريان الرئيس لتوجيه منسوبي القوات العسكرية في عموم وحداتها الميدانية والإدارية والتعليمية.
ويرتبط قسم التوعية بمدير إدارة الشؤون الدينية في القوات المسلحة، ويعمل على التوجيه المعنوي ورفع الوازع الديني عن طريق إقامة المحاضرات والندوات والكلمات الدعوية التوجيهية، وتوزيع الكتب والمطويات والأشرطة التي ترفع من ثقافة الجندي العربي السعودي.

### قسم المساجد
يرتبط مدير قسم المساجد بمدير إدارة الشؤون الدينية بالقوات المسلحة ويقوم القسم بتوفير الأثاث للمساجد والإشراف والمتابعة عليها في وحدات القوات البرية والقوات الجوية والقوات البحرية والدفاع الجوي وقوة الصواريخ الاستراتجية والتي بلغ عددها مايزيد على 2500 مسجد. وتعيين الأئمة والمؤذنين والعمال ومراقبتهم والتأكد من قيامهم بواجباتهم على الوجه المطلوب وعقد الدورات لهم. العمل على إقامة حلقات تحفيظ القرآن في المساجد، وعقد المسابقات السنوية لها. النظر في تصاميم المساجد قبل تنفيذها، واختيار مواقعها، وتحديد القبلة وما يلزمها من مرافق.

### قسم البحوث والدراسات الإسلامية
يقوم القسم بإجراء البحوث والدراسات وتقديم الاستشارات الشرعية والإفتاء وتقييم الكتب والنشرات والمادة العلمية وإجازتها والإشراف على إعداد مناهج ومقررات الثقافة الإسلامية والقران الكريم والارتقاء بالمستوى العلمي لإدارة الشؤون الدينية للقوات المسلحة والأقسام التابعة لها ويرتبط مدير قسم البحوث والدراسات بمدير إدارة الشؤون الدينية للقوات المسلحة ارتباطا كاملا.

## الكليات العسكرية والمعاهد

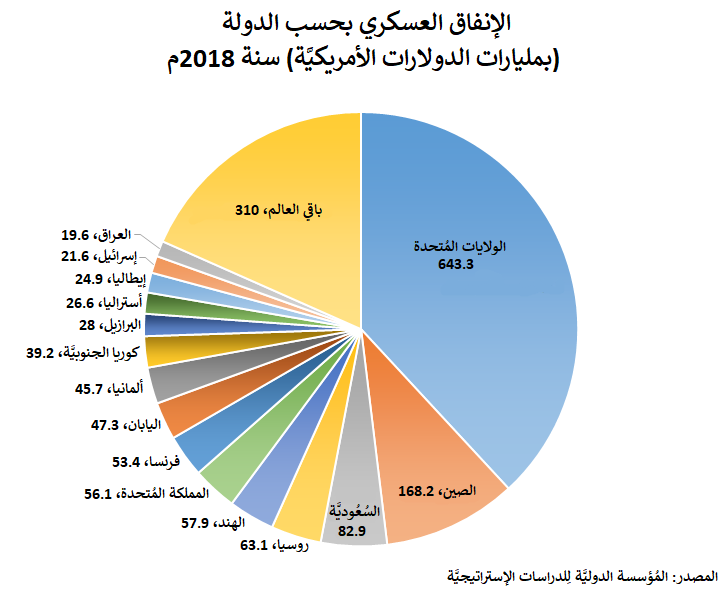
رسم بياني يوضح النفقات العسكرية العالمية حسب البلد لعام 2018 ، بمليارات الدولارات الأمريكية ، وفقًا للمعهد الدولي للدراسات الاستراتيجية.

بعد إن توحدت السعودية على يد الملك عبدالعزيز آل سعود. اتجهت الأنظار في المملكة العربية السعودية نحو إنشاء قوة عسكرية نظامية تتولى مسئولية الدفاع عن البلاد كانت نواة تلك الفكرة أن أنشأ الجيش أول مدرسة عسكرية عام 1354هـ في مكة المكرمة. تم نقل هذه المدرسة إلى مدينة الطائف. في عام 1374هـ صدر مرسوم ملكي رقم 5/2/43/263 القاضي بإنشاء كلية عسكرية تحت اسم كلية الملك عبد العزيز الحربية. وتم افتتاحها في مدينة الرياض، في 7 جمادي الأولى 1375هـ - 22 ديسمبر 1955م. وبذلك تكون أول كلية عسكرية المملكة العربية السعودية. وفي 14 شعبان 1404هـ - 1984م، قام الملك فهد بن عبدالعزيز آل سعود بافتتاح منشات كلية الملك عبد العزيز الحربية في العيينة، وسبب اختيار العيينة أنها كانت البداية لانطلاق دعوة محمد بن عبد الوهاب.
في 29 رمضان 1354هـ - 24 ديسمبر 1935م، تمت الموافقة على اقتراح مديرية الشرطة الذي يتضمن إنشاء مدرسة للشرطة في مكة المكرمة، بهدف الاعتناء بإعداد أفراد منسوبي الشرطة وتأهيلهم من الناحيتين العلمية والعسكرية. وتعتبر مدرسة الشرطة هي نواة كلية الملك فهد الأمنية.وفي عام 1403هـ صدر أمر ملكي بتغيير اسم الكلية إلى «كلية الملك فهد الأمنية» كما تغير اسم الشهادة إلى «بكالوريوس علوم أمنية». وفي عام 1405هـ وضع خادم الحرمين الشريفين الملك فهد حجر الأساس لمبنى مقر المديرية العامة لكلية الملك فهد الأمنية وتم الانتقال إلى المقر الجديد عام 1409هـ.
وقام الملك عبد العزيز بنقل القوة الجوية من جزيرة دارين في المنطقة الشرقية، إلى مدينة جدة مع افتتاح مدرسة للطيران هناك أشرف على إدارتها عدد من المدربين والطيارين البريطانيين تحت إمرة ناظر الطيران الشيخ فؤاد حمزة، إلا أن هذه المدرسة لم يكتب لها الاستمرار طويلا بسبب صعوبات واجهتها من أهمها عائق لغة إنجليزية اللغة الرئيسية لتعليم الطيران إذ تم إغلاقها بعد فترة حتى أعيد افتتاحها في عام 1355هـ - 1936م في نفس المكان تنفيذا للمرسوم الملكي الصادر بذلك وأوكلت القيادة آنذاك للقائد سعيد كردي وجلب لها مدربين من روسيا. وفي عام 1384هـ، قام الملك فيصل بالتخطيط لإيجاد كلية تتسع لأعداد كبيرة من الطلبة السعوديين وبمستويات عالية من التدريب، فكان إعلان إنشاء كلية الملك فيصل الجوية عام 1387هـ
والتي تم افتتاحها بعد ثلاث سنوات وتحديدا في 1390هـ.
وفي عام 1388هـ، أسست كلية القيادة والأركان.وفي عام 1405هـ، تغير مسماها إلى كلية القيادة والأركان للقوات المسلحة. وتحتل كلية القيادة والأركان للقوات المسلحة، مكان الصدارة بين الكليات، والمعاهد، والمدارس العسكرية في السعودية، على اعتبار انها أعلى مؤسسة عسكرية تعليمية، لتدريب قادة وأركانات القوات المسلحة.
وفي 6 رجب 1403هـ، صدر قرار مجلس الوزراء بالموافقة على إنشاء كلية الملك فهد البحرية وبدأت الدراسة في الكلية في العام الدراسي 1405هـ/1406هـ، وتستقبل الكلية عددًا كبيرًا من الطلبة من حاملي الشهادة الثانوية القسم العلمي وتقوم الكلية بتدريبهم وتأهيلهم علميًا وعسكريًا ليتخرجوا بعد ذلك ضباطًا بحريين.
وفي عام 1393هـ، تأسست كلية الملك خالد العسكرية لتتابع عملية إعداد وتخريج الضباط بالحرس الوطني، التي بدأت بجناح المرشحين الذي أفتتح عام 1385هـ، ثم تلته المدرسة العسكرية لتخريج الضباط التي افتتحت عام 1393هـ. وقد تم افتتاح الكلية رسميًا تحت رعاية الملك عبد الله بن عبد العزيز حينما كان وليًا للعهد نيابة عن أخيه الملك فهد.
عام 5 صفر 1419هـ، صدر أمر ملكي بإنشاء كلية عسكرية لقوات الدفاع الجوي الملكي السعودي. وفي عام 1428هـ، صدر أمر بتغيير مسمى كلية الدفاع الجوي إلى كلية الملك عبد الله للدفاع الجوي. وفي عام 5 جمادى الآخرة 1428هـ، تم نقل كلية الملك عبد الله للدفاع الجوي من مقرها بمحافظة جدة إلى مقرها الحالي بمحافظة الطائف.
وفي عام 1432هـ - 2011، تم افتتاح مركز ومدرسة قوة الصواريخ الاستراتيجية وتم افتتاحها من قبل الأمير عبد الرحمن بن عبد العزيز. وكان في استقباله لدى وصوله المركز قائد قوة الصواريخ الاستراتيجية اللواء الركن جار الله بن محمد العلويط، وقائد قاعدة الصواريخ الاستراتيجية 522، وقائد مركز ومدرسة الصواريخ الاستراتيجية العميد الركن علي بن هلال الذيابي.
| الاسم                                     | الشعار                             | المدينة                | التأسيس                      |
| ----------------------------------------- | ---------------------------------- | ---------------------- | ---------------------------- |
| كلية الملك عبد العزيز الحربية             | كلية الملك عبد العزيز الحربية      | الرياض                 | 1955م 1375هـ                 |
| كلية الملك فيصل الجوية                    |                                    | الرياض                 | 1970م 1390هـ                 |
| كلية الملك فهد البحرية                    | كلية الملك فهد البحرية             | الجبيل                 | 1984م 1405هـ                 |
| كلية الملك عبد الله للدفاع الجوي          | كلية الملك عبدالله للدفاع الجوي    | الطائف                 | 1998م 1419هـ                 |
| مركز ومدرسة قوة الصواريخ الاستراتيجية     | قوة الصواريخ الاستراتيجية          | الرياض                 | 2011م 1432هـ                 |
| المعهد الملكي الفني للقوات البرية         | المعهد الملكي الفني للقوات البرية  | بريدة                  | 1993م 1413هـ                 |
| معهد الدراسات الفنية للقوات الجوية        | معهد الدراسات الفنية للقوات الجوية | جدة الظهران            | 1948م 1367هـ                 |
| معهد الدراسات الفنية للقوات البحرية       |                                    | الدمام                 | 1978م 1399هـ                 |
| معهد قوات الدفاع الجوي                    | معهد قوات الدفاع الجوي             | الطائف جدة             | 1955م 1375هـ                 |
| المعهد الثانوي الصناعي                    |                                    | في جميع مناطق السعودية | أول معهد فتح في 1984م 1405هـ |
| معهد الدراسات المساحية والجغرافية العسكري |                                    | الرياض                 | 1986م 1407هـ                 |
| معهد اللغات العسكري                       |                                    | الرياض                 | 1958م 1378هـ                 |

### تمويه الزي للقوات المسلحة
| تمويه القوات المسلحة |
| -------------------- |
|                      |

## الإنفاق العسكري
تعد القوات العسكرية السعودية أكبر قوة عسكرية من حيث الميزانية في الشرق الاوسط، والثالثة ضمن قائمة الدول ذات الإنفاق الـعسكري الأعلى في العالم. ووفقاً لتقرير معهد ستوكهولم الدولي لأبحاث السلام، فقد قارب الإنفاق العسكري للسعودية في عام 2017 حاجز 70 مليار دولار، ويتحول لثالث أكبر ميزانية دفاعية في العالم.
فيما كشف معهد ستوكهولم لأبحاث السلام الدولي «سيبري» في تقريره السنوي عن حجم الإنفاق العسكري على مستوى العالم خلال عام 2015، أن الـسعودية حلت في المرتبة الثالثة عالميا، وذلك بعد الولايات المتحدة الأمريكية والصين، ومتقدمة على روسيا التي حلت في المرتبة الرابعة وفرنسا التي تراجعت من المركز الخامس عام 2014 إلى السابع عام 2015 خلف بريطانيا والهند.
وأورد أحدث تقرير للمعهد الدولي المذكور إن قيمة ميزانية التسلح الـسعودية الإجمالية في عام 2015 بلغت حوالي 87.2 مليار دولار. وأرجع هذه الزيادة الكبيرة إلى الصراعات التي تشهدها منطقة الشرق الأوسط وفي مقدمتها الحملة الـعسكرية التي تقودها الرياض في اليمن. ووصف المعهد الزيادة بأنها الأكبر من نوعها في العالم. ووفق تقرير العام الماضي، زادت القوات المسلحة السعودية من امتلاك أنظمة الأسلحة الرئيسية أربعة أضعاف بين عامي 2010 و2014 مقارنة مع السنوات الخمس السابقة، وذلك عن طريق استيراد طائرات الهليكوبتر والعربات المدرعة والطائرات المقاتلة.

## معرض الصور

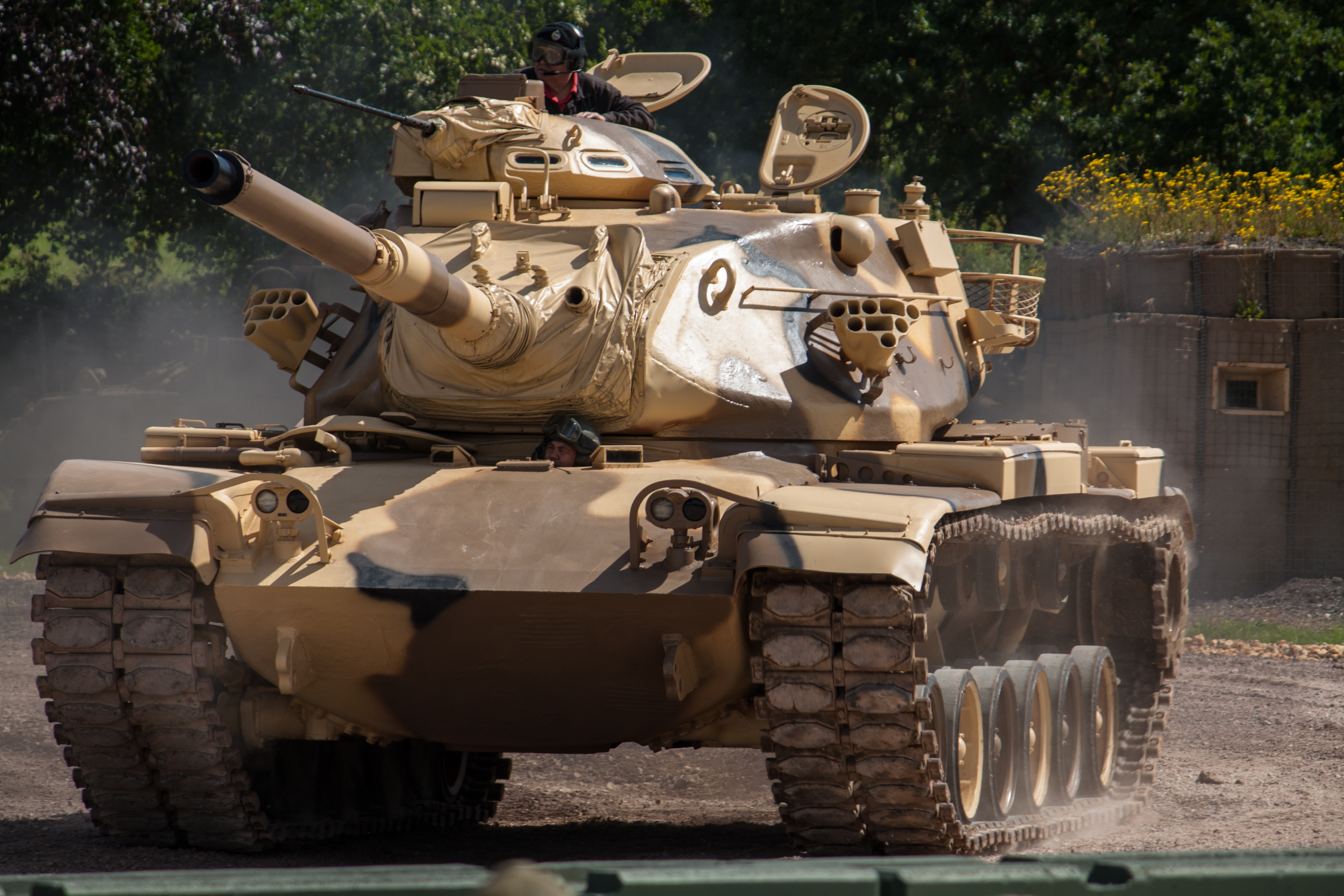
دبابةإم-60 باتون
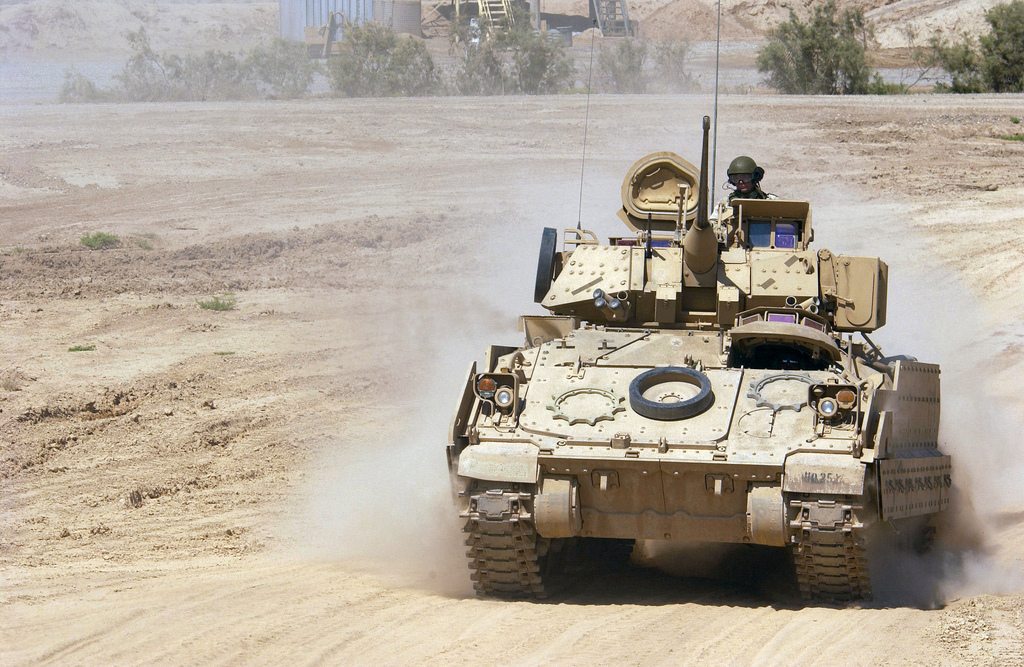
مدرعةأم2 برادلي
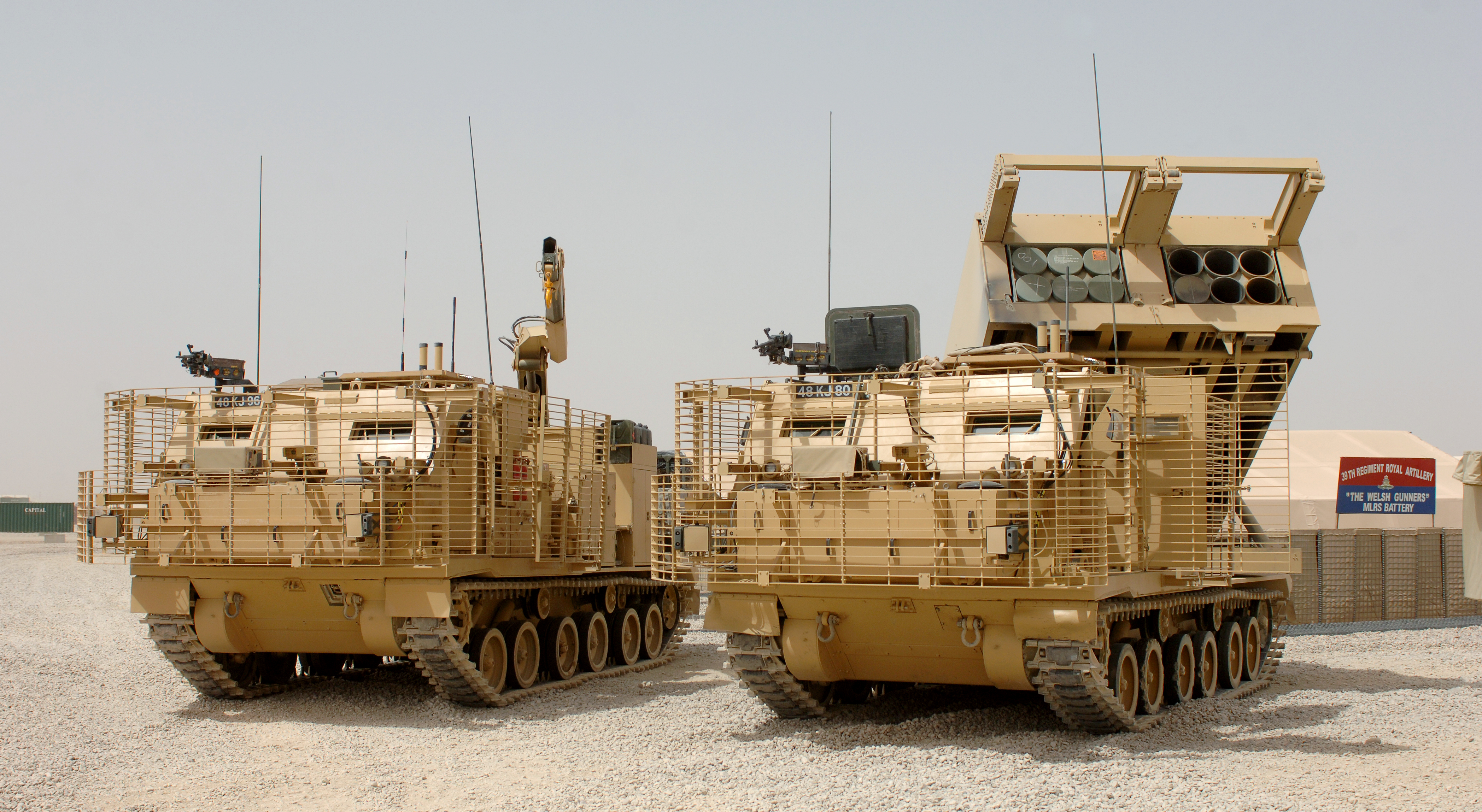
راجمة صواريخ أم 270
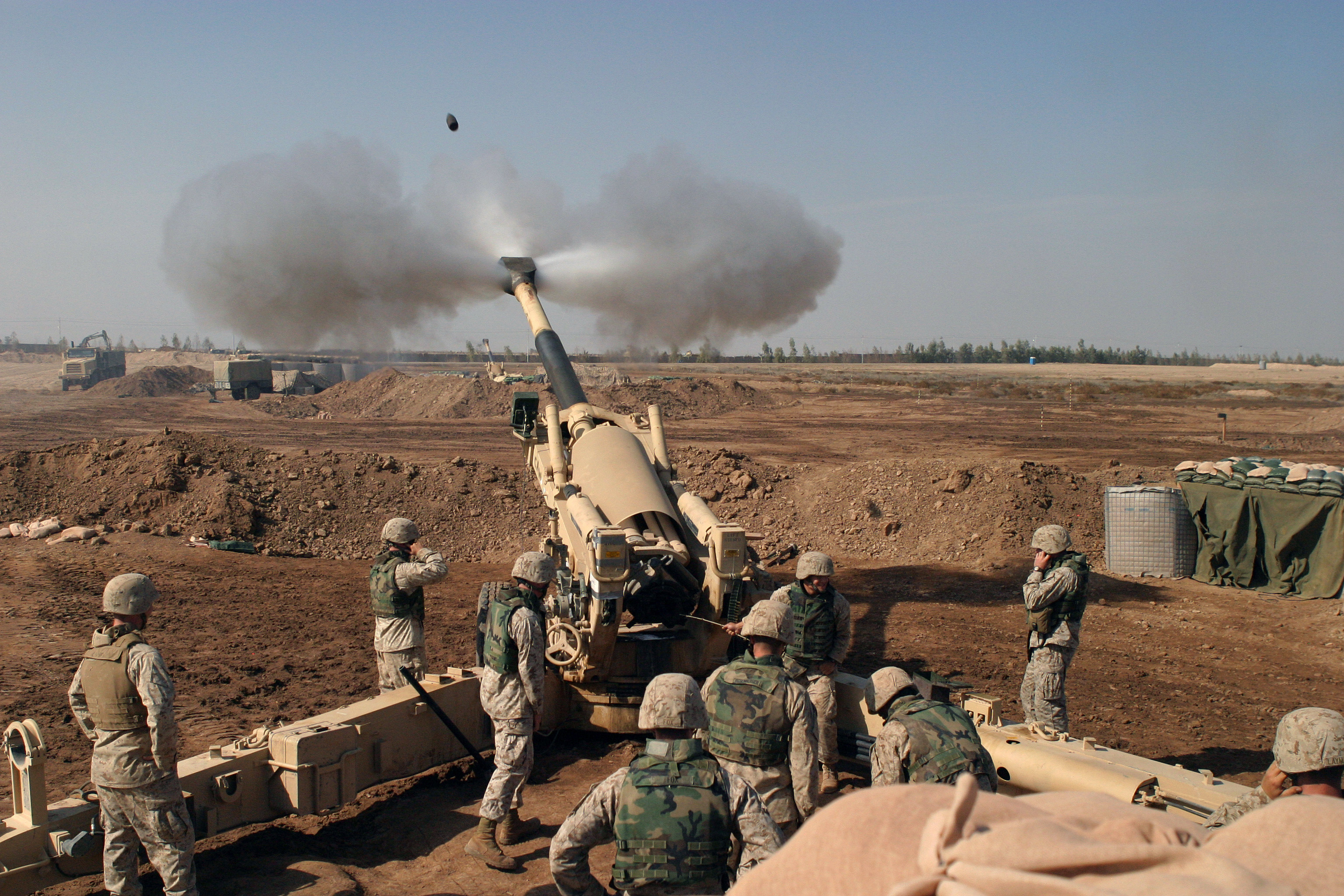
مدفعام 198 هاوتزر عيار 155 مم
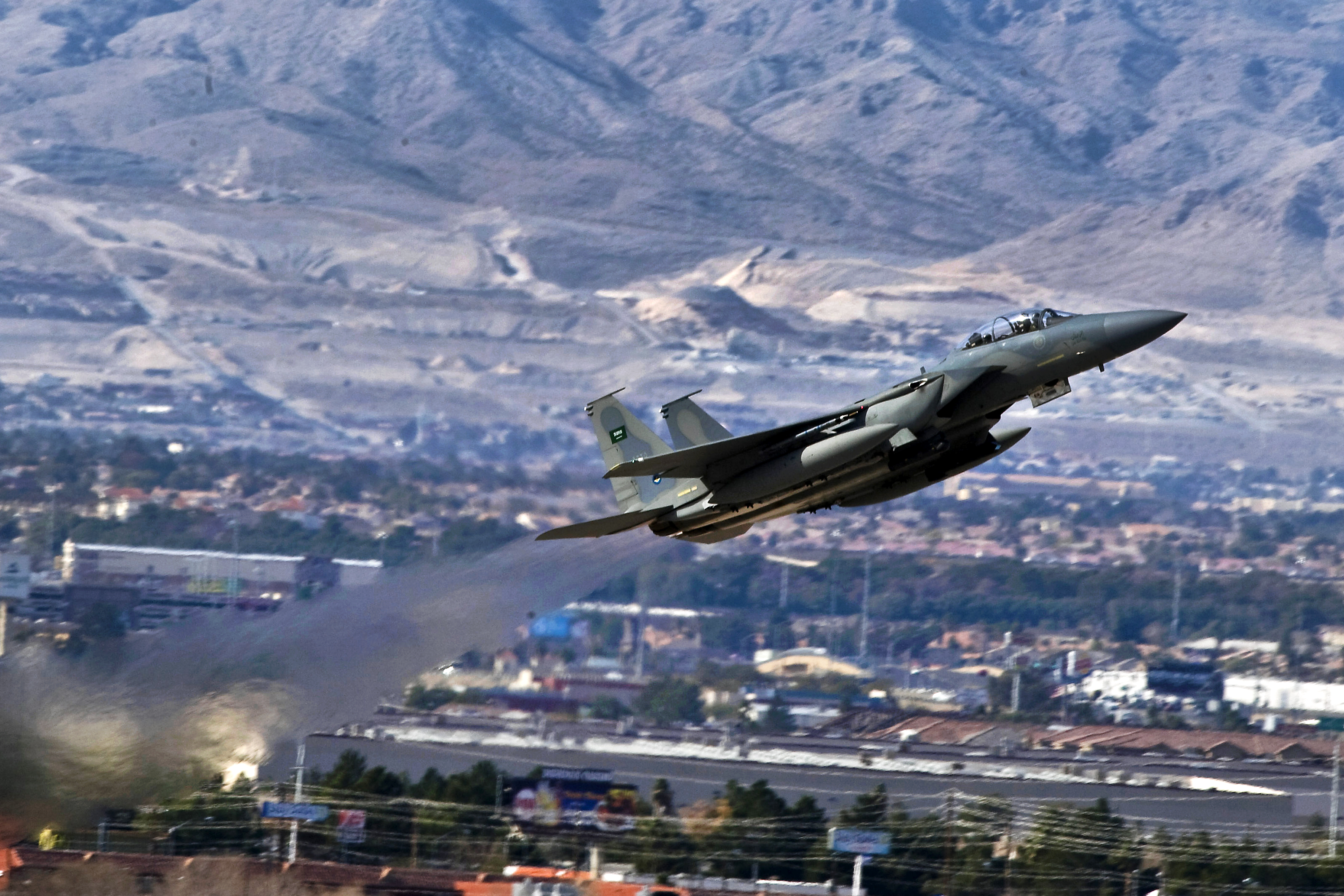
ماكدونيل دوغلاس إف-15 إي سترايك إيغل
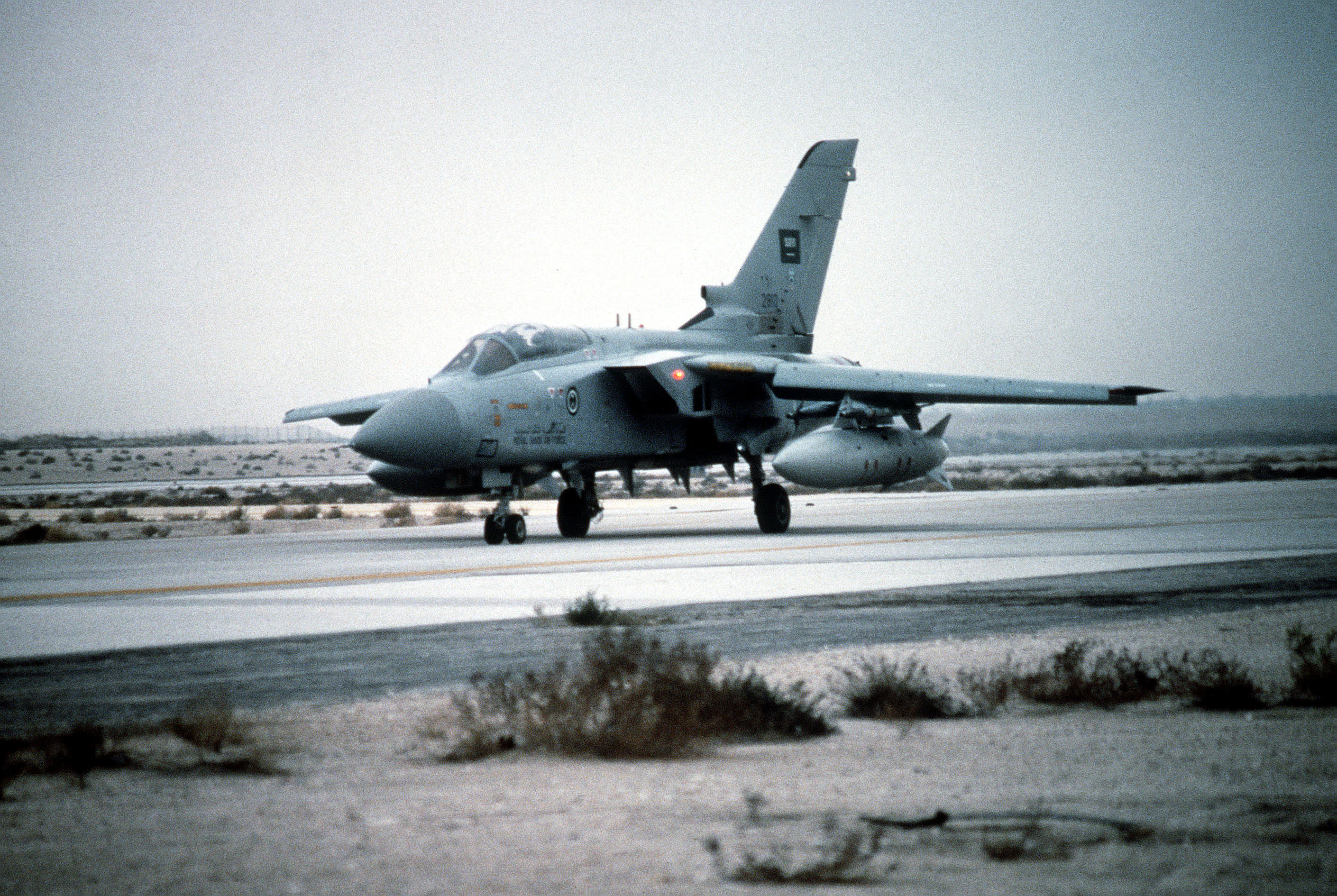
تورنادو سعودية خلال عملية عاصفة الصحراء
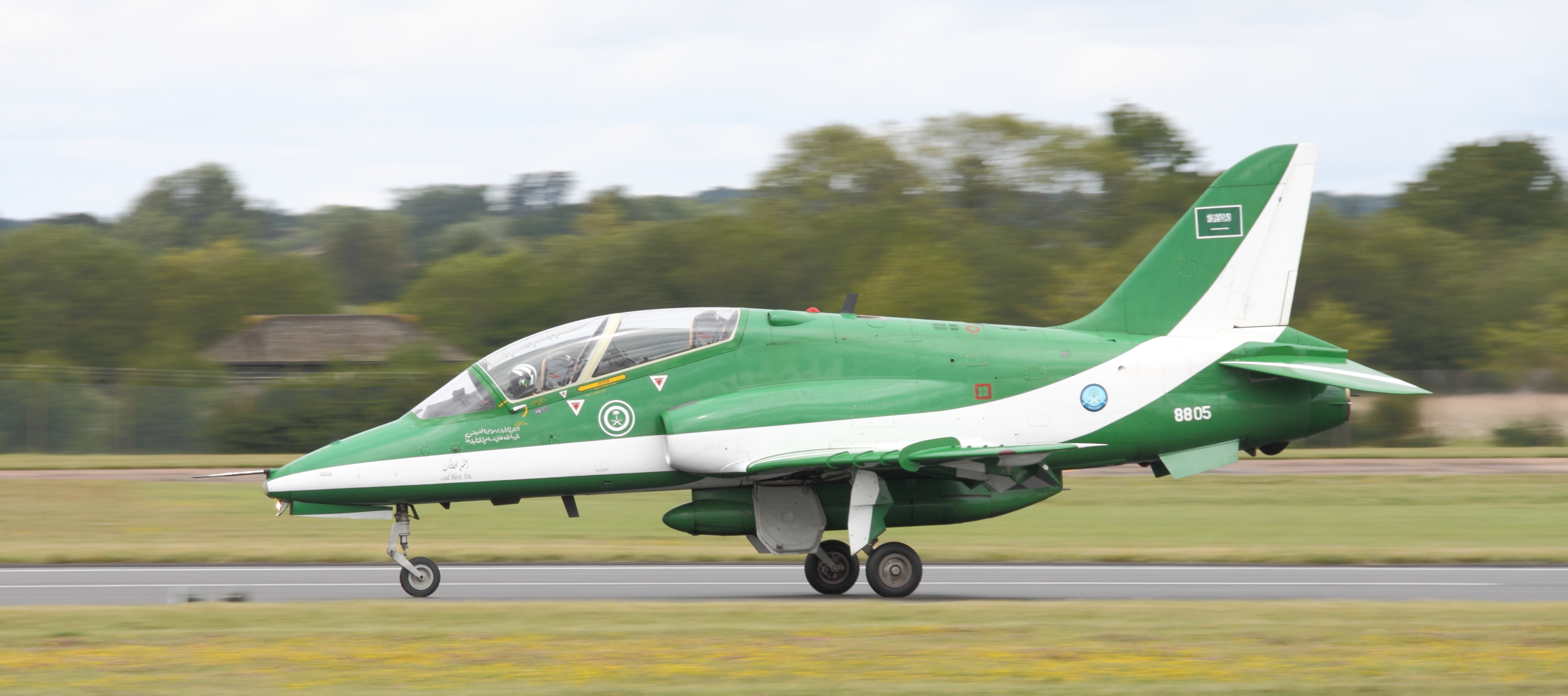
بي أيه إي هوك الصقور السعودية
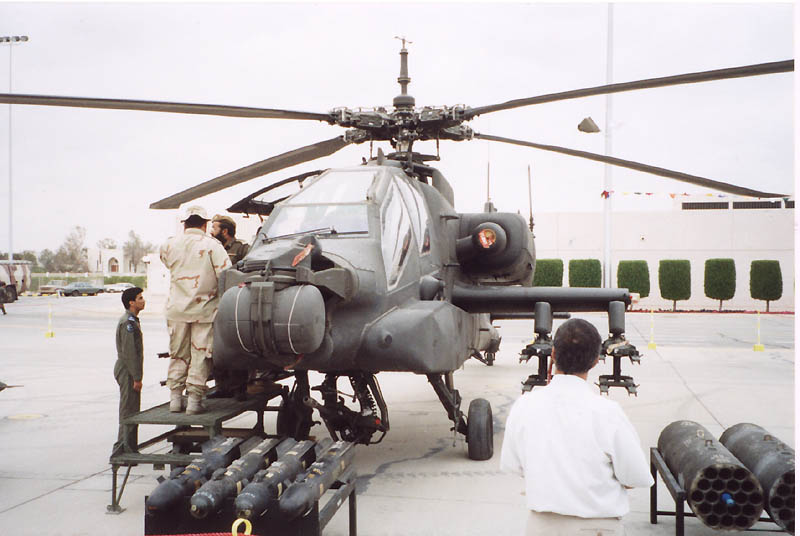
إيه إتش-64 أباتشي تابعة للقوات الجوية الملكية السعودية
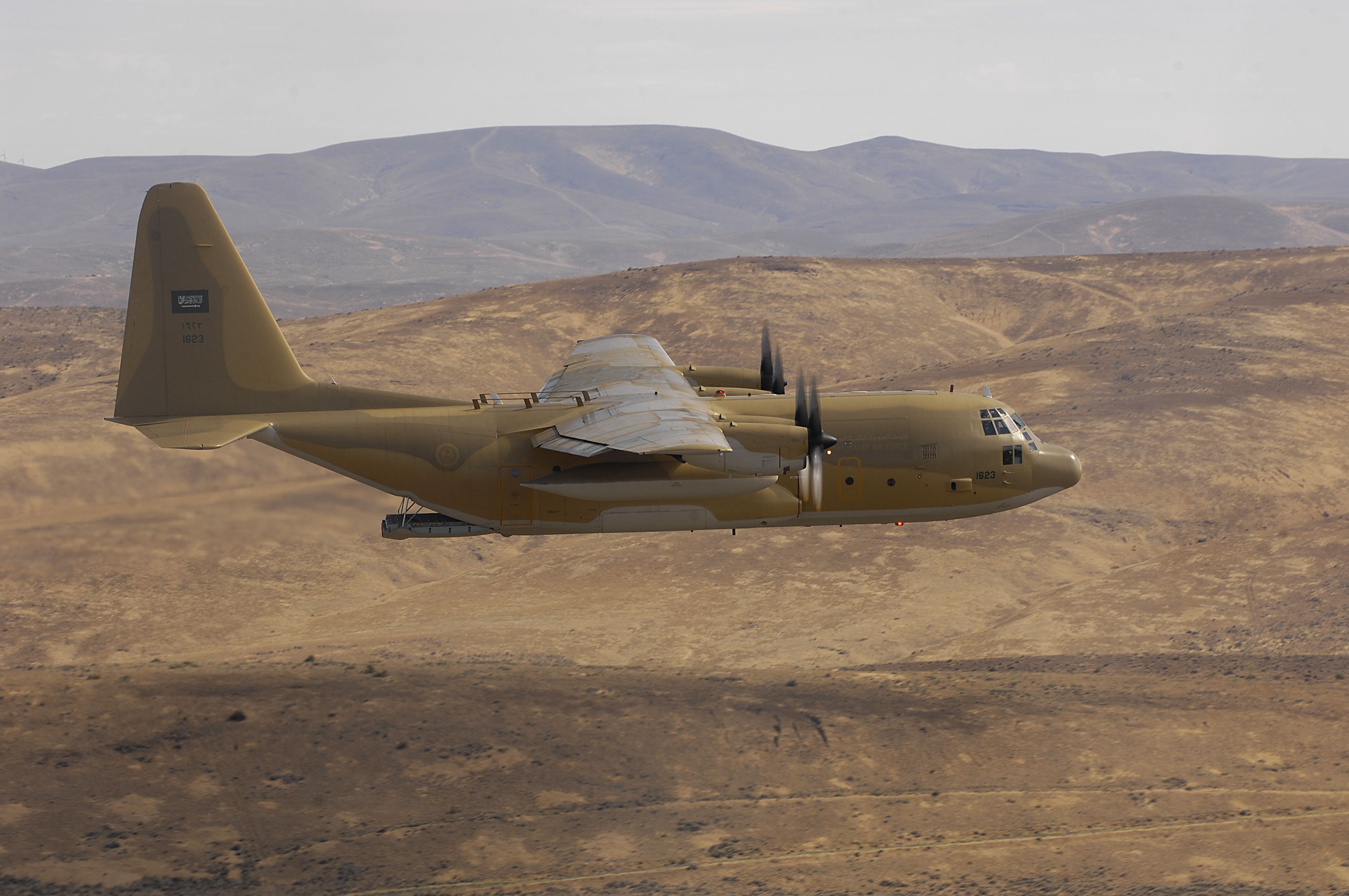
طائرة سي-130 هيركوليز تابعة للقوات الجوية الملكية السعودية وهي تقوم بعملية انزال
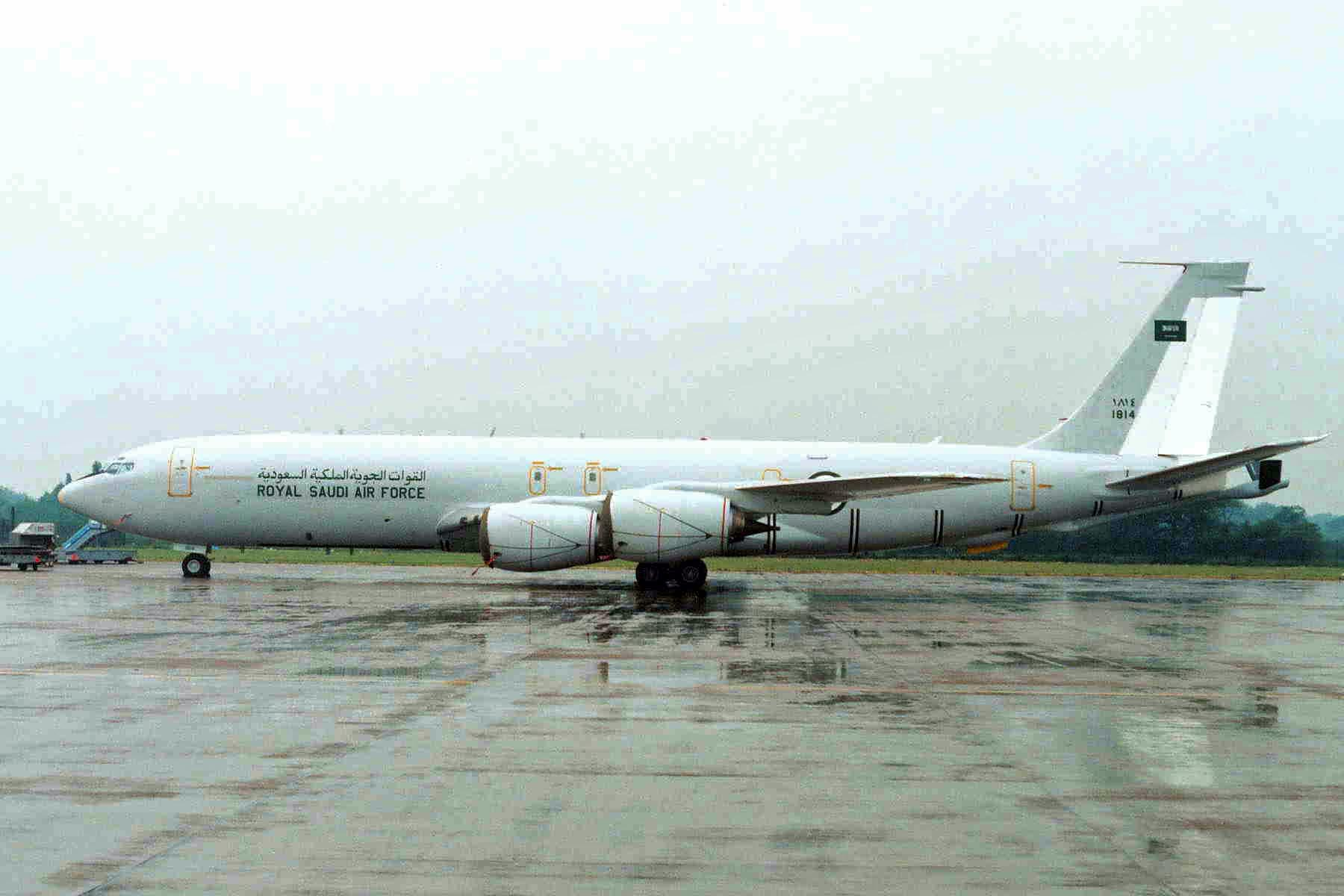
إعادة التزود بالوقود جوًا
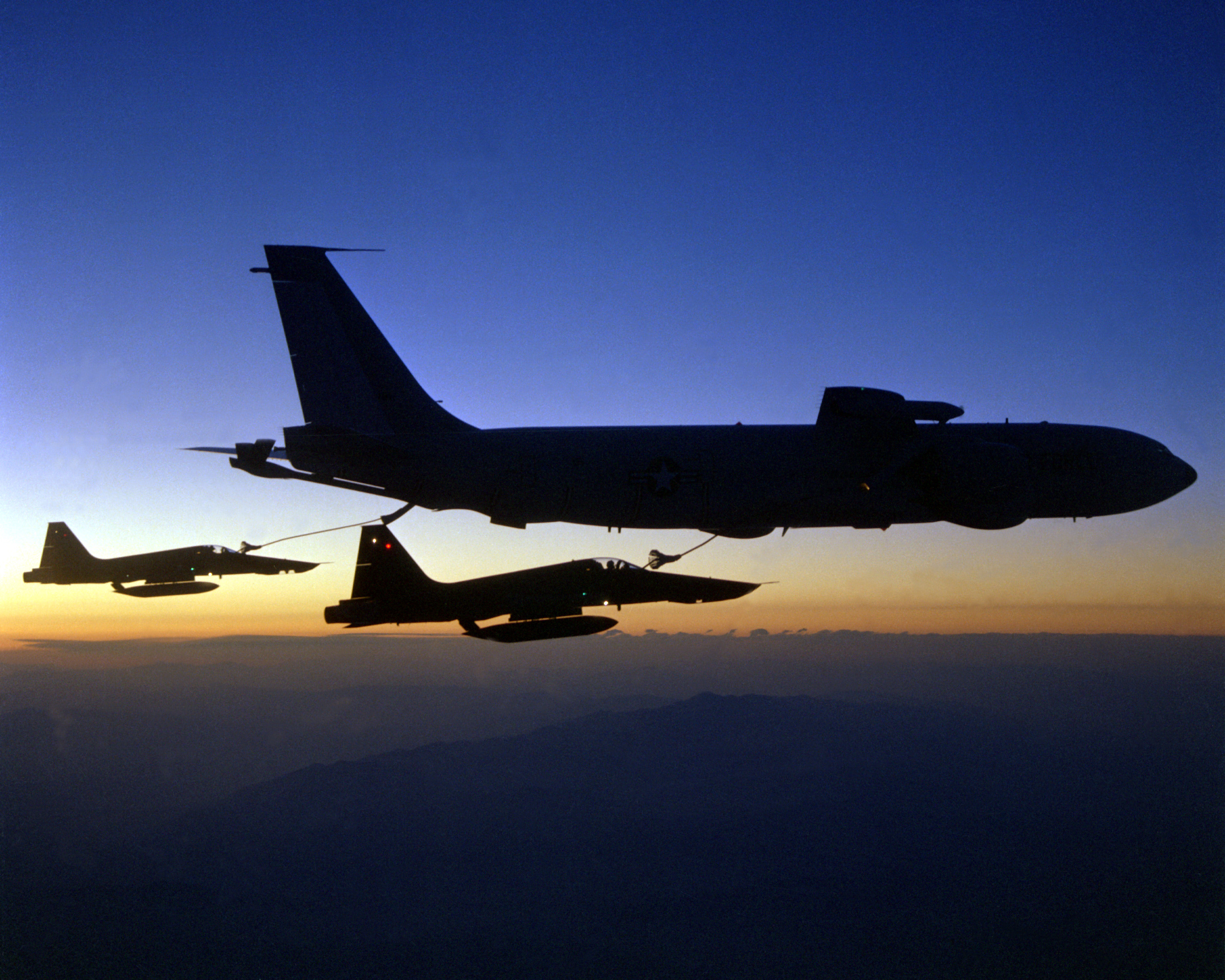
طائرات إف-5 تايغر الثانية، تتزود بالوقود من طائرة بوينغ كيه سي -135
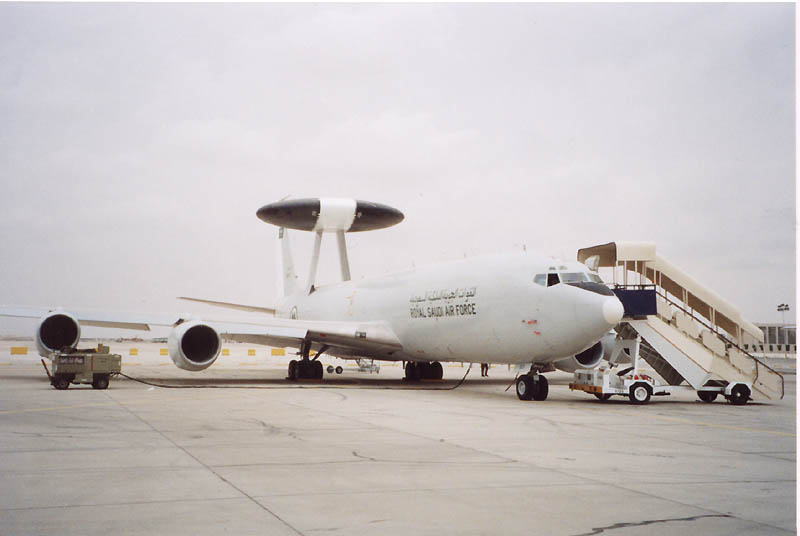
بوينغ إي-3 سينتري طائرة إنذار مبكر وتحكم وسيطرة و قيادة جوية
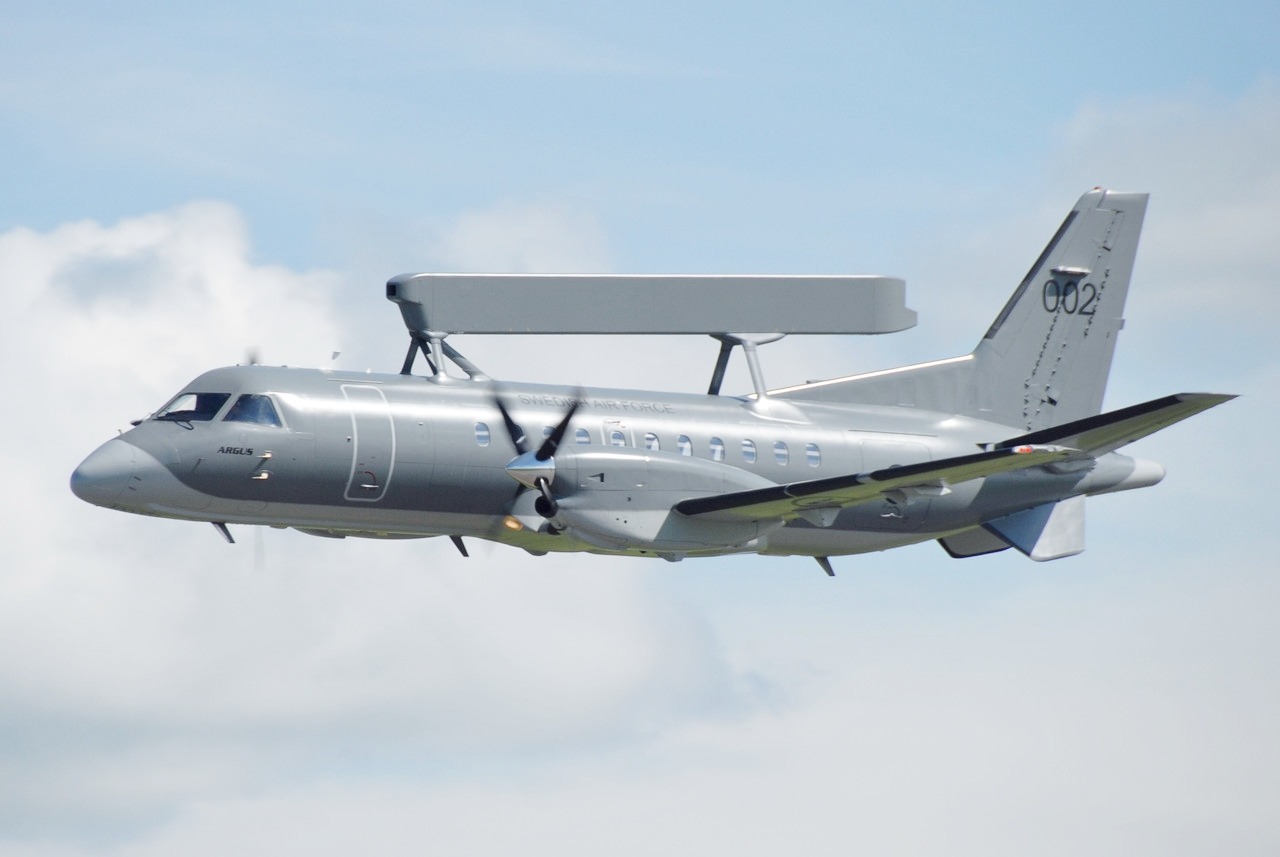
نظام رادار (Erieye) السعودي للإنذار المبكر والتحكم
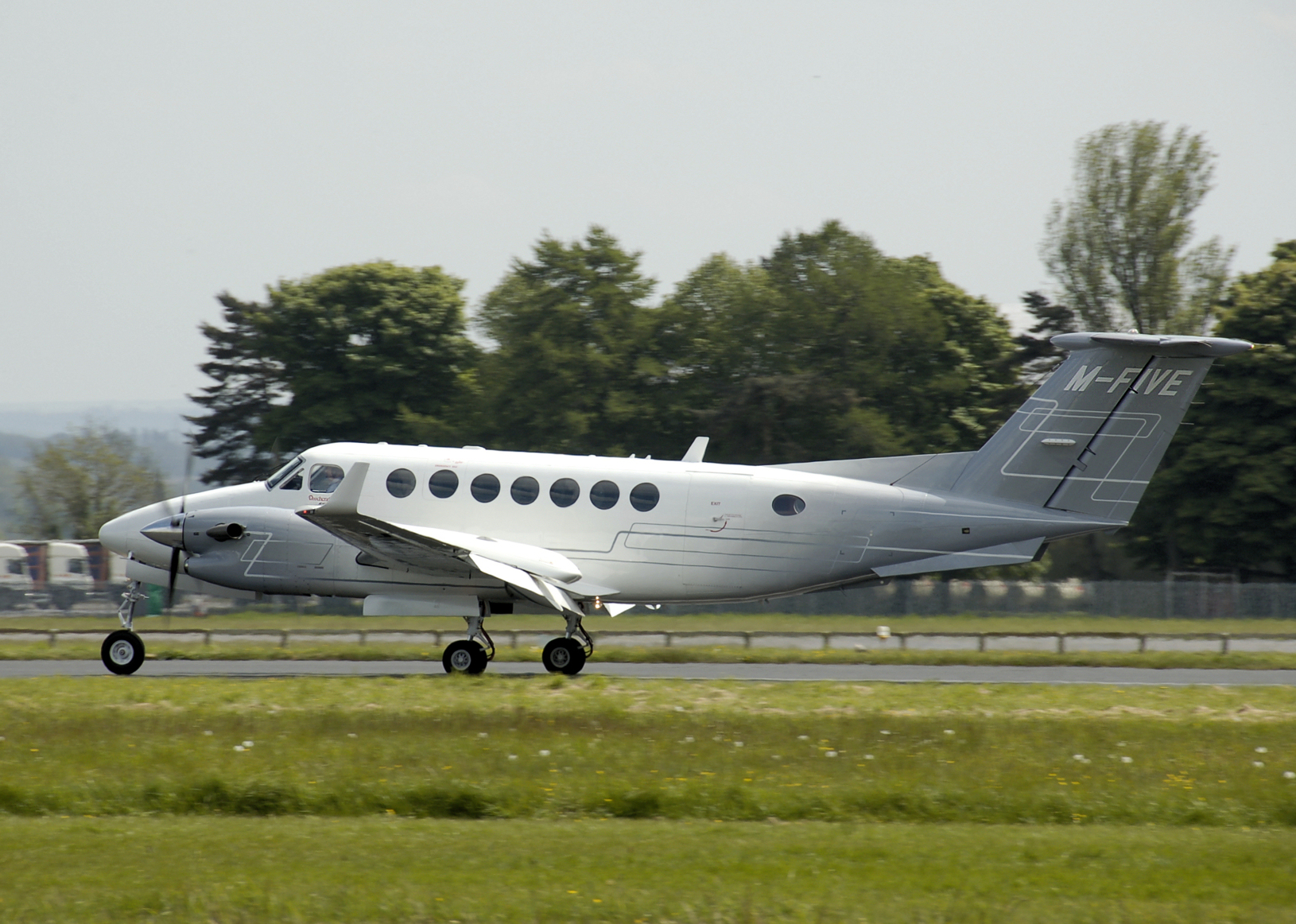
بيتشكرافت سوبر كينغ إير حرب إلكترونية ومهمات خاصة
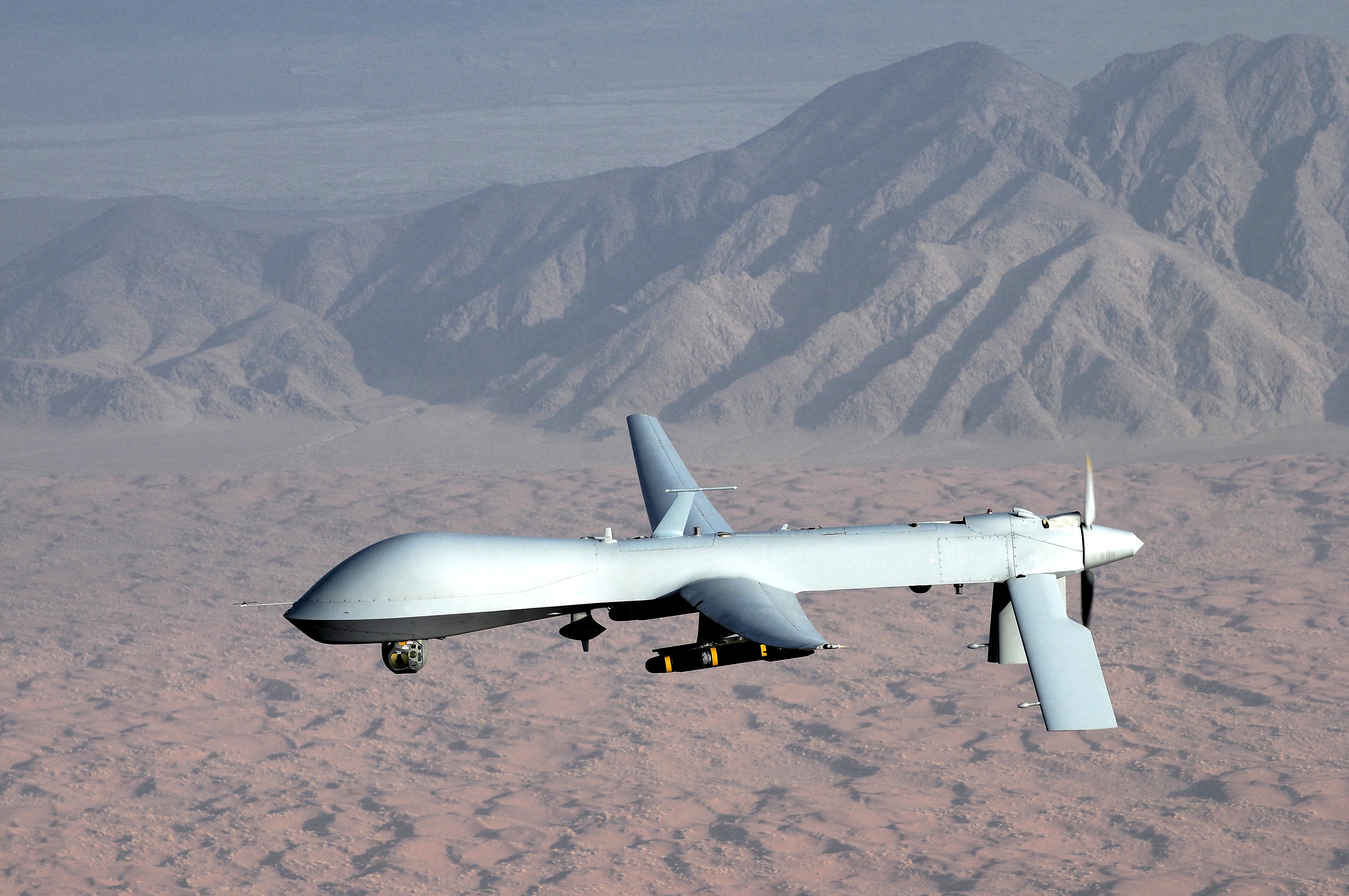
إم كيو-1 بريداتور طائرة بدون طيار
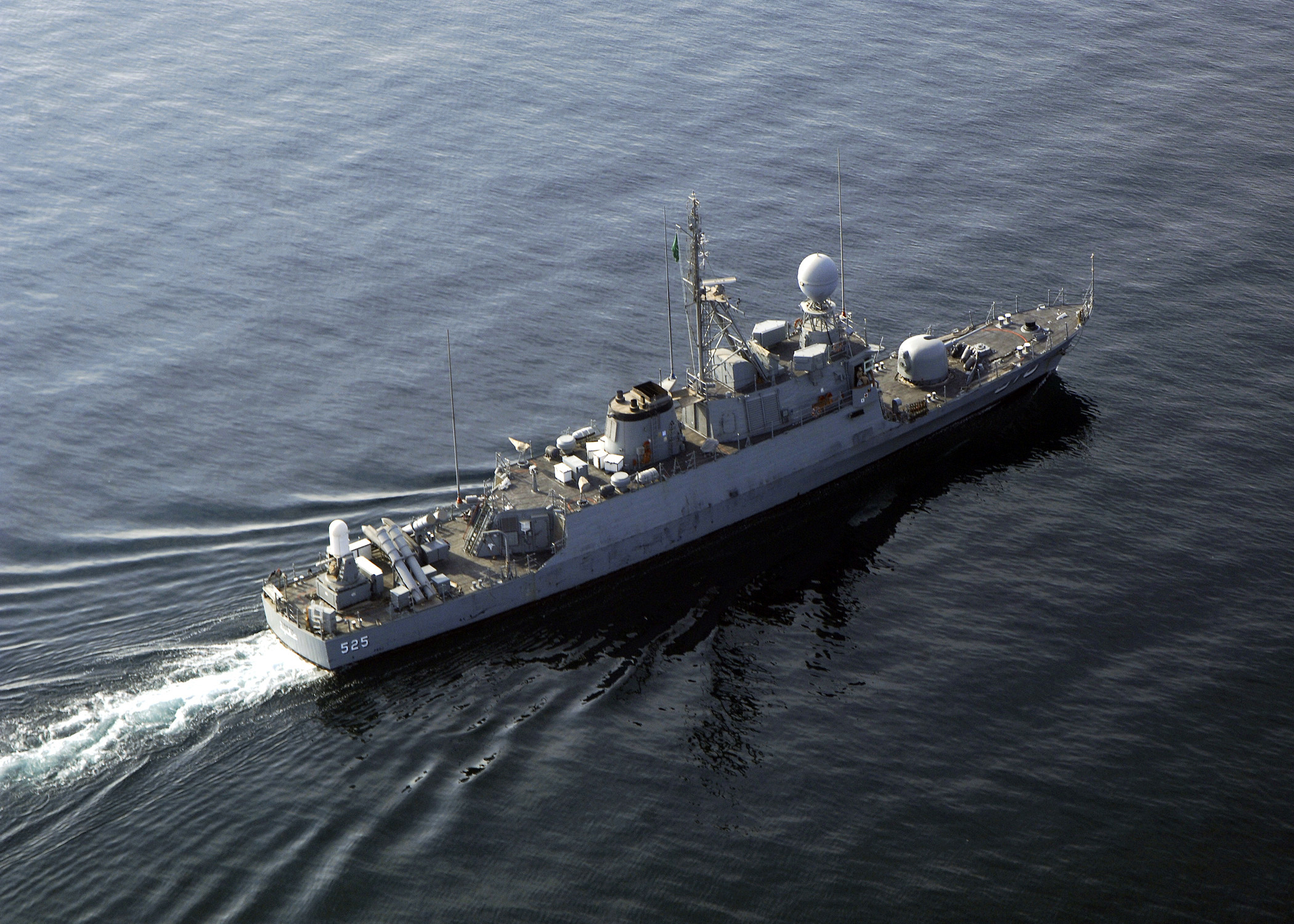
الزورق عقبة
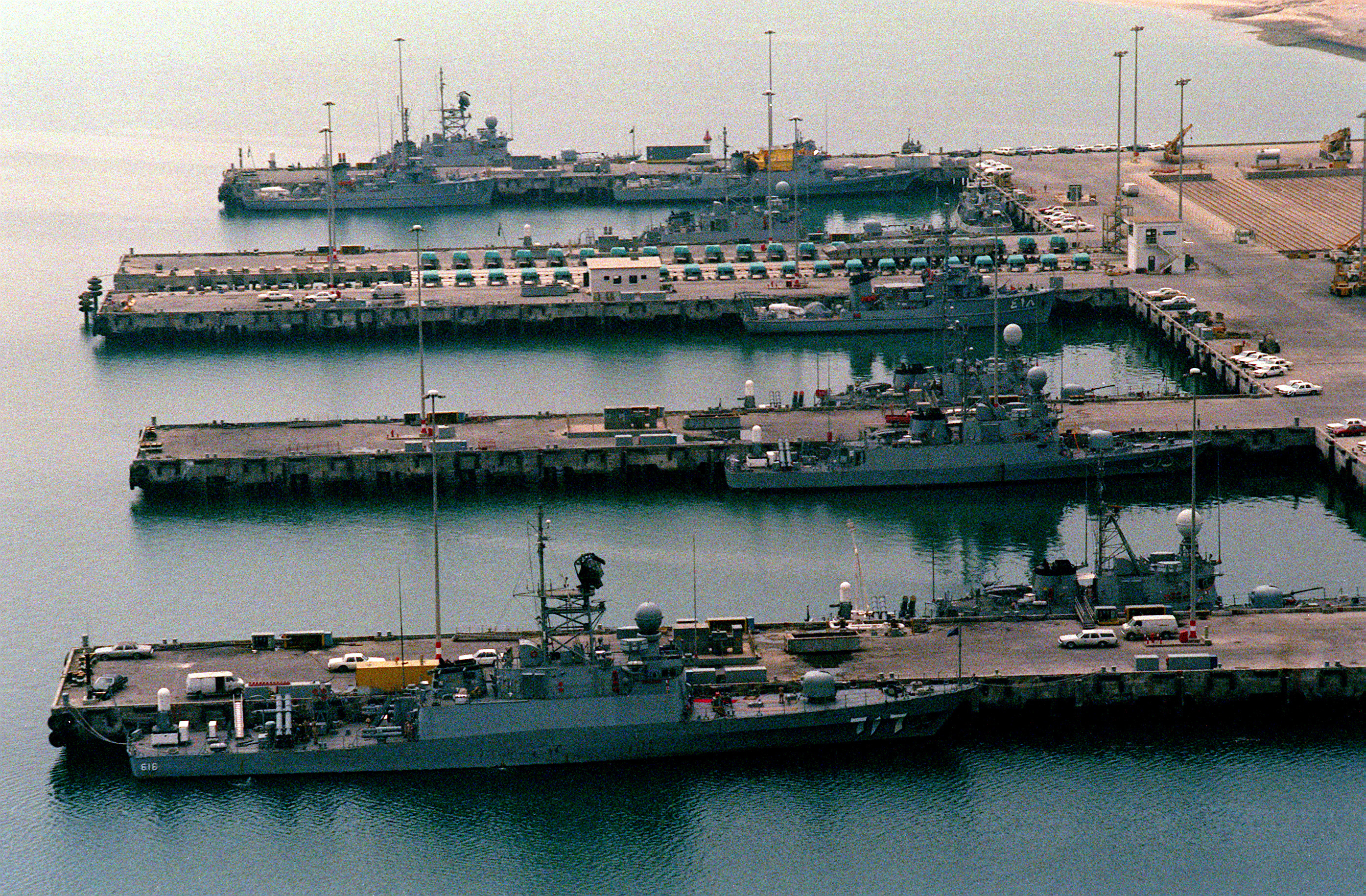
قاعدة الملك عبدالعزيز البحرية في الجبيل 1990
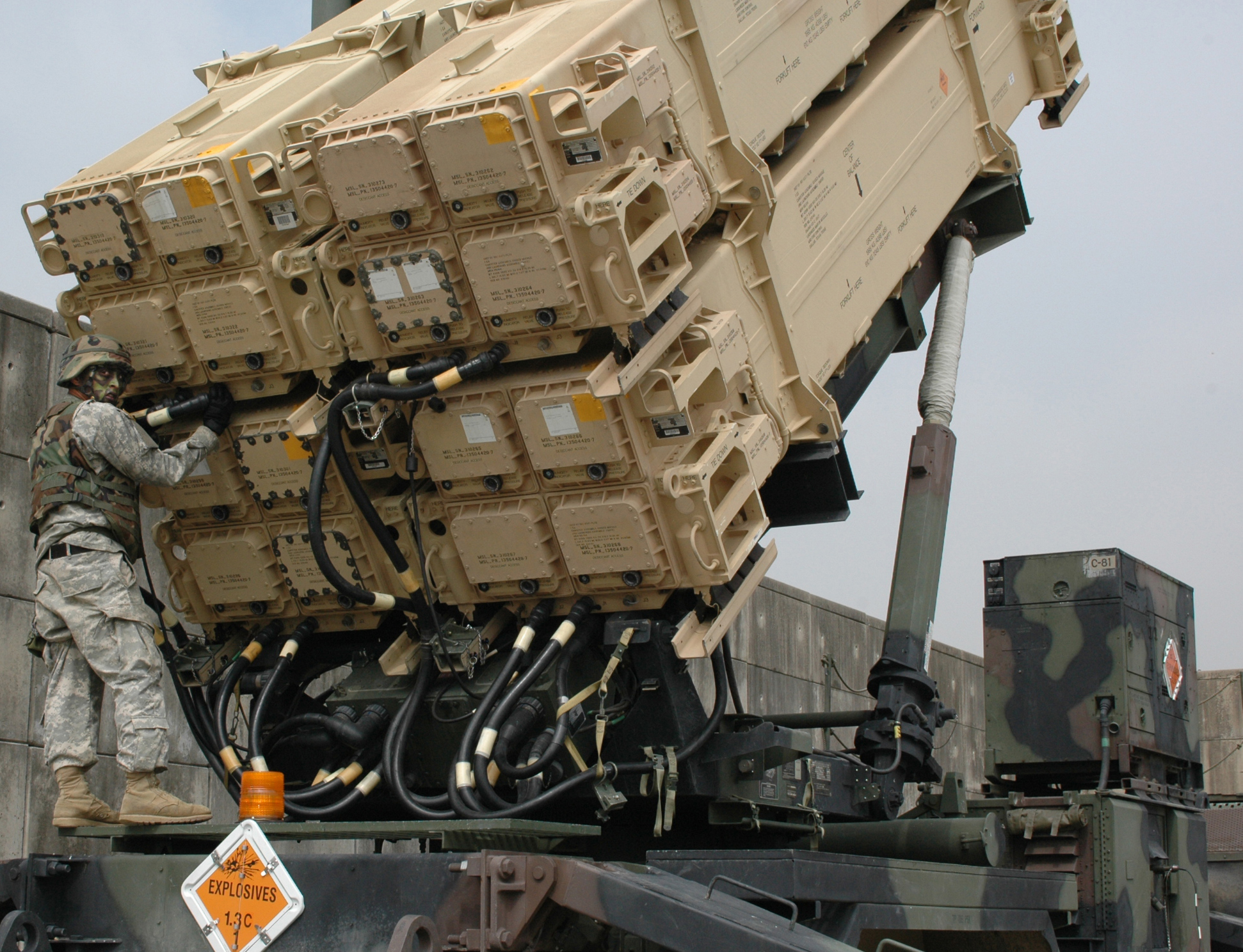
إم آي إم-104 باتريوت
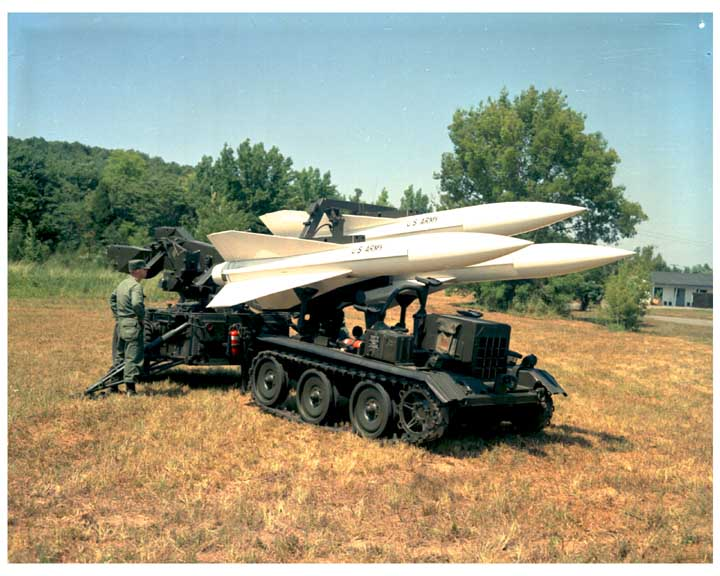
إم آي إم-23 هوك
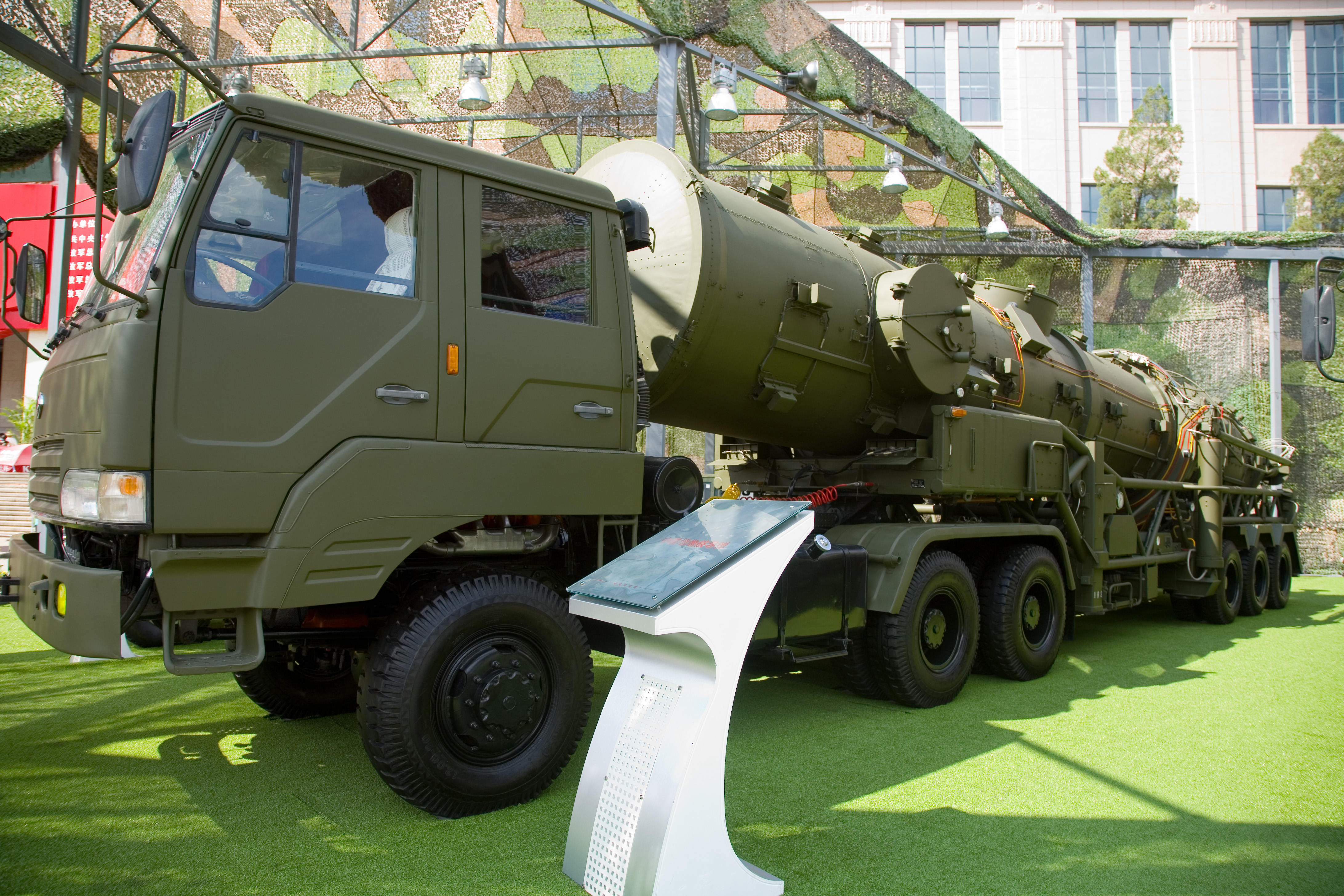
دي إف-21

## مناورات تدريبية
| مناورات برية - مناورات تبوك. - مناورات الأسد المتأهب. - مناورات اليرموك. - مناورات جبل. - مناورات القائد المتحمس. - مناورات الصداقة. - مناورات صقر الصحراء. - مناورات التمساح الأحمر. - مناورات الريك. - مناورات نمر. - مناورات الصمصام. - مناورات سيف عبد الله. - مناورات الرميح. - مناورات سيف السلام. - مناورات ولاء وفداء. - مناورات جند الإسلام. - مناورات رعد الشمال | مناورات جوية - مناورات الدرع الأخضر. - مناورات العلم الأحمر. - مناورات العلم الأخضر - مناورات الربط الأساسي. - مناورات نسر الأناضول. - مناورات صقور السلام. - مناورات فيصل. | مناورات بحرية - مناورات الاتحاد البحري. - مناورات مرجان. - مناورات نسيم البحر. - مناورات الفلك. |